# 文豪ストレイドッグス
『文豪ストレイドッグス』（ぶんごうストレイドッグス）は、朝霧カフカ（原作）、春河35（作画）による日本の漫画作品。『ヤングエース』（角川書店→KADOKAWA）より2013年1月号から連載中。公式略称は「文スト」。

## 概要
太宰治、芥川龍之介、中島敦といった文豪がキャラクター化され、それぞれの文豪にちなむ作品や、ペンネームなどの名を冠した異能力を用いて戦うアクション漫画。
この作品が生まれたきっかけについて、原作者の朝霧は「文豪がイケメン化して能力バトルしたら絵になるんじゃないかと、編集と盛り上がったから」と述べている。また、舞台が横浜市になったことについては作画担当の春河が自分が横浜の出身であるからだという。
全国書店員が選んだおすすめコミック2014で第11位。2025年2月時点でシリーズ累計部数は1600万部を突破している。
2014年4月1日より、小説版の刊行が開始されている。『小説屋sari-sari』2015年10月号から2016年1月号まで、外伝小説『文豪ストレイドッグス 外伝 京極夏彦VS綾辻行人』が連載された。『ヤングエースUP』では、2015年12月22日からスピンオフ漫画『文豪ストレイドッグス わん！』がかないねこの作画で連載。
2017年2月19日に行われたイベントにて、同作の舞台化と完全新作の劇場アニメーション作成が発表された。舞台は2017年12月より公演、劇場アニメーションは2018年3月3日に上映。
2017年5月17日、公式サイトにて初のスマートフォンアプリの制作が発表され、ティザーサイトが公開され、2017年11月に配信された。
2019年12月26日発売の『月刊少年エース』2020年2月号から2022年1月26日発売の3月号まで、小説『文豪ストレイドッグス BEAST』のコミカライズが星河シワスの作画により連載された。2022年9月26日発売の同誌11月号から2024年8月26日発売の10月号まで、小説『太宰、中也、十五歳』のコミカライズが同じく星河の作画により連載された。2025年1月24日発売の同誌3月号からスピンオフ小説である『文豪ストレイドッグス STORM BRINGER』のコミカライズが同じく星河の作画により連載されている。2025年3月4日発売の『ヤングエース』4月号からスピンオフ小説である『文豪ストレイドッグス  探偵社設立秘話』のコミカライズが安達知里により連載されている。

## あらすじ

### 第一期(アニメ)
孤児院を追放され、ヨコハマを放浪する少年・中島敦は鶴見川で入水していた太宰治を助ける。それをきっかけに敦は太宰が所属する異能集団・武装探偵社が追う「人食い虎」の捜索を手伝うことになり、太宰と共に虎の出現を倉庫で待つことになる。そのとき、太宰は敦こそが虎の正体だと告げる。実は敦は無意識のうちに異能力、「月下獣」で虎に変身して徘徊しており、それゆえに孤児院を追い出されていたのだ。敦は自分の能力を制御出来ず、虎に変身して、太宰に襲いかかるが、太宰は相手の能力を無効化する異能力「人間失格」を発動して、敦を鎮静化させ、さらに敦が武装探偵社に入社出来るよう尽力する。
入社試験を経て武装探偵社に入社した敦だったが、なぜか海外の異能者団体から莫大な懸賞金が敦にかけられていた。ヨコハマの港を縄張りにするポートマフィアの構成員芥川龍之介はその懸賞金目当てに敦を執拗に狙うが、部下の泉鏡花の裏切りもあって、敦に逃げられてしまう。

### 第二期(アニメ) 太宰治と黒の時代
今から4年前。ポートマフィア最下級構成員の織田作之助は、ポートマフィア幹部・太宰治、ポートマフィア情報員・坂口安吾とともに、バーで飲みながら、いつもの夜を過ごしていた。しかし、その日を最後に安吾が消息を絶つ。織田作は、ボス・森鷗外から直々に命令を受け、安吾捜索に乗り出す。同じ頃、海外の犯罪組織「ミミック」が入国し、その後ミミックの迎撃の命令が下される。織田作は、養っていた孤児たちを目の前で殺され、一人で敵陣へ乗り込む。しかし、それは、森の策略で、ポートマフィアが特務課と取引をし、異能開業許可証を手に入れるためだった。織田作はミミックの首領であるアンドレ・ジイドとの戦いの末、特異点を発生させるが相討ちになり、太宰に人を助ける側になれと言い残し死亡。ミミックとの抗争は幕を下ろした。

### 第二期(アニメ)
芥川が敦の身柄を確保することに失敗したことを知った組合（ギルド）団長、フランシス・スコット・キー・フィッツジェラルドは自らヨコハマに乗り込み、敦の身柄と願いをかなえる「本」を手に入れるため、横浜を完全に廃墟とする計画を実行に移す。ヨコハマを守るため、武装探偵社とポートマフィアは一時的に手を結び、敦と芥川がフィッツジェラルドに立ち向かう。圧倒的な戦闘能力を誇ったフィッツジェラルドだったが、2人の攻撃でバランスを失い、空中要塞白鯨から落下して行方不明となる。さらに鏡花の捨て身の攻撃で白鯨も横浜の市街地から離れた海に落下する。

### 第三期(アニメ)太宰、中也、15歳
今から8年前。森鷗外は、先代ボスを殺める。その時、遺言の証言者としてその場にいたのは、太宰治だった。それから1年。今から7年前。ヨコハマの擂鉢街で、先代ボスが現れたという情報を耳にしたポートマフィアボス・森鷗外は、15歳の少年・太宰治に調査を命じる。太宰は擂鉢街に出向き、調査を進めるが、そんな彼に「羊の王」・中原中也が襲いかかる。「アラハバキ」について話せと言う中也。しかし二人は、突如爆発に巻き込まれる。太宰がその中で見たのは、先代ボスの姿だった。太宰と中也は、先日同じ爆発に巻き込まれたというポートマフィアの森派・蘭堂の元へ向かう。しかし、自分が見たのは先代ではなく、アラハバキだったと証言する蘭堂。そこから二人は、黒幕は蘭堂であると推理する。蘭堂は自身の異能で先代を使役していた、異国からの諜報員・アルチュール・ランボーだった。そして、中也はアラハバキそのものであり、ランボーが中也を外の世界に出したことも判明。ランボーと先代、太宰と中也で戦いを繰り広げ、結果的に、太宰と中也がランボーを殺害し事件は幕を閉じた。そして、中也は圧倒的な戦闘能力とポートマフィアと事件を追っていたがために羊の仲間たちから不信感を抱かれ、ポートマフィアに入ることになる。

### 第三期(アニメ)
死の家の鼠頭目フョードル・ドストエフスキーは崩壊した組合の資産を強奪すると同時に、武装探偵社・ポートマフィアを共に殲滅させるための計画を実行に移し始めていた。彼の計画により、武装探偵社とポートマフィアは全面抗争に突入する。抗争は、夏目漱石によりもたらされた情報により死の家の鼠の異能者を逮捕し、さらにフィッツジェラルドの協力によりドストエフスキーを逮捕したことで終結した。

### 第四期(アニメ)
異能特務課に研究のため一頁だけ切り取られて保管されていた白紙の文学書の力により、武装探偵社は犯罪組織、天人五衰に仕立てあげられる。福沢・太宰は逮捕され、他の社員も軍警に追われる中で一時はばらばらになるが、乱歩の活躍と探偵社を信じた人間の協力によって再集結を果たし、真の天人五衰の計画を知ってそれを阻止する為に動き出す。異能刑務所ムルソーに収監された太宰は、同じく収監されていたドストエフスキーと頭脳戦を繰り広げる一方、天人五衰の一人であるシグマが運営する天空カジノに侵入した敦達は、軍警特殊部隊の猟犬からカジノを守ろうとするシグマを救い出すも、突如現れたホーソーンにシグマは撃ち落とされ、彼の確保に失敗した。

### 第五期(アニメ)
乱歩は猟犬隊長の福地桜痴に協力を仰ぐが、福地こそが天人五衰の首領であり、敦と、太宰の指示で同じ船に潜入していた芥川は、福地に戦いを挑む。福地を後一歩まで追い詰めたところで芥川が斬られ敦は何とか逃走するも、残る天人五衰のメンバーであるブラム・ストーカーの異能で、世界中に吸血種化した人類が送り込まれ、世界は混乱と疑心暗鬼に陥る。精神支配の異能兵器《大指令》によって吸血種化した軍隊を操ろうとする福地と、それを阻止すべく探偵社が空港で戦闘を繰り広げる中、たまたま居合わせた文はブラムから真相を聞き彼を連れて逃走を図るも、吸血種化した芥川に見つかり、敦達を誘き寄せる罠として管制塔に放置される。そんな中、一騎打ちの末に福沢を倒した福地は遂に《大指令》を使用し世界各地で吸血種軍による軍事行動が開始される。しかし福沢が隙をついて福地に一太刀を浴びせ《大指令》を奪って停止命令を発出、同時に文が命懸けでブラムに刺さる聖剣を抜いたことで吸血種を操る権能を取り戻したブラムと乱歩が交渉したことで、吸血種による世界侵攻は阻止される。福地の真の目的は「平和」だと言い当てた福沢は、福地に彼自身を斬るよう頼まれるも思い切れないまま、燁子が福沢の代わりに福地を殺し事件は終結した。

## 登場人物
特記がない限り、声の項はアニメ版の声優、演の項は実写版の俳優を指す。

### 武装探偵社
中島敦（）
声 - 上村祐翔、Lynn（幼少期） / 演 - 鳥越裕貴
本作の主人公。右側に髪が一房垂れているのが特徴の18歳の少年。
誕生日：5月5日。身長170センチメートル・体重55キログラム。血液型：AB型。好きな物は茶漬け・猫・カメレオン・ヨコハマ。嫌いな物は自分自身・昔いた孤児院。
「探偵社・西のへたれ」と呼ばれるほど気の弱い男だが心優しく、いざというときには自らを犠牲にしてでも他人を守ろうとする大胆な行動をとることもある。
孤児院を追放され飢餓状態でヨコハマを徘徊していたところ、鶴見川に飛び込んでいた太宰を助けたことで自分が孤児院を追い出された理由や自身の異能を知り、武装探偵社に勤めることになる。入社直後は自分に自信が持てず悲観的だったが、数々の経験を経て成長していく。
孤児院では職員から虐待されており、そのことがトラウマになっている。孤児院で自分の存在を否定され続けたことから、逆に存在意義のない人間はいないと考えており、自分と境遇が似ている鏡花に親身に接し、敵であるモンゴメリに対しても幸せに過ごせる方法が浮かばなかったことを悔いていた。なお憎んでいた孤児院の院長（声 - 中博史/演 - 南圭介）が巻き込まれた交通事故の調査で、彼の真意を理解した時は涙を流した。
フィッツジェラルド曰く、「本」を探す時に必要な"道標(タイガービートル)"である。そのため組合から多額の懸賞金(七十億円)をかけられ、身柄をポートマフィアから狙われていた。
当初は異能による変身が始まってから人間の姿に戻って目を覚ますまでの自身の記憶・意識が無かったため、太宰達と出会うまでは、自分が孤児院を追い出された理由や「虎」の正体や自分が異能者であることに気づいていなかった。
孤児院を追い出されてからは、ホームレスとして無一文での生活を続けていたため、お金に対する執着が強い面が見られる。その後、探偵社の寮にて、太宰に良いように言いくるめられ鏡花と同棲を始める。
三社戦争が始まると太宰と行動を共にするが、太宰と別れた直後ナオミや春野と合流した際にQの異能を受け、駆けつけた太宰に救われる。その後街でフィッツジェラルドと遭遇する。しかし突然姿を現した鏡花に連れられて逃走するが、港で追いつかれ捕まり、白鯨内で、「横浜焼却作戦」を聞き焦燥に駆られるも再会したモンゴメリと心を通わせ、彼女の助けで脱出、街に落ちる途中でトウェインに撃ち抜かれて意識を失うも心の中で虎に感謝の言葉を述べた事で虎に助けられ、太宰にQの人形を届けることに成功した。
そして再度白鯨に乗り込み、その墜落を阻止すべく芥川と共に、フィッツジェラルドに戦いを挑み勝利する。
ドストエフスキーの武装探偵社とポートマフィアを潰し合わせる計画が明らかになると、ポートマフィアと争うなという福沢の指示を守ろうと、マフィアとの対決を避けドストエフスキー本人を倒す為に国木田と奔走する。ドストエフスキーの潜窟に芥川と共に侵入し、いがみ合いながらもプシュキンを追う。その途中でゴンチャロフに行く手を遮られるが、芥川と新たな合体技を繰り出し捕縛に成功した。その後芥川から6か月後に再戦を宣言され、受ける条件に「6か月の間一人も殺さない」ことを承諾させた。
武装探偵社が《天人五衰》によって犯罪組織の汚名を着せられた後は鏡花と共に行動。新生組合のフィッツジェラルドに協力を要請し、ミッチェルを与謝野の異能で治療することと引き替えに、「神の目」で小栗を捜索し監禁されていた彼を救出。小栗から聞いた「裏頁」に希望を見出し、太宰と結託した安吾、彼に保護されたモンゴメリの協力の元天空カジノへ潜入し、「頁」の在処を知る総支配人シグマの捕縛を試みる。《猟犬》の燁子との戦闘の末に落下してきたシグマを一度は受け止めたものの、突如現れたホーソーンの血弾を受け、結局は彼を落下させてしまった。シグマの手を掴んだ際に彼の異能によって「頁」の在処、更に《天人五衰》の首魁である「神威」が、探偵社の面々を暗殺しようとしていることを知って焦るが、乱歩によって救出された探偵社員と再会を果たした。その後乱歩の指示で、《猟犬》の隊長である福地と乱歩を密航させる手伝いをするが、「神威」の正体に気付いた乱歩が福地の斬撃を受けてポオの小説内に退避せざるを得なくなり、福地と対峙することになる。自身を尾行していた芥川と共に対策を考えたが、唯一の勝機を『時渡り』で潰されて敗北、芥川が犠牲となる。芥川の尽力で逃走に成功し、情報を持ち帰る事はできた。ポオの異能で創られた探偵社空間で社員と合流し、乱歩の指示の下《大指令》受け渡し阻止及びブラム・ストーカー殺害作戦の実行を試みる。空港内でブラム・ストーカーと文を探す中《猟犬》の燁子と遭遇し、立原が残した映像を見せて協力を取り付けようとするが、全てを知った上で福地側に付いていた彼女に捕らえられ《天人五衰》の真の目的を聞かされる。その内容を聞いて目的を阻止するのが本当に正しいことなのか分からなくなるも、それが動かなくなる理由にはならないとして福地を探すべく行動を開始。その先で吸血種と化した芥川と交戦する。
月下獣（げっかじゅう）
非常に大柄な白虎に変身する異能。その体は銃弾すら通らないほど頑丈になる上に、動きが非常に俊敏になり、身体の一部を失っても猛スピードで復元される。また、その爪には異能自体を裂く効果がある。ただし完全に変身すると自身で制御できなくなる。
入社後は福沢の異能により、体の一部分だけを変化させ能力の一部を引き出し、肉体の強化と身体能力の向上や治癒能力を自分の意志で使用するなど制御が可能になった。
能力名は上記の短編小説『山月記』から。

太宰治（）
声 - 宮野真守 / 演 - 多和田任益（初演〜序）、田淵累生（DEAD APPLE以降）
笑顔を絶やさず、掴みどころのない22歳の男性。
誕生日：6月19日。身長181cm・体重67kg。血液型：AB型。好きな物は自殺・美女・酒・蟹・味の素。嫌いな物は犬と中原中也。常に羽織っている砂色のコートと体全体に包帯を巻いているのがトレードマーク。国木田には「包帯無駄遣い装置」、「迷惑噴霧器」、｢唐変木｣などと呼ばれている。
とてもマイペースな性格だが、頭がキレる上に身のこなしもいいなど実力は高い。前職は「探偵社の七不思議」と言われており、最初に当てた人が貰えるという懸賞金は70万にまで膨れ上がっていた。
自殺嗜癖（マニア）で、事ある毎にあらゆる手段で自殺しようとするが、毎回必ず失敗して結局死ぬことが出来ずにいる。死ぬまでに苦しむのは嫌がり、最近は美女との心中を望んでいる。樋口を誘ったこともあるが、国木田にすっ飛ばされている。
二年前に購入した『完全自殺読本』という稀覯本を付箋をびっしりつけるほど愛読しており、書いている自殺方法を試すこともある。しかし実は、本の内容は暗記してしまっているらしい。
探偵社に入社する前はポートマフィアの史上最年少幹部で芥川の上司兼教育係だった。その当時は18歳・身長174センチメートル・体重54キログラム・好きなタイプ：何も訊かない女性・座右の銘：清く明るく元気な自殺､死は生の一部（18歳）。マフィアでは中也の相棒であり、中也と共に『汚濁』を使い、一晩で敵のアジトを壊滅させてから「双黒」と呼ばれていた。しかし友人の織田作之助が「ミミック」のジイドとの戦闘で死亡したのをきっかけにマフィアを抜け、2年間地下に潜り、武装探偵社に入社した。なお、ポートマフィアでは太宰が抜けた後の幹部の席は今も空席のままになっている。
三社戦争では、自身の経歴を生かしてポートマフィアや特務課と交渉し、福沢と鴎外の密会や鏡花の免責および釈放を実現させた。
ドストエフスキーに対抗するために敦と芥川を「新双黒」にしたいと思っている。福沢が襲われた事件の首謀者がドストエフスキーであることにいち早く気付き、彼と接触するも狙撃され治療を余儀なくされた。しかしフィッツジェラルドと坂口安吾に協力を要請し、潜窟とは別の場所で指示を出していた彼を逮捕することに成功した。
しかしその後、小栗虫太郎の「完全犯罪」が解除されたため、自らのマフィア時代の犯罪の証拠が復活したことにより《猟犬》の一人・条野に逮捕される。だが本当はドストエフスキーと対面する為にわざと捕まっており、事件発生前には芥川を呼び出して敦を尾行するよう依頼するなど手を打っていた。そして欧州の異能刑務所「ムルソー」で、同じく収容されたドストエフスキーと互いの連絡手段を知る為に心理戦を繰り広げ、心拍数等の生体情報を利用して安吾に指示を出し敦たちを動かす。
ゴーゴリによるドストエフスキーとの脱獄レースに応じ、シグマを「武器」として指名し行動を共にする。安吾の司法取引でとある囚人の異能を利用して中央制御室を制圧し、ドストエフスキーと中也を注水の罠にかけた。しかし、中也の異能を使って脱出したドストエフスキーの策略に再び嵌ってしまい、シグマだけを脱出させ自身は足の骨を折る重傷を負い、中也に銃で何度も撃たれた。実際はドストエフスキーを欺くための演技であり、吸血種化のふりをしていた中也と共にドストエフスキーの前に現れ、彼の乗ったヘリが爆発するのを見届けたが、その後ドストエフスキーと接触したシグマが目覚めないことから、ドストエフスキーの異能の正体と企みに気付き愕然とする。
人間失格（にんげんしっかく）
直接触れたありとあらゆる異能を無効化する異能。発動した異能はもちろんのこと、異能者に接触することで発動自体を封じられる。本人の意思とは無関係に常時発動している模様。自身に利のある異能すら打ち消してしまうのが欠点で、与謝野の治癒を受ける場合は、心臓は動いているが脳に血が及んでいないため人間失格が発動しないという、高度な技術が必要である。
能力名はキャラクターと同名の文豪、太宰治の中編小説から。

国木田独歩（）
声 - 細谷佳正 / 演 - 輝馬
銀縁眼鏡をかけ、長く伸びた後ろ髪を一つに結わえた髪型をしていて、スーツスタイルで身を包む22歳の男性。
誕生日：8月30日。身長189センチメートル・体重78キログラム。血液型：A型。好きな物は手帳と魚釣りと鰹のたたき。嫌いな物は予定外と権威。
表紙に「理想」と書かれた手帳を常に持ちながら予定を立てて行動しており、予定外の事態に遭遇すると激怒する。手帳には、結婚を含めた今後のあらゆる予定・計画だけでなく、「理想の女性像」についても書かれている。
冗談の通じない杓子定規な性格で、マイペースな太宰に神経をかき乱されることが多く、度々彼の冗談に騙される。敦に対しても厳しく接するが、鏡花の救出に向かう敦を激励したり、戦争終結後には一言褒めるなど、内心ではきちんと評価している。
探偵社員達のまとめ役のような存在。異能自体は戦闘特化ではない汎用型だが社長から学んだ体術に優れ、襲撃してきた黒蜥蜴の部隊を軽く投げ飛ばしている。
三社戦争では谷崎と行動を共にして、スタインベックとラヴクラフトに捕まったナオミと春野を救い出した。ラヴクラフトの能力に追い詰められるが、谷崎の能力によって脱出する。
武装探偵社で働く前は、学校で数学教師を務めていた。
過去に《蒼王》による連続爆破事件の捜査に携わった際、独自の調査で《蒼王》のアジトのビルを突き止め警察に報告するも、軍・警察・公安が合同で捜査していたために指揮系統が混乱し、さらには警察の動向を察知した《蒼王》が爆弾を抱えてビルに立て籠り、その結果、いち早く現場に駆けつけた5人の捜査員が、追い詰められた《蒼王》の自爆に巻き込まれる形で亡くなった。国木田は、結果的に捜査員を死なせてしまったことへの責任感から、《蒼王》の自爆行為によって父親を亡くした六蔵を情報屋として雇う傍ら、亡くなった彼の父に代わって世話をしていた。
ドストエフスキーの策略により福沢が倒れた後は福沢の名代として社員を指揮する。しかしウイルス型異能の持ち主を敦と共に追った際に、ドストエフスキーが偽情報で無関係な男を異能者に仕立てた為、やむを得ず彼の弟を撃ったり目の前で兄を守ろうとする妹に自爆されたりして、精神的に追い詰められてしまう。しかし乱歩の叱咤や花袋が残したメッセージを受け取ったことで再び生気を取り戻す。ドストエフスキーの逮捕後、前述の男の妹を爆死させた容疑で逮捕・拘留されるも小栗虫太郎の協力もあり、釈放される。
《天人五衰》及び《猟犬》との戦闘では、犯人に仕立て上げられた後逃亡を図るも条野と鐵腸に追いつかれる。一度はマフィアのヘリで逃れるが、異能でヘリに乗り移ろうとした鐵腸を巻き込む形でヘリから飛び降り手榴弾を爆破させた。鐵腸を盾にしたことで致命傷を免れたものの両手を失い、そのまま軍警に捕縛される。監禁され寝返るよう取引を持ちかけられていたが、乱歩とポオによって救出されて与謝野の治療を受けられることになり、回復後は逃亡を続ける谷崎と賢治の捜索を任される。ポオの異能による探偵社空間で社員と合流後は、乱歩の指示の下《大指令》受け渡し阻止及びブラム・ストーカー殺害作戦の実行を試みる。谷崎と共にブラムを連れた文を探す中で福地に捕まり、福沢への人質とされた。
独歩吟客（）
手帳の頁を消費することで、書き込まれたものを具現化・実体化する異能。但し、実体化できるのは、サイズが手帳の面積より小さく（国木田自身が手帳より小さいと認識しているもの）、かつ国木田自身が一度肉眼で視認して形状・機能を理解したものに限られる。発動には文字を書く必要があるので、手を失ったときには使えなくなった。
切り離した手帳の頁からでも具現化でき、かなり離れた場所でなおかつ他人の意思による発動でも具現化できる。また事前に手帳に字を書いておき、敵に開かせ具現化させる罠のような使い方もできる。
能力名はキャラクターと同名の文豪、国木田独歩の筆名の一つから。

江戸川乱歩（）
声 - 神谷浩史 / 演 - 長江崚行
小柄で常に笑みを浮かべ、ハンチング帽に茶色のスーツをだらしなく着崩した26歳の男性。
誕生日：10月21日。身長168センチメートル・体重57キログラム。血液型：O型。好きな物は合理的思考、幻想怪奇。甘いものが好きなのか駄菓子を頻繁に食べている。嫌いな物は常識、無駄な知識。
刑事に面と向かって「警察は不要」という旨の発言をするなど、傲岸不遜で子供っぽいところもあるが、下記の異能（実際は異能ではない）から探偵社では一目置かれた存在である。過去の一件から福沢を慕っており、彼に褒められるためならば自身の意見をあっさり曲げて協力するほど。
推理能力に優れる一方で一般常識は欠如しており、電車の乗り方も知らない。ただ、地下競売であっさり2000万を費やすポオには呆れていた。また、敦の同行した殺人事件では死体に対して頭を下げるなど、最低限の常識は持ち合わせている。事件を推理する過程で被害者や犯人の心情も見抜いており、又、与謝野を探偵社に勧誘する際にも自信にあふれた言葉が結果として彼女を慰めている等、優れた推理力や自信に裏打ちされているとは言え、情のある言動をする。一方で現実主義な所もあり、敦が芥川に捕まった際には彼の問題として論理的に考えて助けに行くのに否定的だった（仲間想いな性格のため敦が探偵社に入って日が浅かった事が原因だと思われる）。
一見しただけで、事件から人の過去まで見抜くことが出来る推理力を持つ。太宰曰く、「異能者すら超えた超越者」「探偵社最強の男」。福沢の過去も見抜き、福沢に「本物だ」と言わしめたほど。探偵社設立の際は、困難とされた夏目漱石の居場所を福沢の依頼により特定している。敗戦後は与謝野をマフィアに入れようとする鷗外と福沢が戦っている内に彼女を施設から逃がし、探偵社に勧誘した。
三社戦争でのポオとの推理遊戯（ゲエム）において、「『超推理』が異能ではない」と自覚していることが判明したものの、「今更格好がつかない」としてそのまま異能者として振る舞っている。
ドストエフスキーの策略により福沢が命の危機にさらされたときは相当に取り乱したが、福沢の命を救う為に、その頭脳をフル活用しかつて無いほど真剣に現状分析や作戦立案を行う。それでもドストエフスキーが何重にも巧妙な罠を張っていることが分かると、福沢の指示に反してポートマフィアと戦うことを決断し参加するかどうかの選択を社員の面々に迫った。そして、中原中也の前に現れ、彼を足止めする為にポオが書いた小説に自分と共に彼を引き込んだ。ドストエフスキー逮捕後は国木田の冤罪証明の為、また自身がドストエフスキーの偽資料を見破れなかった結果死んだ少女の為に小栗虫太郎の捜索に乗り出している。地下競売で競り落とした小説を探すポオと共に、小栗虫太郎が偽装した死体の落下事件に出くわすが虫太郎が実は生きていること、更に本当は病を抱えた友人の自殺を手伝っただけで手を下していないことを見抜き、彼に自首と特務課への就職を勧めた。だがその直後小栗虫太郎が《天人五衰》に拉致されその時の警告を聞き、探偵社が「天人五衰」の犯罪阻止の依頼を受けようとするのに反対し、一人別行動をとる。調査の中で傷を負った種田長官を見つけ「本」の情報を聞くが、その「本」によって長官を襲った犯人にされ、逃走しようとするも軍警に発見されてしまう。しかし、初動捜査の混乱を突いて無事に逃走してポオと合流し、黒幕による探偵社の個別排除計画を乗っ取り、監視を受ける仲間たちを順次救出する。そして福沢からの指示で福地に接触し協力を乞い、各国大使が乗る客船で一緒に港まで逃げ込もうとする。しかし、福沢を信じて「超推理」を使っていなかった事が仇となり、船内で敦に請われて推理した際に福地こそが《天人五衰》の首魁「神威」であると確信。瞬時に自分が犯人を知った事を察知され攻撃を受けるが、ポオの小説内に緊急避難して間一髪難を逃れ、後を敦に託した。敦が戻るとポオの異能による探偵社空間に社員を集め、《大指令》受け渡し阻止及びブラム・ストーカー殺害作戦を指示する。
燁子に会わせようとする敦の連絡を受けて福沢と向かい、待っていた福地をポオの小説に引き込もうとするも、『時渡り』で気付いていた福地に一撃を喰らわされ人質となった。福沢が福地を倒すと共に、ブラムが吸血種を操る権能を取り戻したことで、彼に吸血種を操りドストエフスキーを倒すよう交渉した。その後、ブラムに成り代わったドストエフスキーが神剣を福地に刺すことを止めようとするも間に合わず、「三極の特異点」に直面する。
超推理（）
事件の情報を聞き、福沢からもらった眼鏡をかけるだけで事件の真相を解明する。
実際は単に推理力が人一倍優れているだけであり、異能ではない。彼がこれを異能だと信じ込んでいたのは、自分が特異ではないと思いこみ、世間と自分との間にある齟齬に押し潰されそうだった彼を救うべく「お前のそれは異能だ」と述べた福沢の言葉からである。
彼だけ能力名が名前の元である文豪の著作物に因んでいない。

谷崎潤一郎（）
声 - 豊永利行 / 演 - 桑野晃輔
少し大きなTシャツと垂れ目が特徴的な、18歳で元学生の少年。
誕生日：7月24日。身長174センチメートル・体重59キログラム。血液型：A型。好きな物は鱧、中華料理、猫。嫌いな物は地震。
探偵社では張り込みや依頼の聞き取りなど手下のような役割を担う。探偵社・東のへたれ。
常に妹のナオミと共に行動している。彼女が撃たれた時や行方不明になった時は狼狽し行動が大胆になるなど、妹への思いは人一倍強い。
異能の特性から潜入や隠密の能力に長け、敦が白鯨に乗り込む際は小型飛行機の操縦も担当した。また披露する機会は少ないが後述の通り暗殺にも高い適性を持つ。
ウイルス型異能の性質を知ったポートマフィアに包囲された時は一人残って彼らの説得に当たり、異能を駆使して黒蜥蜴の3人を翻弄して鷗外の暗殺を図る。紅葉に阻止され斬られそうになるが、鏡花に助けられた。その後ポートマフィアとの戦いに参加することを決め、与謝野や賢治と共に再度ポートマフィアの潜窟に突入する。
探偵社が《天人五衰》によって犯罪組織の汚名を着せられた後は国木田らと逃走を図るも、鐵腸と条野に補足される。その後、鐵腸を道連れに自爆した国木田に真相の究明を託された。与謝野や賢治と共にマフィアに保護された後、猟犬の追跡から逃れる為、探偵社の再建を誓って二人と別れる。マフィアが用意した廃村に賢治と共に隠れていたが、鷗外から探偵社と合流するように連絡を受け、ポオの異能による探偵社空間で社員と再会した。その後、空港で国木田と共にブラムと文を探す中で、福地に捕まり人質とされる。
細雪（）
辺りに雪を降らせ、その空間内をスクリーンのようにして幻影を投影したり、風景や自分自身に背景を上書きなどもすることが出来る異能。直接的な攻撃力は皆無だが相当な実力者でもその幻像を見破ることは難しく、広津は「恐ろしく暗殺に向いている」と評している。
能力名はキャラクターと同名の文豪、谷崎潤一郎の長編小説から。

宮沢賢治（）
声 - 花倉桔道 / 演 - 堀之内仁
幼い外見に麦わら帽子、農作業着を着込んだ14歳の少年。
誕生日：8月27日。身長158センチメートル・体重53キログラム。血液型：O型。好きな物は音楽、天ぷら蕎麦、サイダー。嫌いな物は貧困。
「イーハトーヴォ村」という電気も電話もない村で牛を飼って生活していた。村近くで土砂崩れが起きた際、幼馴染みが生き埋めになったのを切っ掛けに山の形を変える程の異能を発揮して、村を被害から救っており、それを調査しに来た福沢に勧誘されて探偵社に来た。村は物々交換で成り立っていたため、金銭の概念がまだよく理解できていない。
裏表のない明るい天然な性格で人気がある。マフィアとの全面抗争に参加するかどうかを決める時にも、社員の皆が参加するなら自分も皆を助けるとの思いで参加することに決めていた。
探偵社での成績は優秀だが、捜査の方法はかなり独特で、上記の性格による「牛でも人でも、村でも都会でも、素直に気持ちを話せば、通じ合えるものです」という信条と後記の異能による怪力によって半ば強引に事件を解決するため、国木田に「参考にならない」と言われている。「牛が逆らったら手近なもので殴る」という家訓が関係していると思われる。
探偵社が犯罪組織に仕立て上げられた後も、逃亡する中で皆に握り飯を食べさせたり励ましたりと仲間思いな行動を取る。国木田らと共に一度はマフィアのヘリに乗り込むが鐵腸の刀に貫かれてしまう。その後、与謝野と谷崎、黒蜥蜴と逃走しようとする際にも再度《猟犬》の刀に刺され重傷を負った。与謝野の異能で回復した後は、探偵社の再建を誓って二人と別れる。マフィアが用意した廃村に谷崎と共に隠れていたが、鷗外から探偵社と合流するように連絡を受け、ポオの異能による探偵社空間で社員と再会した。
乱歩の指示で空港で吸血種化した警備員に囲まれたブラムと文を助け出すが、そこにやって来た鐵腸と交戦する。一度は追い詰められたものの、敦が拷問されると聞いて怒りが爆発し凄まじい力で鐵腸を圧倒した。それでも再び冷静さを取り戻し、共に条野を探すことを呼びかけて鐵腸に手を差し出すも、その手を取った鐵腸の重さに耐えきれず倒れてしまった。
雨ニモマケズ（）
怪力と頑丈さを得る異能。自動車を片手で握り軽く投げたり、鉄パイプによる殴打はおろか、無数の銃弾や異能で強化された中也の鉄拳を受けても平然としているなど打撃攻撃がほとんど通らない。中也は「（探偵社の）鬼札」と評した他、猟犬の鐵腸も「凄まじい」と感想を述べている。その本質は、自然の強大な力を賢治の温厚な性格で抑えているというもので、仲間の危機等で抑制が利かなくなると、素手で山の形を変えたり大型車を素手の一撃で真っ二つにしたりする程の力を発揮する。普段は空腹の切迫感で代用して発動させているため、満腹になったら寝てしまうという弱点も存在する。
能力名はキャラクターと同名の文豪、宮沢賢治の詩から。

与謝野晶子（）
声 - 嶋村侑 / 演 - 今村美歩
ボブカットに大きな蝶の髪飾りを着けて、ハイカラな服装に身を包んだ25歳の女性。勝ち気な性格でSっ気がある。
誕生日：12月7日。身長166センチメートル・体重52キログラム。血液型：O型。好きな物は花、和菓子、うなぎ、酒。嫌いな物は男尊女卑、弱い男。
武装探偵社では能力を活かして医務を担当しているが、彼女に治療されることを探偵たちは恐れている。
女性を蔑視する者や死を軽く考える者を嫌悪しており、そういった人間を見ると発言が凶暴になったり激昂したりする。
14年前の大戦末期、和菓子屋の店番だったところを鷗外に徴用され、国防軍第356歩兵師団軍医委託生として基地空母「燕騎士」で働いていた。そのとき治療のお礼に髪飾りを贈られたのをきっかけにある上等兵と仲を深め、「天使」と呼ばれ可愛がられていたが、戦況が悪くなる中、負傷した兵士を異能で回復させ何度も戦場に送り返すことから、精神的に追い詰められていく。そんな中、可愛がってくれていた上等兵も遂に与謝野を「死の天使」と評して自殺してしまったことで完全に心が折れ、基地を沈めようと船底に爆薬を仕掛けて逮捕された。戦後は施設に隔離され続け、3年後に鷗外によって助けられる。その後、与謝野を『三刻構想』の要と考える鷗外とそれに反対する福沢が戦っている最中に乱歩に助け出され、探偵社員となった。
三社戦争の時は、探偵社の隠れ家を訪ねてきた中也と対峙する。その後は組合のポオが仕掛けてきた推理遊戯に乱歩と共に臨んだ。福沢が倒れた後、ポートマフィアとの戦いに参加することを表明しポートマフィアの潜窟に突入する。
探偵社が濡れ衣を着せられマフィアに保護された際、鷗外が社員移籍の話を切り出すと彼の目的は自分と見抜き、食ってかかった。フィッツジェラルドとの取引に応じ敦・鏡花と再会してミッチェルを治療したが、猟犬に追いつかれ、黒蜥蜴の3人と逃走する。追っ手の猟犬にかつて慕っていた上等兵の遺品を見せられ動揺しつつも共に自爆しようとするが、追っ手や爆弾は偽物であり、猟犬として正体を明かした立原に拳銃を突き付けられる。しかし殺されずに拘束され、護送中に乱歩によって救出された。ポオの異能による探偵社空間で社員と合流後は、乱歩の指示の下《大指令》受け渡し阻止及びブラム・ストーカー殺害作戦の実行を試みる。
君死給勿（きみしにたもうことなかれ）
異能の中でも珍しい治癒能力で、自他を問わず外傷を跡形もなく完全に治療できる。ただし瀕死の人間にしか使えず、瀕死に至っていない怪我人を治癒する時は鉈などで解体するなどして一度瀕死の状態にしなければならないため、探偵社内からは怖れられている。なお本人も楽しんで解体している節があり、それも探偵社員から恐れられる理由だと考えられる。
能力名はキャラクターと同名の文豪、与謝野晶子の詩から。

谷崎ナオミ（）
声 - 小見川千明 / 演-齋藤明里
谷崎の妹。常にセーラー服を着用している。ブラコン丸出しで、兄に抱きついていることが多いが、実際に血縁関係があるのかは不明。しかし「本当に血縁関係があるのか？」「そんな感じで兄妹の二人暮らしとか大丈夫か？」などの質問はしないことが探偵社での暗黙の了解となっている。
異能を持たず、武装探偵社では事務員を務めている。しかし、頭の回転は速く機転も利き、春野には「異能があれば兄より優秀な探偵になれる」と言われる。
名前は谷崎潤一郎の『痴人の愛』の登場人物から。

福沢諭吉（）
声 - 小山力也 / 演 - 和泉宗兵
武装探偵社社長で、和装で眼光の鋭い45歳の男性。
誕生日：1月10日。身長：186センチメートル・体重：71キログラム。血液型：B型。好きな物は猫、牛鍋、酒、平等。嫌いな物は封建制度。
武道の達人で、元政府最強の暗殺剣士。かつては用心棒をしており、日本刀を使用していた。ついた二つ名は「孤剣士『銀狼』」。複数のマフィアや戦闘系の異能者でも単騎で圧勝してしまい、生身で福地の音速の抜刀にも対応する。素手でもかなりの腕前で、弟子の国木田は一本も取れたことがないという。過去に夏目漱石に言われて闇医者だった鷗外の警護をしたことがあり、それ以来彼とは何度も対立してきたが、偶に共闘した時は敵無しであったらしい。
かなりの猫好きで、猫に煮干しを与える姿が描かれたり、鷗外に「相変わらず猫と喋っているので？」と言われるほど。ただし大概逃げられている様子。また子供にもそれなりに甘く鏡花が探偵社に入るのをあっさりと許した。
社員思いの性格で、敦がマフィアに誘拐されたときは、本業を中止してでも彼を救出するよう命じた。
三社戦争が佳境に入ると敦の提案を受け入れ、ポートマフィア首領の森鷗外と密会する。自分の命を犠牲にヨコハマを救おうとした鏡花の心意気を認め、彼女の異能を制御可能にして護送機から脱出させた。
ドストエフスキーの策略の一環で、ホーソーンに襲撃されのプシュキンのウイルス型の異能を埋め込まれてしまう。苦しみながらも、探偵社がポートマフィアとは戦わず街の均衡と平和を守ることを願うが、探偵社とマフィアが組織戦を始めたことを知り、これ以上の死人を出さないようにする為、鷗外との一対一の決闘に臨んだが、漱石と花袋の乱入により決着とはならず、再び共同戦線を組むこととなりプシュキンが潜伏するアジトへと急行した。
武装探偵社が《天人五衰》によって犯罪組織の汚名を着せられた後、鷗外に「探偵社員1名のポートマフィアへの移籍（但し与謝野は除いてくれと福沢は懇願、しかし鷗外は賢治、谷崎、与謝野にこの話をした際にはそのことは言わなかった）」を条件に探偵社への助力を要請、直後に逮捕された。その後、乱歩とポオによって救出され、「事件をぶち壊せ」と命令し、《猟犬》と手を結ぶ為に乱歩を福地の元へ交渉に向かわせる。
福地との交渉が決裂すると、ポオの異能による探偵社空間に社員を集め、乱歩による《大指令》受け渡し阻止及びブラム・ストーカー殺害作戦を指示する。乱歩と共に敦との待ち合わせ場所に向かい、人質となった国木田・谷崎・乱歩を救う為に福地と決闘する。福地の目的が国家消滅ではないことに気が付きながらも、真意を当てられないまま一度刺されてしまうが、隙を突いて福地に一太刀を浴びせ《大指令》を奪い取り、全世界の吸血種軍に停止命令を下し間一髪で同時多発軍事行動を阻止した。直後に、ポオの異能で自らと福地の過去を再現した世界で福地の真の目的を聞き、彼を問い質すも福地自身を斬り福沢が英雄となるよう頼まれる。思い切れずに剣を落としたが、彼の代わりに福地を刺した燁子に激しく叱責された。福地が倒れた事実を受け止め切れないまま、ブラムに成り代わったドストエフスキーが神剣を福地に刺す「三極の特異点」を目の前で目撃する。
《猟犬》隊長の福地とは、道場破りに現れた福地と引き分けてからの幼馴染で成長後も交流があったが、戦場への同行を断り袂を分かった。彼を『源一郎』と呼び「この世で最も信用が置ける男」として信じているが、このことが後に乱歩にとって仇となった。
人上人不造（ひとのうえにひとをつくらず）
異能の出力を調整し制御を可能にする制御能力。自分の部下にのみ発動する。そのため部下ができる以前は自分が異能者ということに気づいていなかった。
能力名は同名の啓蒙思想家・教育者、福沢諭吉の著書『学問のすゝめ』の一節から。

泉鏡花（）
声 - 諸星すみれ / 演 - 桑江咲菜
和服姿の小柄で無表情がちな、14歳の美少女。黒髪を白い花の付いた髪飾りで二つに結っている。
誕生日：11月4日。身長148センチメートル・体重40キログラム。血液型：B型。 好きな物は兎、豆腐、紫陽花、おばけ。嫌いな物は犬、雷、蝿。
孤児だったところをポートマフィアに拾われ、芥川の指示に従い殺人に手を染める。半年で35人を殺害しており、警察に逮捕されれば死罪は確実であると言われていた。しかし、根っからの悪人というわけではない。
芥川との戦闘後、気絶した敦を救出した後に、警察の追跡を逃れるため、対外的には福沢の孫という扱いで武装探偵社入りし、敦の部屋に同居していたが、入社試験は受けておらず、武装探偵社の正式な社員とは見なされていなかった。
三社戦争で紅葉が彼女を連れ戻すために白昼堂々彼女と敦を襲撃してきたが、組合メンバーが介入してきた際に逃走する。その後、フィッツジェラルドと遭遇していた敦を連れ一度は逃走するも、途中で遭遇した警官を襲って重傷を負わせる。再びフィッツジェラルドに遭遇するが今度は逃げられず敦を白鯨に攫われた後、警察に逮捕された。
しかし飛行機で護送中に制御出来なくなった白鯨に遭遇し、自らが乗った飛行機を白鯨に体当たりさせて横浜の街を救う。この行為によって、武装探偵社の入社試験に合格したとみなされ、福沢の能力によって夜叉白雪の制御に成功し生還を果たした(35人殺しなどの罪は特務課による司法取引によって免責されている)。
ポートマフィア時代は芥川の指示に従っていたものの、紅葉からかなりの寵愛を受けていた。
舌が肥えており、武装探偵社で尋問された時には老舗の名店・橘堂(空想上の店)の湯豆腐を所望した。また、自分自身も料理上手である。
両親を「夜叉白雪」で殺したとされていたが、実は異能特務課所属だった両親が敵の能力者に襲撃された時、母（声 - 中村千絵）が夫（声 - 遊佐浩二）を敵の異能により殺させられた後に鏡花を守るために「夜叉白雪」を譲渡して自分自身を殺させていた。
武装探偵社とポートマフィアの潰し合いが始まると、鷗外の暗殺を試みた谷崎を救出した。そしてマフィアで得た知識が活かせるならとポートマフィアとの戦いに参加することを決意。芥川と対決した。
《天人五衰》によって武装探偵社が犯罪者の汚名を着せられた際、猟犬から逃亡した国木田達とは別行動をとり、単身敦の救出へ向かう。敦を助け出した後は彼と共に行動し、フィッツジェラルドへの接触、小栗の救出を行う。小栗から聞いた「裏頁」に希望を見出し、敦と共にモンゴメリの能力を使って天空カジノへ潜入する。「裏頁」の存在が判明した後は、敦と共にシグマの捕獲を試みる。捕獲はならなかったが、乱歩に救出された探偵社員と無事に再会した。乱歩の指示の下、《大指令》受け渡し阻止及びブラム・ストーカー殺害作戦の実行を試みる。
実在の泉鏡花は男性だが、本作では女性として登場している。
夜叉白雪（）
仕込み杖を持った白い甲冑武者姿の女性「夜叉白雪」を召喚する異能。瞬時に列車の壁をコマ切れにするなど、非常に高い戦闘能力を持つ。また自由に非物質化することが可能なため、物理攻撃の効果は薄い。
元は彼女の異能ではなく、彼女の母親から死の寸前に彼女に譲渡された異能。探偵社入社以前は鏡花だけでは操作出来ず、彼女が所持している携帯電話から聞こえる指示にのみ従っていた。これは譲渡の期間や状況が不完全だったために「携帯電話からの声にのみ反応する」状態になってしまっていたため。
能力名はキャラクターと同名の文豪、泉鏡花の著書『夜叉ケ池』と、同著に登場する龍神・白雪姫から。

春野綺羅子（）
声 - 美名
武装探偵社で事務員を務める女性。他の武装探偵社メンバーに比べて登場は遅く、初登場は第6巻。猫好きで「ミィちゃん」と名付けた猫を溺愛している。おっとりした性格で、組合の異能者に避難先を襲撃された時も葡萄酒やヘアアイロンの心配をし、ナオミを呆れさせた。
アニメ版では社長秘書という設定になっており、敦の入社試験の段階で登場している。
名前は谷崎潤一郎の『痴人の愛』の登場人物から。

田山花袋（）
声 - 鈴村健一 / 演 - 大石樹
元武装探偵社社員でぼさぼさの髪に無精ひげ、丸眼鏡をかけた男性。23歳。一人称は「儂（わし）」でやや時代がかった口調で喋る。
誕生日：1月22日。身長175センチメートル・体重53キログラム・血液型：B型。好きなものは自分の布団の中、温泉、羊羹、黒髪の撫子。嫌いなものは人付き合い、曲がったこと。
普段は「芳子（よしこ）」と呼ぶ自室の布団の中に閉じこもっており、国木田から「引籠り」と罵倒されることも。生来の出不精で社員時代は事務所に布団を敷いて生活し、新人が田山に気付かず外から鍵を掛けてしまい、1週間事務所に閉じ込められた際にも早々に脱出可能だったにも関わらず、出前を利用して食いつないでいたほど。探偵社にいつ入り、いつ抜けたのかは不明であるが国木田とは十年来の付き合いである。探偵社員でなくなっても犯罪者は嫌っている。
女性と面と向かって話すのが苦手であり、どうしても話さなければいけない場面でも明後日の方向を向いて話しかけることが多い。私服姿の銀に片想いをし、その素性の調査を探偵社に依頼した。尚、芥川のことを「兄上殿」と呼んでいるが本人には「誰が兄上殿だ殺すぞ」と言われた。
死の家の鼠の潜窟を特定する際、不意をつかれ死の家の鼠の頭目ドストエフスキーに射殺されたかと思われたが、夏目漱石の協力により生還し、死の家の鼠の潜窟を特定した。探偵社が嵌められた後は現役社員でなかった為か自宅で監視を受けていたが、画面にポオの異能小説が表示された携帯が部屋に投げ込まれたことで小説世界に吸い込まれ、脱出に成功する。
蒲団（）
視界内にある電子機器を触れることなく常人の数十倍の速さで操ることが出来る異能で、パソコンのような小型端末に限らず信号機のような大型の機械にも有効な模様。国木田曰く「軍の電脳戦部隊にも匹敵する」。ただし花袋自身の心が一番安らいでいる時にしか発動することができない。
能力名はキャラクター名と同名の文豪、田山花袋の中編小説から。

### ポートマフィア
芥川龍之介（）
声 - 小野賢章 / 演 - 橋本祥平
無表情で黒い外套を纏う20歳のポートマフィアの構成員の青年。
誕生日：3月1日。身長172センチメートル・体重50キログラム。血液型：A型。好きな物は書畫骨董・茶・無花果。嫌いな物は盆栽・犬・風呂・蚕豆・蜜柑。
首領直轄の遊撃隊所属である武闘派組織「黒蜥蜴」を指揮する権限を持ち、マフィアの命により敦を生け捕りにしようとする。異能力を用い躊躇なく殺人を実行し、証拠隠滅のためには時限式の爆弾で一般人を巻き込むなど冷酷非情な性格。また、独断で命令に反する行動を取った部下に対しても、一切の反論を許さず平手打ち等の罰を与える。しかし一方で目の前で部下が窮地に陥った際には、自らの異能で援護することも少なくない。また拉致された自分を樋口が単身救いに来た時には彼女をねぎらっている。
貧民街の浮浪児だったが、ポートマフィアの下部組織の構成員に仲間を殺され、単身で復讐に向かった際、太宰の勧誘を受け部下となる太宰の部下だった時に彼に認められなかったことに執拗にこだわっており、彼に目をかけられている敦に嫉妬のような感情を抱いていたが、三社戦争の終盤の敦との共闘を経て、ようやく太宰から強くなったと認められた。
太宰の部下だったころの「教育」は非常に厳格であり、太宰は芥川に対し「飲み込みが悪い」「役に立たない」などの言葉を向けている。しかしこれは芥川の独断専行で行動する癖や頑固な性格から将来を危惧したもので、その才能については「遠からずマフィア最強の異能力者になる」と高く評価している。周囲には隠しているが、肺を患っており長くは生きられないと宣告されている。
三社戦争においては体調が万全ではないにも関わらずホーソーンとミッチェルを単身で撃破し、敦と組んでフィッツジェラルドに勝利する。ゴンチャロフとの戦いにおいても敦と共闘し、戦闘後、敦から再戦の条件として6ヶ月間、1人も殺さないことを条件に出され受け入れた。
「《天人五衰》事件」の2日前に太宰から呼び出され、近く逮捕される自分に代わる「目」になるよう頼まれて、敦を尾行していた。敦と福地、乱歩が密航の為に乗り込んだ客船に潜り込んでおり、乱歩が出した発煙筒の煙を目撃すると、機関室を破壊して船を停止させる。敦と共に福地を倒そうとするが失敗し、敦を逃したものの首を斬られて絶命。遺体はブラム・ストーカーによって吸血鬼の眷属にされ、ポートマフィアに多大な被害をもたらす元凶になってしまった。その後、条野と福地との戦闘に際して空間断絶により条野の逃走を阻止し彼を吸血種にした他、空港に出入りする洗濯業者のトラックに隠れていたブラムと文を見つけ出した。そして管制塔の屋根に置いた彼等を見つけた敦と戦闘になる。
羅生門（）
外套を不定形かつ何でも喰らう「黒獣」に変身させ操る異能。黒獣は空間を含むあらゆる物を喰らい、切り裂くことが出来る。
敵を攻撃する「矛」としてだけでなく、銃等の攻撃から身を守る「盾」としても利用することができる。さらに芥川自身の成長により、持ち上げられる重さと操れる長さが強化されている。
また芥川は、格子状に変形させた「黒獣」で敵を切り裂く「羅生門・顎（らしょうもん・あぎと）」や、「黒獣」を伸縮自在の「黒い『手』」に変形させて攻撃する「羅生門・叢（らしょうもん・むらくも）」、自らの体の外筋を黒布に担わせる「羅生門・天魔纏鎧（らしょうもん・てんまてんがい）」等、相手の動きに合わせて様々なパターンの攻撃を繰り出す。
能力名はキャラクターと同名の文豪、芥川龍之介の短編小説から。

樋口一葉（）
声 - 瀬戸麻沙美 / 演 - 平田裕香
芥川の後輩。パンツスーツを着こなす美女。芥川が重傷で敵対組織に拉致された時には単身で救出に向かうなど、芥川に対する忠誠度は高い。また、芥川の妹である銀に自分のことを「お義姉さん」と呼ばせようとするなど、彼に対して強い恋愛感情を抱いていることが示唆されている。彼と共に首領直轄の遊撃隊に所属、武闘派組織「黒蜥蜴」を指揮する権限を持つ。
戦闘の際には拳銃で交戦するなど異能らしい異能を見せていない。だが異能を所持しているかどうかは不明であり、特番雑誌の紹介欄では[なし]ではなく、[？？？]と、文豪ストレイドッグス公式ガイドブック『深化録』には「異能力も卓越した戦闘術も持たないが…」という記述がある。
芥川のように部下を畏怖させるだけの異能を持っていないことに内心忸怩たる想いを抱いている。武装探偵社のことは「ポートマフィアの力で簡単に潰せる零細企業」と見下している。
《天人五衰》事件において、吸血種となった芥川に噛みつかれ眷属となり、銀と広津に攻撃してしまう。
同居している妹がいる。

中原中也（）
声 - 谷山紀章 / 演 - 植田圭輔
ポートマフィア幹部で22歳の男性。常に黒い帽子を被っており、性格は好戦的。マフィア時代の太宰の元相棒。
誕生日：4月29日。身長160センチメートル・体重60キログラム。血液型：B型。好きな物は帽子と喧嘩、酒、音楽。酒については高級ワインを嗜むが、酔い潰れている姿も同時に描かれており、酒は余り強くない様子である。部下想いな性格で、部下が殺された際にはその相手に激しい怒りを見せることもある。
幼少期の記憶が存在しない。蘭堂は政府の秘密施設に隔離されていた旨を匂わせる発言をしているが詳細は不明。また、蘭堂の同僚だったと思われる謎の人物が「我が弟」と呼んでいるが、血縁関係は不明である。マフィアに入る前は白瀬（声 - 水中雅章 / 演 - 伊崎龍次郎）や柚杏（声 - 三村ゆうな）といった少年少女と、未成年のみの互助組織『羊』を構成していたが、圧倒的な戦闘能力や「荒覇吐」についてマフィアの太宰と共同調査をしていたことから不信感を抱かれ、最終的に彼等と決別してポートマフィアに入った。その際、蘭堂の遺品である帽子を貰った。
太宰とはマフィア時代に「双黒」として活動した相棒だが、当時から嫌いなものに太宰を挙げているほどの太宰嫌いで、彼に対して常に喧嘩腰だが毎回良い様にからかわれている。
背は小さいがマフィアきっての体術使いで、一人で探偵社を粉砕するのに十分と言われるほど戦闘能力は高い。
ポートマフィアに潜入した太宰を追い詰めるも、彼の仕掛けた嫌がらせの一環で結果的に太宰を見逃したばかりか、内股歩きのお嬢様口調という恥ずかしい姿を晒すこととなった。三社戦争では一時的に太宰と共闘し、スタインベック・ラヴクラフトの「組合（ギルド）」コンビを撃退した。
ウイルス型異能を埋め込まれた首領の鷗外を助ける為、裏で操る黒幕がいることを理解しながらも探偵社との対決姿勢を露わにする。探偵社の面々が潜窟に突入したという報告を受けて潜窟に向かうが、乱歩に行く手を阻まれ彼の挑発に乗り、ポオが書いた小説に乱歩と共に引き込まれる。なお犯人が分からず登場人物全員を殴り倒した模様。
《天人五衰》事件では、条野と鐵腸に追い詰められた国木田達の前に救援で現れたが、後に吸血種化した状態でムルソーに侵入し、警備兵を次々と殺害、脱出ゲームではドストエフスキーに同行した。太宰の策略で注水の罠にかけられても自らの異能で脱出し、逆にドストエフスキーの策略で重傷を負った太宰を何度も銃で撃つ。しかし実はドストエフスキーを欺くために吸血種のふりをしており、太宰の銃殺も異能を利用しての芝居だった。太宰と共にドストエフスキーの乗ったヘリが爆発するのを見届けたが、その後ドストエフスキーの真の意図に気付いた太宰を追い、ドストエフスキーから別人へと変化した死体を目撃する。
汚れつちまつた悲しみに（）
触れたものの重力のベクトルと強さを操ることが出来る。それを利用して自身がどこにでも立てるほか、触れた相手の重力を自在に操って自由を奪うことも出来る。
「汚濁（おぢょく）」形態では完全に異能を解放した状態になり、時間が経つにつれて体中が黒く染まっていくのが特徴。戦車ですら素手で砕いたり、重力子を集約することで強力な重力弾を発射することができるなど、非常に強力な異能となる。しかし一切の理性を失くし死ぬまで暴走し続けるという代償がある禁じ手。なお、「汝、陰鬱なる汚濁の形容よ、改めて我を目覚ますことなかれ」と唱えることで「汚濁」形態になることができ、太宰の異能力で「汚濁」形態は解除できる。
能力名はキャラクターと同名の文豪、中原中也の詩から。

尾崎紅葉（）
声 - 小清水亜美 / 演 - 夢月せら
着物を着ており、容姿、言葉遣いは遊女のようなポートマフィア幹部の女性。26歳。
誕生日：1月10日。身長171センチメートル・体重62キログラム。血液型：A型。好きな物は泉鏡花、金ぷら、漬物。嫌いな物は希望、愛。
ポートマフィア時代の鏡花の姉貴分で彼女を溺愛しており、自身も鏡花と同じように裏社会から逃げ出そうとした過去があり、彼女の想いにも理解を示している。鏡花がマフィアを抜けた後も、下記の輸送車襲撃や、鏡花を狙撃しようとした部下を止める等、彼女に対する想いは変わっていない様子。
敦と鏡花を襲撃するが、そこに介入してきた組合メンバーに部隊を壊滅させられる。その後は、行方不明になった鏡花を太宰が探すことと引き換えに探偵社内で幽閉されていたが、探偵社とポートマフィアの密会の招待状を鷗外に渡させるために太宰に追い出された。自身の過去から先代首領のことは恨んでいるが、鷗外が首領となった今のマフィアは気に入っている模様。
鏡花が探偵社に入社した後、政府の輸送車を襲撃して彼女の両親の死の真相を記録した書類を盗み出し、入社祝いとして敦達に届けた。
ドストエフスキーの策略により武装探偵社とポートマフィアの全面戦争が起こった際には、福沢を救う為に鷗外を暗殺しようとした谷崎を始末しようとするが、鏡花に谷崎を救い出された。
泉鏡花同様、実在の人物は男性だが、本作では女性として登場している。
金色夜叉（）
鏡花と同じ、甲冑武者姿の女性を使役する異能だがこちらは自分の意思で操作できる。
能力名はキャラクターと同名の文豪、尾崎紅葉の未完小説から。

梶井基次郎（）
声 - 羽多野渉 / 演 - 正木航平
ポートマフィア構成員の28歳の男性。誕生日：2月17日・身長180センチメートル・体重63キログラム・血液型：B型。好きな物は檸檬、爆弾、科学、オペラ、酒。嫌いな物は表通り、ジャズ。茶色の髪と黒グラスのゴーグル、襟にバッジを止めた袖がボロボロの白衣を羽織った派手な出で立ちをしている。隠密主義であるマフィアの構成員にしては珍しく指名手配犯として名の知られた爆弾魔。
自分自身を囮とした爆弾の大量投下や、大量の爆弾を所持し爆発させながら歩き続ける「檸檬花道」などの大規模破壊を得意とする。反面身体能力は低いのか、爆弾が通じなかったとはいえ女性である与謝野に敗北し「組合」にもあっさり捕まっている。
電車を襲撃した際、その場にいた与謝野を追い詰めるが、その際自らの「死」に対する探究心とそれに基づく実験談を彼女に話したことで怒りを買い、自らの異能で復活した与謝野によって殴り飛ばされた上で爆弾の解除法を喋らされるために「治療」された。
三社戦争では、自らの異能を利用して「組合」の前線基地である豪華客船の爆破に成功している。
武装探偵社がポートマフィアの本拠地を襲撃した際には、自らの異能を生かし、全身に檸檬爆弾を巻き付け、武装探偵社のメンバーに向かって爆弾を爆破させながら近づいていくという「檸檬花道」という技を披露し、武装探偵社メンバーの侵入を防いだ。
檸檬爆弾（）
レモン形の爆弾を具現化する異能と思われていたが、実際はレモン形爆弾による爆発のダメージを受けない能力（なぜなら檸檬は美しき紡錘形だから）。
爆弾は全て彼の手作りであり、爆薬成分が一切検知されない特別製である。そのため裏ではその製作方法を解明しようと高値で取引されている。
能力名はキャラクターと同名の文豪、梶井基次郎の短編小説『檸檬』から。

夢野久作（）
声 - 工藤晴香 / 演 - 倉知あゆか
「Q」と呼ばれる13歳の人物。性別不詳。黒と白の2色の髪に小さい帽子を載せているのが特徴。誕生日：1月4日・身長146センチメートル・体重38キログラム・血液型：AB型。好きな物は自分、混沌、黒砂糖。嫌いな物は自分、平和、社会、病院。
人間を玩具のように考え、敵味方かまわず精神を操作して相手を破壊するため、太宰によって封印され、座敷牢に閉じ込められていた。しかし、三社戦争を勝ち抜くために、戦闘終了まで無関係な人間に介入しないことを条件に鷗外によって解放された。
組合の襲撃から逃れてきたナオミと春野の前に現れ、彼女達に能力を発動して駅で待っていた敦を追い詰めるも、太宰が駆けつけたため撤退する。さらに組合のラヴクラフトに対して能力を発動したが、まともな感情がないラヴクラフトにより返り討ちにあって拘束され、「横浜焼却作戦」に利用された。囚われている時に自身の異能に対する感情を吐露して涙を見せる。その後、太宰と中也に救出された。
ドグラ・マグラ
異能力の中でも最も忌み嫌われると言われている精神操作系の異能。自分を傷つけた相手を呪う。呪われた者には手形の痣が浮き上がり、Qが持っている人形を破壊すると呪いが発動する。呪われた人物は幻覚に精神を冒され狂乱し、目から血を流しながら周囲の人物に襲いかかるようになる。しかし、まともな感情を持たないラヴクラフトには効かなかった。
呪いを解くには太宰がQの人形に対して「人間失格」を発動するしかない。
能力名はキャラクターと同名の文豪、夢野久作の小説作品から。

森鴎外（）
声 - 宮本充 / 演 - 窪寺昭（黒の時代〜三社鼎立）、根本正勝（太宰、中也、十五歳以降）
元医師でポートマフィア首領の40歳男性。外見は髪をオールバックにした冴えない中年男性だが、時として相手に恐怖心を抱かせる表情をする時がある。
誕生日：2月17日。身長175センチメートル・体重60キログラム・血液型：O型。好きなものは理論、饅頭茶漬け、幼女。嫌いなものは汚いもの、生もの、サバの味噌煮。
常に冷静沈着で、その時点の状況における最適解を導きだすことが出来る人物ではあるが、12歳以下の幼女が好きなロリコンでエリスを溺愛している（本人曰くエリスは「妻」とのこと）。メスで暴漢を倒すなど、本人の戦闘力も非常に高い。
昔は闇医者を営んでおり、患者から聞いた話を元に黒社会の情報屋としても活動していた。その頃、夏目漱石に言われて自身の警護に来た福沢と出会っている。病床の中で朝令暮改の命令を下し続ける前首領(声 - 五王四郎)を「合理的ではない」として自らの手で殺めた過去を持つ。また、「異能開業許可証」を得るために異能犯罪組織「ミミック」の密入国を裏で手助けし、さらに織田作之助を「ミミックの指揮官に、唯一対抗できる異能力者」として衝突させるために織田作が養っていた子供達の情報をミミックにリークするなど、織田の死と太宰がマフィアを抜ける間接的な原因を作った。
14年前の大戦末期、基地空母燕騎士で国防軍第356歩兵師団一等軍医副として働いており、与謝野はそのときの部下である。大戦後、施設に隔離されていた与謝野を見つけ、彼女が「三刻構想」の重要な最適解である故にもう一度仲間に引き入れようとするも、福沢と対立する。
三社戦争では、モンゴメリが街中で作り出した異空間の中で偶然敦と出会い、彼に助言を与えた。その後は情報や構成員を巧みに配置し、探偵社や「組合（ギルド）」を翻弄した。また、そのさなかに太宰にマフィア幹部へ戻らないかと樋口を通じて伝えた。敦の発案による探偵社との密会の後、中也を太宰の元へ向かわせ久作奪還の援護をさせたり、白鯨に突入した敦に指示を出す太宰に芥川が白鯨に乱入したことを暗に告げたりした。
エリスとの買い物中にホーソーンの襲撃を受け間一髪で逃れるものの、直後に警官に変装したドストエフスキーに刺されたためプシュキンのウイルス型の異能を埋め込まれてしまう。現状以上の死者が出るのを防ぐ為に福沢を一対一での決闘に誘った。《天人五衰》に探偵社が嵌められた際は福沢に社員の救援を懇願され、社員の異能者の一人をマフィアに移籍させる代わりに救援を承諾した。探偵社が嵌められていることに気付いており、谷崎と賢治を潜ませた廃村に自ら連絡係として赴いたり、立原が「猟犬」と知った上で二重間諜として福地を倒すように命令したりする。
ヰタ・セクスアリス
鴎外に同行する幼女、異能生命体エリスを作り出す能力。彼女の性格はキツく設定している。
能力名はキャラクターと同名の文豪、森鷗外の小説作品から。

エリス
声 - 雨宮天 / 演 - 大渕野々花
前述の鷗外の異能によって作られた、鴎外と共に過ごす金髪の可愛らしい幼女。鷗外のことを「リンタロウ」と呼ぶ。
鷗外のことを中年と揶揄するなど彼のことを嫌っているが、その性格は鷗外により設定されており当人は不満を漏らしたことがある。
注射器を無尽蔵に作り出して相手に手裏剣の要領で投げつけさせたり、巨大な注射器で相手を打撃する、鷗外を掴んで空中に浮く、ドストエフスキーを俊敏な動きで追跡しようとするなど、見た目からはかけ離れた戦闘能力を持っている。
福沢に斬られ消滅するものの、探偵社とマフィアがプシュキンを捕らえる際には既に復活していたため、能力としてのインターバルは短い模様。
名前は森鷗外の小説『舞姫』の登場人物から。

織田作之助（）
声 - 諏訪部順一、上村祐翔（幼少期） / 演 - 谷口賢志
23歳のマフィアの最下級構成員で、安吾と共にマフィア時代の太宰の友人。故人。身長185センチメートル・体重77キログラム・好きな物：カレー・嫌いな食べ物：肩の凝る食事会の食事・好きなタイプ：機転の利く女性・自分が思う長所と短所：長所は特になし、短所は友人に比べて才能がないところ。
太宰や安吾などの親しい相手からは「織田作」と呼ばれる。
かつては暗殺者として殺しをしていたが、夏目の小説を読み、夏目にそうすべきだと言われてから小説家を志すようになり、その夢のために人を殺さないことを信条とし、竜頭抗争で親を亡くした孤児たちを個人的に養っていた。そのため「絶対に人を殺さないマフィア」と言われるようになり、変わり者扱いされていた。
元来の戦闘能力は非常に高く、「ミミック」との抗争時には凄まじい活躍を見せ、援護のない状況下でありながら、単身で相手を全滅させている。
4年前に起こった「ミミック」との戦闘で死亡し、太宰がマフィアを抜ける直接的な原因となった。
天衣無縫（てんいむほう）
予知能力で、自分の身に起こる5秒以上6秒未満の未来を観測する。これにより、死角からの奇襲を未然に回避することが出来るが、未来に起こる危機を察知した時、すでに罠に嵌まっている場合は回避できないという欠点を持つ。
能力名はキャラクターと同名の文豪、織田作之助の短編小説から。

A（）
声 - 小野大輔
ポートマフィア幹部で燕尾服を着たツリ目の男。元々はマフィアの賭博場を荒らし回った賭博師で、多額の上納金を払って現在の地位を手に入れた。そのため三社戦争の際には真っ先に避難壕に逃げ出すなどマフィアへの忠誠心は薄く、マフィアのことを用心棒程度にしか思っていないと紅葉は評している。
ポートマフィアへの謀反を計画しており、その一環としてドストエフスキーを勧誘しようとして捕らえ、イカサマをしかけたハイ&ローで対決するも返り討ちに遭う。
そしてその原因がドストエフスキーの異能によって彼の意識の中に閉じ込められたためと思い込み、そこから意識を消し、現実世界に戻るために自殺した。これは彼や彼を捕らえた協力者から得た情報を元に行った行為であり、そうすることで現実世界に戻れるとA自身は考えていたが、実際はドストエフスキーが自ら流した偽情報であり、本当に自らの命を自分で絶つことになった。
宝石王の乱心（ほうせきおうのらんしん）
自ら進んでAの持つ首輪を身につけた者（Aは彼らを奴隷のように扱い、「部下」と呼んでいた）の寿命を同価値の宝石に変換する異能。

カルマ
声 - 入野自由
ポートマフィア下級構成員でAの「部下」。ついてない人生だとぼやく少年。Aの自殺死体を見てドストエフスキーの底知れない恐ろしさを感じた。最期は口封じの為ドストエフスキーに殺害された。

蘭堂（）
声 - 内田夕夜 / 演 - 細貝圭
ポートマフィア構成員の長髪の男性。常に寒がっており、耳当てにコート、厚手のブーツと冬の装いである。その正体は異国からの諜報員であり、本名はアルチュール・ランボー。目的は日本政府が発見し秘密裏に研究していた高エネルギー生命体についての調査だったが、施設で研究資料を入手した際、共に調査に当たっていたヴェルレエヌの裏切りに遭い、更に爆発に巻き込まれて記憶を一部喪失した。森鷗外によって殺されたポートマフィアの前首領を摺鉢街に出現させて混乱を招いていたが、自分に辿り着いた太宰と中也との戦闘で敗死した。遺品の帽子をマフィアに加入した中也が受け取っている。また安居の報告書には中原中也とヴェルレーヌが欧州で戦うという旨も記載されている。
イリュミナシオン
亜空間を作ることで相手を拘束したり自身を防御したりすることができる。またその亜空間の中に死体を取り入れ異能生命体化して自由に使役することが可能。展開出来る亜空間の範囲は広大で、「七人の超越者」級の強力な異能者であることが言及されている。
能力名はキャラクターと同名のフランスの文豪、アルチュール・ランボーの散文詩集から。

ポール・ヴェルレエヌ
演 - 佐々木喜英
小説版である『文豪ストレイドッグス　STORM BRINGER』に登場。ポートマフィア幹部の金髪で長身の男性。本来は仏国からランボーと共に派遣された諜報員であり、暗殺王と称された人物。ランボーと共に日本政府が秘密裏に研究していた高エネルギー生命体の調査、および研究資料の入手にあたっていた。しかし、高エネルギー生命体の処遇をめぐってランボーと対立し裏切るに至った。その高エネルギー生命体こそが中原中也であった。裏切った後は中也の奪還の機会を虎視眈々と伺い、中也がポートマフィアに加入して間もなく、彼を襲撃し、彼の仲間のマフィア達を殺害した。中也の退路を断ち、自分の味方につかせるべく、その後は中也と関係が深かった者たちを殺害しながら彼を追う。しかし、中也を救援するべく現れたポートマフィアの構成員、そして中也と、彼の護衛についていたアダム・フランケンシュタイン（演 - 磯野大）の反撃を受ける。敗北後、異能力が暴走し巨大な怪物となって街を襲うべく進行するが、中也の「汚濁」によって倒され死亡した。だが、ランボーの異能力によって復活し、ポートマフィアに囚われ、地下に幽閉される。そこで泉鏡花や銀に暗殺術を教え込み、やがては五大幹部の1人になるまでに昇進した。
能力：不明
触れたものの重力のベクトルと強さを操れる能力。中也の能力とほぼ同一であり、「汚濁」同様に決められた文言で異能を暴走させることが可能である。ヴェルレエヌ自身はこの能力を「獣性」と呼んでいた。

黒蜥蜴
広津柳浪（）
声 - 斧アツシ / 演 - 加藤ひろたか
武闘派組織「黒蜥蜴」百人長。黒いコートに色の薄いストールを巻き、片眼鏡を身に着けている50歳の男性。誕生日：7月15日・身長178センチメートル・体重66キログラム・血液型：A型・好きな物は煙草。嫌いな物は社会。先代首領のころからの古株。
ポートマフィアの傘下である武闘派組織「黒蜥蜴」の百人長と呼ばれる地位にいる。
芥川・樋口の指揮に従っているが、自身や芥川のような異能を持たない樋口に内心では敬意を払っていなかった。しかし、彼女が単身で芥川の身柄奪還に向かった際にはその意気を評価し、彼女を援護している。
三組織異能力戦争では、太宰に協力していた。また、探偵社とマフィアとの潰し合いでは、マフィアの説得に残った谷崎を捕らえて間諜にしようとするも、彼の異能に翻弄され逃げられてしまう。
《天人五衰》との戦いでは、フィッツジェラルドとの取引に向かおうとする探偵社の護衛を命令されたが、突如軍警が現れた為一旦マフィアの秘密通路に逃げ込む。しかし地上で再び猟犬の一人と遭遇し、彼と対峙した与謝野を立原・銀と共に守るも、三人を逃すために立ち向かい負傷。実際は立原が猟犬の剣を操っており、彼が手心を加えていた為、派手な出血の割に負傷は軽く済んだ。病室に訪れた立原の疑問に対して彼をマフィアの中のマフィアと称したが、彼が探偵社がテロリストだと考えている事を知ると自分達より重症だと述べ、銀と共に探偵社がテロリストではないと伝えた。これが立原が頁の効力を解く一端となった。樋口と銀が吸血種になるとその場から立原を逃がす。
落椿（）
指先で触れたものを斥力によって弾き飛ばすことが出来る異能。威力は、敵に触れて異能を発動し、即死させるほど。能力名はキャラクターと同名の文豪、広津柳浪の小説作品から。

立原道造（たちはら みちぞう）
声 - 林勇
武闘派組織「黒蜥蜴」十人長。茶髪と鼻の頭に貼った絆創膏が特徴の19歳の青年。粗野な口調。戦闘時は二丁の拳銃を用いている。誕生日：7月30日・身長176センチメートル・体重62キログラム・血液型A型・好きなもの：鉛筆、ヒアシンス・嫌いなもの：過去、大倉燁子の無茶ぶり。
実は《猟犬》に所属する潜入捜査官。与謝野の軍医委託生時代に仲の良かった上等兵の弟で、優秀な兄と比較されるのが嫌でわざとギャングになった。ある日、「ヤバい」連中の金庫を盗もうとして捕まり、命を奪わない代わりに下働きをするように命じられた。これをきっかけに「猟犬」に加入。兄を「殺した」与謝野に近づく為、前潜入捜査官だった坂口が抜けた後、元軍医士官として軍事機密を幾つも知る危険な男である鷗外を監視する潜入捜査官に志願した。
探偵社がポートマフィアに保護された後は、鷗外の命令で広津や銀と共に彼等を護衛する。フィッツジェラルドとの取引現場で部隊に襲撃され探偵社の面々が別れた後は、与謝野を短艇の所まで案内したが、追ってきた《猟犬》の一人を道連れに与謝野が自爆しようとした所で正体を現し、彼女に拳銃を突き付けたものの殺すことは出来なかった。それ以降自身の行動に疑問を抱く様になる。
《猟犬》に復帰後、燁子と共に天空カジノを訪れ敦や鏡花を探す中で、異能により隠し金庫と硬貨に偽装された爆弾を発見する。《猟犬》を始末しようとするシグマによって鼻先で硬貨爆弾を爆破され、それは異能で防いだものの、更に無人航空機で轢き殺されそうになり、シグマの放送によってカジノの客からも攻撃を受ける。内部で敦が自分たちの無実を主張する映像を発見するも、「世界中すべての警察が探偵社を陥れた真犯人の証拠を信じない」という『頁』の改変でそれを破棄する。しかし広津や銀を見舞った際に彼らにかけられた言葉を思い出した為か、それとも彼が警察であると同時にマフィアだからか改変の効果が破れ、探偵社は犯人ではなく真犯人の存在を確信し、政府を説得しようと行動を起こす。鷗外の作戦の下、記録素子と偽って位置情報発信機を渡すことで福地がブラム・ストーカーに指示する現場を押さえ、更に自身の異能を活かして福地を追い詰めるが、雨御前の能力によって刺されたところに両目を斬られ、ブラム・ストーカーに噛まれた。
真冬のかたみ
兄と同じく金属を操作する異能力。敵の刃物を奪う、金属の人形を動かす、金庫の鍵を瞬時に開ける、爆弾の破片を目の前で止めるなど幅広く応用が利く。しかし、潜入用に弱い強化手術しか受けていないため、《猟犬》の中では身体強度は低く、航空機並みに巨大な物体は止められない。
能力名はキャラクターと同名の詩人、立原道造の詩から。

銀（）
声 - 夏川椎菜 / 演 - 紺野彩夏（BEAST）
武闘派組織「黒蜥蜴」十人長であり芥川の妹。長い黒髪を後ろで無造作に束ね、口元をマスクで隠し、かなりの無口なため一見では分からないが、素顔を見た花袋が「黒髪の撫子」と絶賛するほどの美貌とかわいい声を持つ女性である。同業者でも気配を感じさせない俊敏な動きと、袖に隠し持つ小太刀を使って戦闘を行う。
《天人五衰》との戦いではフィッツジェラルドとの取引に向かい、《猟犬》の一人に追われることになった与謝野を立原と共に守ろうとするが、自らの持つ小太刀を操られて自分自身を刺してしまう。だが、立原の手心によって軽傷で済んだ。マフィアに戻った後、吸血種となった樋口に噛みつかれてしまう。
名前は芥川龍之介の短編小説『おぎん』の主人公から。

### 内務省異能特務課
坂口安吾（）
声 - 福山潤 / 演 - 荒木宏文
内務省異能特務課参事官補佐で丸眼鏡を掛けてスーツを着用している男性。26歳・身長178センチメートル・体重62キログラム・血液型A型・好きなタイプ：知的な女性・好きなもの：アンティーク、思い出、物質主義・嫌いなもの：残業、徹夜、裏切り。若くして参事官補佐の地位に上り詰めるほど優秀で、情報収集と分析を得意としており、三重スパイの活動ができるほどのタフさと器用さを持つ。2人の凄腕の護衛を連れている。
四年前はマフィアの専属情報員としてポートマフィアに潜り込み動向を監視、特務課に報告していた。その際、鷗外からの任務のために「ミミック」を日本に引き入れ、織田の死の間接的な原因を作ったため、太宰に恨まれている。
織田と共にマフィア時代の太宰の友人で、織田が死んで太宰がマフィアを抜けた後、織田へのせめてもの罪滅ぼしとして、一度だけ「七號機関」に依頼して彼の経歴を洗浄した。
三社戦争では鏡花の身柄に関して太宰に司法取引を持ちかけられた最中に「組合」の襲撃に遭い、車のエアバッグが開かず重傷を負った。入院中に太宰から鏡花の身柄に関わる取引を持ちかけられ、それと引き換えに与謝野の治療を受け回復、戦争終結後はメルヴィルを逮捕し、「組合」の情報を得ようとしている。
対「死の家の鼠」の際は、太宰とフィッツジェラルドと共にドストエフスキーを捕獲した。虫太郎の異能が解除された事で《猟犬》に太宰が逮捕され、更に探偵社が《天人五衰》によってテロリストに仕立てあげられた際には、虫太郎を脱獄させた敦と鏡花を追い詰めるふりをして彼らを保護し、監獄から発せられる彼の生命反応を利用した指示に従い、敦、鏡花、モンゴメリのサポートを行う。捕縛したシグマから「頁」の在処を聞きだそうとする際には、種田長官を刺した彼へ激しい怒りを見せた。鏡花とモンゴメリの女性陣が敦には優しいが自分に厳しいので、理不尽な思いを味わっている。福地による「大指令」の発動を阻止する為、太宰の指示で、吸血種軍が進軍した時のみ「大指令」を発動出来るように総理大臣に申し出た。また、太宰への情報伝達及び中央制御室制圧の為ムルソーの囚人の一人と司法取引を行い、刑期短縮の見返りに異能を使わせた。
堕落論（）
モノに残った“記憶”を読み取る記憶抽出能力。床に触れ逃亡経路を辿れることや、虫太郎のセリフから床や人間でも記憶を読み取れる模様。
能力名はキャラクターと同名の文豪、坂口安吾の随筆から。

種田山頭火（）
声 - 立木文彦 / 演 - 熊野利哉
内務省異能特務課長官。坊主頭で大柄な丸眼鏡を掛けた和装の50歳男性。誕生日：12月3日・身長185センチメートル・体重98キログラム・血液型O型・好きなもの：酒、温泉、夜更かし・嫌いなもの：物を粗末にすること。
福沢が武装探偵社を立ちあげる際にも尽力していて、福沢が「種田先生」と呼ぶほどの大人物で、福沢曰く「奔放な性格だが、こと人物の鑑識眼においては妙々たる人だ」とのこと。太宰を探偵社に推薦した。「天人五衰」の1人と単独で接触し、相手の異能によって自分の脳内から相手の知りたい情報を持ち出されるが、代わりに「天人五衰」の目的というこちらの知りたい情報を得る。しかしそこで重傷を負わされ「本」の情報を乱歩に伝えた後力尽き、病院に搬送された。
鉄鉢の中へも霰
自分の近くで異能力が使用された場合、その異能力がどういった性質かを瞬時に把握する能力。
能力名はキャラクターと同名の俳人、種田山頭火の句から。

辻村深月（娘）（）
声 - 高橋李依
内務省異能特務課の新人エージェントである女性。スーツに身を包み首にスカーフを巻いている。24歳。誕生日：2月29日・身長167cm・体重55kg・血液型B型・好きなもの：スパイ映画、ホットラテ、心霊ドキュメンタリー・嫌いなもの：お説教、答えのない問題、センスのない大人。
コードネームは「4048」。綾辻が政府の意向を無視して暴走した時に備えて常に彼を監視、有事には彼を抹殺する任を受けている。捜査官の訓練生の時に安吾に引き抜かれた。
あるスパイ映画の女主人公に憧れており、自分を奮い立たせる時は彼女の決め台詞をつぶやいている。
《技師(エンジニア)》の事件では《技師》が囹圄島の事件で、自身の母を死に追いやった(とされる)ため怒りに任せ《技師》の影武者である久保を殺害しかけるが、本物の《技師》である飛鳥井を追い詰める時は綾辻のように謎解きをした。
その際に足を負傷し、その怪我が治るまで、トラウマになる程、綾辻に「調教」された。
自分と同じ名前をつけた母親に対しては複雑な感情を抱いている。
きのうの影踏み（きのうのかげふみ）
「影の仔」と呼ばれる存在をある一定の条件で使役できる異能。
元々は辻村の異能ではなく、彼女の母親が「娘が殺そうとした相手を、娘より先に殺せ」と「影の仔」に命令した上で譲渡したものだった。
能力名はキャラクターと同名の作家、辻村深月の著書から。

辻村深月（母）（）
内務省異能特務課局長補佐である40代の女性。綾辻曰く「決して表に出ず、特務課を取り仕切る影のボス」。右耳に傷がある。
異能戦闘のスペシャリストで、自身の異能と共に、無数の異能犯罪者や異国の異能諜報員と闘いその全てを屠ってきた。そのため命を狙われるようになり、綾辻に依頼して五年前に起きた囹圄島の事件の際に死亡したことに偽装してもらった。現在は異能特務課の機密拠点に隠れ住んでいる。
鏡花の母に異能の譲渡の方法を教え、自身も娘に異能を譲渡している。
きのうの影踏み（）
「影の仔」が中也に「死の臭いがする」と言わしめたほど、多くの人間を屠ってきた異能。今は娘に与えられている。

村社八千代（）
声 - 原優子
坂口安吾の側近で、護衛でもある女性。フーセンガムを膨らませている事が多い。政府関係者のみが履くことを許される黒い刀鞘を履いている。元ネタは坂口安吾の小説『裏切り』の登場人物からか。

青木卓一（）
声 - 手塚ヒロミチ
坂口安吾の側近で、護衛でもある男性。太宰が安吾に銃を向けた時、すかさず拳銃を構えるなどかなりの凄腕。体術にも優れている。元ネタは坂口安吾の小説『吹雪物語』の登場人物からか。

### 組合（ギルド）
フランシス・スコット・キー・フィッツジェラルド
声 - 櫻井孝宏 / 演 - 君沢ユウキ
「組合（ギルド）」団長で、端正な顔立ちにスーツを着込んだ32歳の男性。誕生日：9月24日・身長191センチメートル・体重88キログラム・血液型：O型。好きな物は金、自分、家族。嫌いな物は貧乏人。自身も多数の企業を経営する富豪。課金魔。
武装探偵社が所持している異能開業許可証を狙っている。
徹底した能力主義を貫き、敵に敗北した部下を用済みとして排除することを公言しているものの、敦に敗北したモンゴメリの残留を許したり、部下の被害が最も少ない作戦の立案をオルコットに命じたり、「俺には、俺の所有物（部下）である君達を守る権利がある」や「俺の部下は全員優秀だ」と語ったりするなど、かなりの部下思いである。ただし、温情は自分の部下にのみ向けられており、現地民の被害が最悪な「横浜焼却作戦」の実行を指示するなど、自分と無関係の人間がどんなに被害を受けても意に介さない。
また、家族愛も非常に強く、娘を亡くして以降妄想から抜け出せない妻・ゼルダのために、「本」を手に入れ娘を生き返らせようとしている。
敦と芥川との戦闘では処分可能な資産を全て使って対峙、二人の全力の攻撃を受けてもなお立ち上がるが力尽き落下、海に墜落して生死不明の状態となった。しかしその際全資産を支払った時すら残った50万ドルの結婚指輪が勝手に消費されたことで生還を果たした。
その後ヨコハマの貧民街で廃人同然の浮浪者生活を送っていたが、組合の遺産を狙う犯罪者集団に襲撃されたオルコットを助けたことで覇気を取り戻し、「新生組合（ギルド）」を設立する。株価操作で警備会社「マナセット・セキュリティ」の経営権を手に入れ、代表に就任し、異能特務課（の母体である内務省）買収に必要な500億ドルの獲得を目指す。
太宰に「死の家の鼠」に簒奪された組合の隠し資産を取り戻す事を条件として、ドストエフスキーの捜索を依頼され協力した。その後、豪華客船を探偵社への再度の宣戦布告の前土産として贈った。「天人五衰」の事件の際、「神の目」で虫太郎を探す代わりに、意識不明の状態のミッチェルを治療することを条件として突きつけた。
華麗なるフィッツジェラルド（）
消費した金額に比例して自分自身の身体能力を強化させることができる異能。燃費があまり良くないようで50セント程度では人1人殴り飛ばしただけで時間切れになるが、莫大な財を投じれば一級の戦闘系異能者2人分に相当するほどの強化がなされる。また他人の価値によっても力を得られるようで、オルコットが自分の全てを捧げた際も強化された。
能力名はキャラクターと同名のアメリカの文豪、F・スコット・フィッツジェラルドの長編小説『華麗なるギャツビー』から（ギャツビーは人名である）。

ルーシー・モード・モンゴメリ
声 - 花澤香菜 / 演 - エリザベス・マリー
「組合」の従弟（アプレンティス）で髪を2つに編んでいる19歳の女性。誕生日：11月30日・身長165センチメートル・体重44キログラム・血液型：AB型。好きな物はぬいぐるみ、おしゃべり、空想、ロマンチックなこと。嫌いな物はケチな人、昔いた孤児院、ひとりぼっち。
失敗しただけで組織から放逐されることから「失敗できない」という重圧に耐えながら任務を遂行していた。初めて探偵社を訪れた際、見送りをした賢治を異空間に閉じ込め、さらに街中において敦と谷崎のすぐ傍でナオミをもさらい、周りに居た人も巻き添えにして彼らにアンとの勝負を仕掛ける。谷崎を一瞬で捕らえ、敦も追い詰めるがその場に居合わせて巻き込まれていて森鷗外の助言を受けた敦に敗北した。その後も組合残留を希望し、メイドとして残留を許可された。
同じ孤児院出身ながら幸福そうに見える敦に嫉妬し怒りをぶつけるも、敦が白鯨に幽閉された時に彼もまた自分と同じ苦しみを味わってきたことを知り、「組合」を裏切って敦をQの人形と共に脱出させた。この際、ギルドが自分の異能に対して対策をしている事に気づいていたが、敦の性格を考えて問題はないと嘘を吐き彼を逃した。
組合壊滅後、武装探偵社の入っているビルの一階にある喫茶店「うずまき」で働き出した。敦に好意を抱いているような素振りを見せる。そのため、敦と同居している鏡花に対してはライバル心を抱いている。
福沢が倒れた後、ポートマフィアの手から彼を保護する為、敦と鏡花に頼まれて自身の異能で作り出した異空間「アンの部屋」で福沢の看病に当たる。《天人五衰》に探偵社が嵌められた時には、無実を信じて特務課へ直談判を行い、そこに居合わせた安吾と共に探偵社の協力者となり、異能空間を敦と鏡花の「拠点」として提供して天空カジノに潜入する。ホーソーンの攻撃を受けた敦の近くに飛び降りながら異能を発動して異能空間に逃れ、更に敦に血糸を結び付けてついてきたホーソーンをアンに捕えさせ、閉じ込めた。
深淵の赤毛のアン（）
ターゲットに近づき異空間『アンの部屋』に転送させ、アンと名付けた人形に襲わせる異能。
アンとの鬼ごっこに敗れると、異空間に囚われる。異空間内部でのアンを傷付けることは不可能で、さらに群を抜いて素早く、何本も手があり、複数のアンを発現させることも可能である。異空間内で流れる時間も操れるらしく喫茶店のコーヒー豆の保管も行なっている。
この異空間から脱出する方法は2つあり、1つはモンゴメリ自身に異能を解除させる方法で、この場合は全員に外に出られる。もう一つは異空間に2つ存在するドアから出る方法であり、1つは誰でも出られるドアで、そこから脱出すると異空間での出来事を忘れてしまう。もう1つのドアはアンとの鬼ごっこに負けた者を幽閉するドアで、鍵がかかっているものの、そのドアの鍵はモンゴメリでも使い方がわからないため実質不可能。
能力名はキャラクターと同名のカナダの文豪、L・M・モンゴメリの長編小説『赤毛のアン』から。

ジョン・スタインベック
声 - 河西健吾 / 演 - 川隅美慎
「組合」の職人→「組合残党」暫定リーダー。ハンチング帽を被る農家風の21歳の青年。誕生日：2月27日・身長175センチメートル・体重64キログラム。血液型：A 型。好きな物は家族、葡萄、農業、聖書。嫌いな物は孤独、貧困、資本家。
同じく「組合」の構成員であるラヴクラフトとツーマンセルで行動し、武装探偵社の事務員を襲撃、Qと自らの異能を組み合わせて「横浜焼却作戦」を実行に移すなど暗躍する。だがQを助けに来た太宰と中也に敗北した。
故郷の大家族を養うために組合に参加しており、何でも金で解決しようとするフィッツジェラルドをよく思っていなかった。しかし彼の家族に対する愛とその結末を見た後は、団長を失って崩壊し始める「組合」を立て直すことを表明し、暫定リーダーに就任する。だが、覇気を取り戻したフィッツジェラルドの性格に変化が見られなかったことに失望し、フィッツジェラルドの敵対者となることを誓う。
怒りの葡萄（）
葡萄の種を植え付け、宿主と樹木の感覚を共有する異能。自分に植えつけて枝や根の操作も可能であり、根を通じて地上の振動も感知出来る。
能力名はキャラクターと同名のアメリカの文豪、ジョン・スタインベックの小説から。

ハワード・フィリップス・ラヴクラフト
声 - 武内駿輔 / 演 - 村松洸希
「組合」の職人で長髪で陰気な顔をした28歳(推定)の男。誕生日：8月20日(推定)・身長190センチメートル・体重 可変・血液型：不明。好きな物は捧げ物、睡眠、チョコレート、アイスクリーム。嫌いな物は漁船。常に気だるそうな言動をする。ピストルで撃たれても全くダメージを受けない他、折れた首を簡単に戻すなど人間離れした身体であり、「汚濁」形態の中也の重力弾を受けても無事であった。また精神構造も人間離れしているらしく、精神系異能の効果も受け付けない。フィッツジェラルドとの約束で行動していたらしく、彼に対してくんづけをしているが関係は不明。双黒戦で体内から爆弾で吹き飛ばされ肉片となったが三社戦争終結後に何事もなかったかのように復活、組合メンバーに「寝る」と言い残して海に飛び込み、どこかへと去って行った。
旧支配者（）
腕を複数の触手に変化させ、自在に操る。設定上は異能とされているが、太宰の異能が通用しない事などから太宰も「あれは異能じゃないんだ」と言っている。また中也との戦いに到っては完全に異形の姿に変わってしまっている。再生能力が桁違いで、外部からの攻撃では決して倒されないと言われている。
能力名はキャラクターと同名のアメリカの文豪、ハワード・フィリップス・ラヴクラフトの小説をもとに体系化されたクトゥルフ神話、およびその設定を共有し書き継いだ作家たちの作品群に登場する、かつて地上を支配していたと設定されている太古の神々に由来している。

ナサニエル・ホーソーン
声 - 新垣樽助 / 演 - 香取直登
「組合」の職人（フェロークラフト）でメガネを掛け牧師風の黒衣に身を包む27歳の男性。誕生日：7月4日・身長188センチメートル・体重72キログラム・血液型：A型。好きな物は神、聖書、信仰、潔白。嫌いな物は悪魔、異端。
三社戦争では、ミッチェルと共に豪華客船を守る任務を受けていたが、梶井の客船爆破を阻止することが出来ず、ポートマフィア側の刺客を迎え撃ちながら避難しようとしていた所を芥川に強襲される。
重傷を負った状態でホーソーンらの追撃に立候補した芥川に困惑するも、"何か"のために命を燃やす彼に「信仰」に近い物を感じ、その願い通り全力で戦うことを誓った。戦闘終了後、何でも金で解決しようとするフィッツジェラルドを痛烈に批判した。
フィッツジェラルドが行方不明になった際、ミッチェルを治すことを条件にドストエフスキーに勧誘される。その後記憶と正気を失った状態で福沢と鷗外を襲撃した。さらにこれもまたドストエフスキーの差し金でフィッツジェラルドを襲撃するも失敗する。その後、天空カジノで敦の説得に応じようとしたシグマを粛正し、敦も始末しようと『アンの部屋』まで追ってきたが、アンとの鬼ごっこに敗れて異空間に拘束される。
緋文字（）
自身の血液を聖なる文字に変えて操る異能。弾丸の如く飛ばしたり、障壁を作る、敵を縛る、血溜まりからの文字射出、さらに、虚空に固定した緋文字を踏むことで空中歩行が可能。しかし所詮は血液でできているため水に薄まり溶けてしまう模様。系統としては芥川の「羅生門」に近い異能。
能力名はキャラクターと同名のアメリカの文豪、ナサニエル・ホーソーンの小説作品から。

マーガレット・ミッチェル
声 - 名塚佳織 / 演 - 富樫世羅
「組合」の従弟で日傘を差し、豪奢なドレスを着る20歳の女性。誕生日：11月8日・身長171センチメートル・体重54キログラム。血液型：AB 型。好きな物は自分、愛、明日という日。嫌いな物は戦争、裏切り。
一族の莫大な負債を返済し、家名を立て直すために作戦に参加しており、敗北や屈辱を知らない素振りを見せる芥川に激昂した。
三社戦争では、「組合」の拠点である豪華客船を守る任務を受けていたが、梶井の襲撃によって客船は爆破され、避難しようとしていた所を芥川によって強襲される。ホーソーンをかばって重傷を負って意識不明に陥り、さらに「組合」崩壊の混乱によって一時行方不明になってしまい、その間に劣悪な環境の闇医院をたらい回しにされたことで状態が悪化した。フィッツジェラルドは彼女をホーソーンを倒す為の切り札と考えており、「神の目」を使う際の取引条件として彼女に与謝野の治療を受けさせることを提示した。それを承諾した敦と鏡花によって与謝野の元に運ばれ、治療を受ける。
風と共に去りぬ（）
風により物質を風化させる異能。
能力名はキャラクターと同名のアメリカの文豪、マーガレット・ミッチェルの長編小説から。

マーク・トウェイン
声 - 吉野裕行
「組合」の職人でくせっ毛、サンダル履きの22歳の青年。誕生日：11月30日・身長178センチメートル・体重68キログラム・血液型：B型。好きな物は自分、賞賛、冒険。嫌いな物は地味な仕事。陽気な性格で他のメンバーを遊びに誘うが、その度に無視されたり痛い目に遭ったりしている。異能を使った銃撃や狙撃を得意とし、白鯨から脱出した敦を執拗に攻撃したが、太宰の仕掛けた飽和チャフによって失敗した。戦争終結後は、本国に戻るつもりらしい。
ハック・フィン&トム・ソーヤ
ハック（声 - 松田颯水）とトム（声 - 松田利冴）という2人の小人を使役し、彼らを弾丸と共に発射することにより狙撃の命中精度を上昇させたり、標的の座標を正確に知ることが出来る。なお、ハックとトムは個性や自我を持っており、トウェインとも普通に会話している。
能力名はキャラクターと同名のアメリカの文豪、マーク・トウェインの小説『ハックルベリー・フィンの冒険』『トム・ソーヤーの冒険』から。

ハーマン・メルヴィル
声 - 菅生隆之 / 演 - 砂塚健斗
「組合」の職人であごひげを蓄えた物静かな68歳の老人。誕生日：8月1日・身長182センチメートル・体重86キログラム・血液型：O型。好きな物は鯨、海、平等、多様性。嫌いな物は差別と階級主義。2代前の組合団長。
戦争に積極的に参加する意思はなく、下降する白鯨と運命を共にしようとしていた。鏡花が護送機をぶつけて白鯨を墜落させることを知ると、敦、芥川と共に脱出した。
フィッツジェラルドが行方不明になった後、無関係な組合メンバーを逮捕しないことを条件に異能特務課に逮捕され、組合の情報を提供することとなった。
白鯨（）
白いクジラの「白鯨」を召喚、操作できる異能。ただし「組合」によってその体のほとんどは改造され、「組合」の巨大飛行要塞と化しており、メルヴィルの意思での操作はできなくなっている。白鯨が死亡すると新しい白鯨が一定期間を経てまた生まれてくる模様。
能力名はキャラクターと同名のアメリカの文豪、ハーマン・メルヴィルの小説から。

エドガー・アラン・ポオ
声 - 森川智之
「組合」の設計者長（マスター・アーキテクト）で、前髪で目元が隠れた28歳の青年。一人称は「我輩」。誕生日：1月19日・身長182センチメートル・体重64キログラム・血液型：A型。好きな物は推理小説、アライグマ。嫌いな物は大人数のお喋り、呼ばれた宴会で、唯一の知人に放置されること。カール（声 - 七瀬彩夏）と名付けたアライグマを連れている。米国の探偵にして知の巨人であり、頭脳勝負で乱歩をヒヤリとさせた唯一の人物。2000万を「翌日には払ったことを忘れる額」というほど多額の財産がある。また、変装や狙撃など多彩な技能を習得している。
6年前の頭脳勝負で乱歩に敗れた意趣返しのために、白鯨の死角と攻略法に関する情報を餌に乱歩と与謝野を呼び出し、推理遊戯（ゲエム）を挑むも、乱歩に再び敗れる。しかし彼がポオのことを覚えており彼を認めている趣旨の発言をしたことで、創作の世界に戻る。
「組合」から足を洗った後は日本に留まり、乱歩に新作の推理小説を持って行くため、探偵社に度々出入りしている。人物識別システム「神の目（アイズオブゴッド）」の事件の時にはオルコットに頼まれ乱歩に真犯人探しを依頼しに探偵社へ訪ねていた。「共喰い」により探偵社とマフィアが全面抗争を始めると、乱歩に「勝負」と言われて書いた小説を中也の足止めの為に利用されてしまった。乱歩の虫太郎探しにも協力し、虫太郎を追い詰める為、乱歩の指示で彼等を異能空間に引き込む文章を書いた。探偵社がテロリストとして陥れられた際には乱歩の捜索を行う傍ら、脱獄した虫太郎を自宅で匿い、乱歩と合流した後は様々な形で彼を助け探偵社員の救出に貢献した。
モルグ街の黒猫（）
自身が執筆した小説の世界に読者を引き込む異能。小説世界の中では読者は異能を使うことが出来ない。事件を解決すれば脱出できるが、作品内で犠牲者となるとそのまま現実でも死亡する。「万一の避難地」としても使えるが、小説そのものを破壊されると二度と脱出できない可能性がある。
必ずしも「読む」という行為は必要なく、中也は本に腕を突っ込んだだけで引き込まれた。また書籍という形態である必要もないらしく、製本前の原稿用紙や携帯の画面に浮かんだ文章でも発動している。
一応謎の体を為していないと部屋にならないという制約があり、本人のプライドからミステリ以外の小説（簡単な計算問題などが解答となっているなど）は作りたがらない。
能力名はキャラクターと同名のアメリカの文豪、エドガー・アラン・ポーの小説『モルグ街の殺人』『黒猫』から。

ルイーザ・メイ・オルコット
声 - 植田ひかる / 演 - 永田紗茅
「組合」の従弟で作戦参謀。眼鏡をかけロングスカートを身につけた大人しめの女性。
18歲・誕生日：11月29日・身長：165センチメートル・体重：50キログラム・血液型：O型。好きなものは田舎、自然、哲学、本。嫌いなものは都会、差別、人間。対人恐怖症気味。しかし団長のフィッツジェラルドのことは慕っている。
戦争終結後は日本に残ってフィッツジェラルドを捜索、横浜の貧民街で彼を発見し、彼と共に「新生組合」を設立する。フィッツジェラルドを狙ったホーソーンの襲撃により負傷する。
若草物語（）
個室で考え事をする時のみ時間の流れが八千分の一になる異能。長時間であるとはいえ、あらゆる場合を想定し数十種類もの作戦書を書き上げるからか、同僚からは「手持ちの情報を基に未来を予言する能力」だと思われていた。
オルコットの癖なのか、作戦書はどれも長編になる。
能力名はキャラクターと同名のアメリカの文豪、ルイーザ・メイ・オルコットの小説から。

ジェームズ・L
声 - 徳本英一郎
フィッツジェラルドが探偵社買収の交渉をした際、モンゴメリと共に同行した組合の構成員(役職は上級秘書官)。その後ポートマフィアを襲撃したが返り討ちにあい殺された。
漫画版では「ジョイス」とモンゴメリに呼ばれていた。アニメ版ではイニシャルのみのため、同じイニシャルを用いた筆名がある実在の作家と関係があるかは不明。

新生組合
T・J・エクルバーグ博士
声 - 平川大輔
警備会社マナセット・セキュリティの社員で眼鏡を掛け後ろで髪を結わえた男性。『神の目』の開発者。
友人(ジョージ・B・ウィルソン)殺害の罪を着せられ、自殺しようとしていたところをフィッツジェラルドに救われた。
名前の由来はフィッツジェラルドの作品『華麗なるギャツビー』の登場人物であるT.J.エクルバーグから。殺害された友人の名前も同作の登場人物の名前と同じである。

### 死の家の鼠
フョードル・ドストエフスキー
声 - 石田彰 / 演 - 岸本勇太
地下組織の盗賊団《死の家の鼠》頭目にして、殺人結社《天人五衰》の構成員。本人曰く虚弱な貧血体質。誰に対しても敬語口調で、肩まで伸びた黒髪と不気味な笑顔が特徴。太宰からは「魔人」と呼ばれている。
コンピューターの扱いに長け、白鯨のメインシステムを掌握して墜落させ、組合のコンピューターにクラッキングして組合内部に混乱を引き起こし、さらに資産の4割を簒奪することに成功した。またミッチェルを治す条件でホーソーンを勧誘した。
わざとAの協力者に誘拐されることでポートマフィアに潜入。謀略を駆使してAを自殺に追い込み、Aの組織も壊滅させ、さらにAが隠し持っていた、ポートマフィア構成員の異能リストを奪取した。そして、福沢と鷗外にウイルス型の異能を埋め込み、武装探偵社とポートマフィアが互いに潰しあうよう画策する。その際、武装探偵社とポートマフィアが協力して、自分の排除に向かうことをあらかじめ予測し、そうならないように何重にも罠を仕掛ける程、類いまれなる知能の持ち主であり、その頭脳の良さは太宰と同等だと自ら言っているが、実際に乱歩をして「危険過ぎる」「斃せるのは太宰だけ」と言わしめている。なお、巧みな話術で相手の心理を操作することも得意。
「本」を手に入れることで世界から異能力を消滅させることを目論んでいる。
「共食い事件」の後、フィッツジェラルドと協力した太宰により位置を特定され、異能特務課に連行された。しかし虫太郎曰く「わざと捕まった」とのこと。欧州の異能刑務所「ムルソー」に収容されたが、何らかの手段で外部と連絡を取っている模様。同じく収容されてきた太宰と心理戦を繰り広げていたが、ゴーゴリによって独房から出され、命を懸けた太宰との脱獄レースに応じる。侵入してきた中也と共に順調に出口を目指すが、中央制御室を制圧した太宰によって閉じ込められ注水の罠にかけられた。しかし中也の異能力を利用して罠を破り逆に太宰達を罠にかけた。脱出してきたシグマが謎のメモを見せた際に別人のような言動をしたが、シグマの隙を突いて彼を刺す。それでも動こうとしたシグマに自分の正体を明かした。第一層に辿り着きヘリで離れようとするも、権能を取り戻したブラムが吸血種を操ったことでヘリが壁に激突し爆発に巻き込まれる。死亡したと思われたものの、異能によってブラムに成り代わり空港に現れ、神剣と福地による「三極の特異点」を発動させる。
罪と罰（）
ドストエフスキーの異能。 詳細は不明。ドストエフスキーの腕を掴んだりドストエフスキーが指で触れた人間が血を吐いて即死していることから、太宰は直接触れるのが発動条件と予測していたが、死体が別人に変化したのを見て全く別の能力であることに気付く。一方シグマは、ドストエフスキーの記憶の中で処刑されたドストエフスキーが処刑人に成り代わるのを目撃する。
能力名はキャラクターと同名のロシアの文豪、フョードル・ドストエフスキーの長編小説から。

アレクサンドル・プシュキン
声 - 桐井大介 / 演 - 鹿野宗健
《死の家の鼠》の構成員の小太りの男。特徴的な笑い声をあげる。卑屈な性格で自身を「弱い人間」と称し、弱い人間は持てる者との間の帳尻を合わせるために何をしても許されるという歪んだ思想を持ち、強い立場の人間や強い異能力を持つ者が苦しむ様子を見るのが最高の娯楽としている。
アジトに潜入した敦達を騙して芥川に傷を負わせ、異能ウイルスに感染させ逃亡を図る。ゴンチャロフの援護もあって2人を完全に巻くが、出口で待ち伏せしていた探偵社・マフィアの主要メンバーに捕らえられる。ドストエフスキーに忠誠心はなく、自身の娯楽のために所属していたので捕まると「死の家の鼠」の情報をすぐに提供した。
黒死病の時代の饗宴（）
宿主2人を48時間後に殺す極小型のウイルスを使役する異能。ウイルスは擦り傷からでも感染し、感染すると高熱と眩暈を催し、常人では直立すら困難になる。なお48時間以内に宿主のどちらかが別の理由で死ぬと自動的に解除される。
ウイルスは宿主の重要な臓器に寄生するため太宰の異能は使えず、解除するにはプシュキン自身が異能を解除するか宿主2人のどちらかが死ぬしかなく、ドストエフスキーからは「共喰い」と称された。
能力名はキャラクターと同名のロシアの文豪、アレクサンドル・プシュキンの詩から。

イワン・ゴンチャロフ
声 - 鳥海浩輔 / 演 - 松田岳
《死の家の鼠》の侍従長。頭部に巻いた布と背中を覆う長髪が特徴。ドストエフスキーを妄信しており、指示さえ受ければ自分の顔の皮を剥ぐことすら厭わない。またドストエフスキーにより脳の不幸を感じる部位を切除されている。
クラシック音楽が好きである。プシュキンを護る任務をドストエフスキーから受け、敦と芥川を足止めするために交戦、地の利を活かして2人を苦しめる。しかし、敦と芥川の異能の合体攻撃の前に敗れ、捕縛される。
断崖（）
礫岩を操る異能。岩巨人や自身を模した泥人形を作る、礫岩の高速回転による全方位防御、無数の腕による拘束など芥川の「羅生門」同様様々なパターンがある。
岩巨人の硬度は月下獣による敦の一撃でも砕けない程のもので、芥川の羅生門では斬ることができるものの、すぐに修復された。アームハンマーの威力も絶大で、一般人であれば全身の骨が折れるほどの一撃。拘束を加えるとほぼ必中となる。
能力名はキャラクターと同名の文豪、イワン・ゴンチャロフの小説から。

小栗虫太郎（）
声 - 草尾毅
国木田が逮捕される事件の原因となった偽の軍警資料を作った「隠滅屋」とも呼ばれる情報操作の専門家。前髪を七三分けにし蝶ネクタイとスーツを着た26歳の男。
誕生日:3月14日。身長:178センチメートル。体重:56キログラム｡血液型:A型。好きなものは知識、神秘。嫌いなものは汚い身なり、雷、夏、探偵。
ドストエフスキーの協力者であり懐刀、ドストエフスキーが「わざと」異能特務課に捕まった理由を知る唯一の人物。また、以前は政府犯罪の隠蔽を行う犯罪組織『七號機関』に監禁されて仕事を手伝わされていた。その時に、安吾からの依頼で太宰のマフィア時代の犯罪歴を抹消している。
ドストエフスキー逮捕後は自身の逃亡資金を手に入れるため、友人でもあった金田一のペンネームを用いている人気の推理作家「ヨコミゾ」(声 - 星野貴紀)を殺害して彼の最新作の未発表原稿を地下競売場に流した。その後別の人物を自分に偽装して塔の上から落とし、自分が死んだように見せかけた。事件現場で靴のすり減りから本物の「隠滅屋」が生きていることをすぐに見抜いた乱歩を「怪物」と評するも、異能を発動して彼の超推理が発揮出来ないようにした。しかし、乱歩に証拠はないが自身が犯人だと気づかれ、更に実際には不治の病に冒されたヨコミゾの自殺幇助で事件ではなかったということまで看破された。そして彼にそれらの情報を世間に公表すると脅しをかけられ全てを話し、自らは警察に自首することにしたが、パトカーでの移動中に《天人五衰》の刺客ゴーゴリに「完全犯罪」を解かせるため拉致される。咄嗟にパトカーの無線機を使って乱歩に次に起こる大きな仕事は受けるなと忠告したものの、結局それが守られることは無かった。
その後、ゴーゴリらに拷問され完全犯罪を解除、太宰を逮捕するための証拠を復活させることとなった。そして政府機関が管理する銀行に幽閉されていたが、施設内に侵入してきた敦と鏡花に救出され、以前自分に依頼してきた安吾に不信感を抱きつつも「天人五衰」に関する情報を提供する。以降はポオが所有する豪邸で匿われており、ミステリー小説を書くことで心の中のヨコミゾと会話をしている。
完全犯罪（）
謎の生命体を幾つも生み出し、自身が行なった犯罪の証拠を完全に消滅させる異能。過去にこの能力を用い太宰の経歴を洗浄した。盗品を持ったまま異能で証拠を消すことであらゆる監視映像に映らず行動できる、といった応用も可能。
能力名はキャラクターと同名の文豪、小栗虫太郎の探偵小説から。

### 天人五衰
神威（）
《天人五衰》のボス。正体は《猟犬》の隊長でもある福地桜痴。

ニコライ・ゴーゴリ
声 - 子安武人
《天人五衰》の構成員で、白いマントを身に付け右目はカードで隠しており、くだけた口調が特徴。唯一の理解者であり親友のドストエフスキーからは、「神に争い自分を見失う為に戦っている」と評されている。「道化師」と呼ばれている。
年齢:26歳。誕生日:4月1日。身長:184センチメートル。体重:68キログラム。血液型:B型。好きなもの:奇術、演劇、人が驚く顔、クイズ、ピロシキ。嫌いなもの:洗脳、隷属、自由でないこと。
変装が得意で半年もの間、司法次官の斗南の秘書として活動しつつ、探偵社の情報を斗南ら秘密会議の手の者たちに流すという一人二役をこなしていた。自首する虫太郎を乗せたパトカーを襲撃して彼を拉致した後、地下通路で敦の前に現れ異能を駆使して敦の動きを封じた。その後、主犯格として斗南や人質の前に現れるが、いつの間にか人質の一人となっており、国木田達や斗南の前で鎖鋸で上体を切断された。作戦ではその際に死ぬはずだったが、感情という洗脳から自由であると証明するべく親友ドストエフスキーを殺すことを決意、自らの異能によって隙間をつくり、別の人間の切られた胴体を接続するトリックで死んだように見せかけ、独自に行動を開始する。天空カジノから落下するシグマを異能によって救出し、ドストエフスキーの異能を探るように要請する。
異能を使い、シグマと共にムルソーに侵入し更に太宰とドストエフスキーを独房から出すと、2人に致死毒を注射した上での脱獄レースを提案した。先にやって来たドストエフスキーを一旦は見送るものの、吸血種が彼を刺し、更に現れた太宰と中也と共にドストエフスキーの乗ったヘリが爆発するのを目撃することとなった。
外套
最大30メートルの範囲で、外套の布面と離れた空間を接続する異能。
能力名はキャラクターと同名の文豪、ニコライ・ゴーゴリの小説から。

シグマ（本名不詳）
声 - 千葉翔也
《天人五衰》の1人。天空カジノの総支配人。燕尾服のようなスーツを着ており、左右で色の異なる長髪が特徴。『本』の書き込みによって3年前に無から生まれた存在とされる。
年齢:不明。誕生日:不明。身長:177センチメートル。体重:62キログラム。血液型:不明。好きなもの:カジノ、高い場所、才能、クッキー。嫌いなもの:砂漠、空腹、利用しようと近づいてくる他人。
天空カジノは国際法上いかなる国家の警察権も適用されない、いわば独立国であり、猟犬などの組織でも手を出すことは不可能。自らの過去を持たないが故にカジノに自分の「家」として非常に強く執着し、カジノとその客を自らの財産として命同様に思っており、カジノの二万人近い客と性質を全て暗記し経済知識も得ており、周囲からはカジノの支配人になる為に生まれてきたと評されているが、実際は睡眠を削って覚えたものであり、カジノを守る為ならば手段を選ばない。
《猟犬》によるカジノの閉鎖を即座に断るものの、燁子によって入り口を爆破される。その後カジノ内を捜索する立原に硬貨に偽装した爆弾を見付けられた為、航空機で轢き殺し、止められた場合は大量の硬貨爆弾で爆殺しようとしたが、燁子と立原の連携によって失敗。続いてカジノの客達に燁子と立原を攻撃すれば負債を帳消しにしたり賞金を与えると周知することで始末しようとするが、異能によって外見を変えた燁子と立原に警備を突破される。逃げ出したい思いに駆られながらもカジノを守るために無痛銃や音響銃で燁子に果敢に立ち向かうが、彼女の圧倒的な身体能力と覚悟の前に失敗する。しかしそれでも尚諦めずにどちらか一方だけでも救うべくカジノを守る為に自らを犠牲に彼女を道連れにするべく身を投げるが、逮捕を断念した彼女に蹴り落とされた。転落するところを敦に拾われ『本』の情報を自白しようとするが、ドストエフスキーの指示で粛正に来たホーソーンに心臓を撃たれて致命傷を負い、カジノから落下。その寸前で攻撃を喰らいながらも自身を助けようとし優しい言葉をかける敦に笑みを浮かべ彼に頁の情報を渡した。そのまま死を受け入れるつもりだったがドストエフスキーを殺そうと計画するゴーゴリに救助され、彼の異能を調べて欲しいと依頼される。
ゴーゴリと共にムルソーに侵入し、太宰・ドストエフスキーを独房から出すが3人の真意を図りかねている中で、太宰から脱獄レースの「武器」として指名され、困惑しながらも行動を共にする。その後太宰から自分を選んだ理由がドフトエフスキーから情報を盗んで探偵社を助けるためと、口封じされるであろうシグマを助けるためであると聞かされ、探偵社という利用するだけではない存在に戸惑いを覚える。その後ドフトエフスキーの罠に嵌められるも太宰から助けられ、自分も彼を助けるために行動。ドフトエフスキーの話術に騙され刺されるが秘密を異能で読み取り、その正体を知った。
能力：不明
相手に触れることで、「自分の知識の中で相手が最も知りたい情報」と「相手の知識の中で自分が最も知りたい情報」を入れ替える異能。死後間もない状態なら死体からでも情報を抜き取れる。

フョードル・ドストエフスキー
詳細はフョードル・ドストエフスキーを参照。

ブラム・ストーカー
声 - 津田健次郎
《天人五衰》の1人。異能で細胞が変異し《吸血種（ドラキュリア）》へと変容した元人間。長髪で耳が尖っており両頬に傷跡がある。“不死公主”と呼ばれた北欧の伯爵で、かつては“人類を滅ぼす十の災厄”の1つに数えられた。陽光に弱く日焼け止めが欠かせない体質となった代わりに、肩から下を失った状態でも死なないほどの不死性と、血を吸った相手を眷属とする力を得た。「この世の災い」「不死なる王」などとも呼ばれているが、領主としての気位は非常に高く、かつて「神敵」として磔にされながらも領民の安堵を懇願した。なお8年前に福地に敗れ首を斬り落とされるまで、自分に“災厄”の綽名があることすら知らなかったと語っている。
現在は首だけが残されて福地が管理し、普段は故郷の土を詰めた棺の中で眠っている。福地には突き立てられた聖剣で脳髄を焼き尽くすと脅されて協力を強要されているため、彼を宿敵と呼び仲間意識は持っていない。なお、聖剣には肉体と異能を結合させる能力があり、脳髄に根を張って抜くことは不可能な上、眷属を操る能力も福地に奪われている。8年前の敗北以来、二度と眷属を増やさないと誓っていたが、福地の脅しに屈して芥川を眷属へと変えた。福地を追ってきた立原に噛みついた後は、《大指令》が輸送される空港に密かに運び込まれ、空港の制圧を進める。福地に追われて咄嗟に棺桶の中に逃げ込んできた文に事件の真相を語り、彼女に連れ出される。福地に逆らえない状態であることから、状況が悪化していっても淡々としており事態を打開しようと協力を請う文を初めは断るが、携帯音楽プレーヤーを差し出されたことで態度が変化し、彼女を捕まえようとした吸血種を言葉だけで引き下がらせた。賢治と出会った際は領地の開墾を持ちかけている。文と洗濯業者のトラックに隠れて脱出しようとするが吸血種化した芥川に見付かり、探偵社をおびき寄せるために管制塔の屋根に放置された。
事態が悪化して行く中でも冷めた物言いをしていたが、文が決死の覚悟で聖剣を抜いたことで、吸血種を操る権能を完全に取り戻すと共に文に忠誠を誓った。乱歩の交渉に応じ、ムルソーでドストエフスキーが乗ったヘリを運転する吸血種を操って彼をヘリの爆発に巻きこんだが、直後にドストエフスキーの異能を受け、文や福沢の目の前でドストエフスキーに成り代わられる。
長年棺の中で眠っているせいか現代の情報に疎い他、文の脅し文句を勘違いするなど天然な面がある。
吸血種
噛んだ人間を《吸血種》にし己の配下として操ることが出来る異能。噛まれた人間は他人に感染を広げる。
能力名はキャラクターと同名の文豪、ブラム・ストーカーの小説『吸血鬼ドラキュラ』から。

### 時計塔の従騎士
デイム・アガサ・クリスティ爵
声 - 坂本真綾
欧州の古い異能組織「時計塔の従騎士」近衛騎士長である女性。
そして誰もいなくなった（そしてだれもいなくなった）
アガサ・クリスティの異能。詳細は不明。
能力名はキャラクターと同名のイギリスの文豪、アガサ・クリスティの長編小説から。

### 警察
箕浦
声 - 白熊寛嗣
最近探偵社の担当になった刑事。
最初は探偵社のことを信用していなかったが、乱歩の異能を見た後は信用するようになり、その後も探偵社に警察からの依頼を届けている。また乱歩の側からも頼りにできる警察官として見られている。
警察の中でベテランであり、Qの異能が発動する事を勘で予測していた。
《天人五衰》により探偵社が濡れ衣を着せられ、乱歩が記者会見を乗っ取り逮捕された際には、彼のこれまでの活躍を信じて脱走を幇助する。
名前の由来は江戸川乱歩の小説「孤島の鬼」の主人公からか。

飛鳥井
軍警の特別上等捜査官。
京極の事件を追っており、京極の情報はほぼ彼を通る。
しかしその正体は京極に感化された使い魔の一人であり、京極に操られ相棒であり恋人であった女性を惨殺しているほか、《技師》として囹圄島の事件を起こし、「人を悪にさせる井戸」の管理などをしていたが、綾辻の異能により死亡した。
猟犬
福地桜痴（ふくち おうち）
声 - 大塚明夫
軍警最強の特殊部隊《猟犬》の隊長。軍警においての生ける伝説。神刀・雨御前を与えられた英雄。口髭を生やし右頬に三本の傷がある男性。貫禄があり、高い実力と指導力を持つ。豪快な口ぶりや笑い方をし、作戦会議中に屁をこく等、一見真面目に見えない言動も多いが、凶悪犯を捕らえることに対しては絶対的な信念を持っている模様。
伝説の英雄「サムライ」として世界的にも有名。キーニャ共和国における異能実験体「人狼」10万体の殲滅作戦、アフリカ・アミル政権の難民虐殺阻止、半不死異能者“WASP”との50日もの不眠不休の決闘、東欧における吸血種・感染爆発の阻止、といった世界の屋台骨が吹き飛びかねない程の大災厄を幾度も解決している。その活躍は3度も映画化されているが、本人によると脚色が多分に入っているらしい。
福沢諭吉とは、少年時代に道場破りに訪れた道場で出会った幼馴染。尋問しに来た際も酒を酌み交わしており、福沢からは『源一郎』と呼ばれている。事件が検察のものになれば福沢を守れる為初めは彼に自白を促すが、断られた後はヘリから落下・自爆して行方をくらました国木田の安否を材料に揺さぶりをかける。天人五衰の事件の最中、天空カジノでのテロを受けたCTCの大使から国境なき「汎人類守護部隊」である「超国家的武装警備部隊・人類軍」の司令官に抜擢される。安全保障会議の場で演説した後、乱歩が天人五衰を倒すために、手を組むことを懇願され承諾。しかし、その福地本人が、《天人五衰》の首領である「神威」その人であり、道中で「超推理」を使った乱歩に正体を気付かれた事を即座に察知し、斬撃を浴びせるも、ポオの推理小説で回避された。その後敦や船内に潜んでいた芥川と戦闘を開始、異次元の戦闘能力で2人を圧倒した。その後芥川に敦を裏切れば「猟犬」として鍛えると取引を持ちかけたが、それを利用した敦と芥川の奇襲を受けた。しかし死の直前に『神刀・雨御前』で「過去」を斬って敗北を回避し、芥川を殺害。芥川が直前に開けた穴から逃げた敦を見失い、急いで追いかけようとするも芥川に助けられた警備SPが駆けつけた事で対応が遅れ取り逃した。ブラムを脅して芥川を吸血種の眷属へと変容させた。鷗外の作戦を受けた立原にブラムへの指示現場を見付かり、一度は追い詰められるが、『雨御前』の力で立原を倒し吸血種にさせた。『大指令』の輸送される空港に到着した後、部下の条野を《天人五衰》側に勧誘しようとするも拒否され、逃走を試みた条野を芥川に噛みつかせて吸血種とした。その一部始終を目撃していた文に顔写真を撮られた上、彼女を見付けられない内に国木田達に爆発騒ぎを起こされたが、それによって引き返そうとした『大指令』輸送チームはドストエフスキーの仕込みで毒殺された為、『大指令』を手中に収める。しかし、更にそれを読んでいた太宰の作戦で、吸血種軍が動き出さない限り『大指令』を発動出来ないようにされていた為、吸血種と化した世界中の軍隊を動かそうとして、文に連れ出されたブラムを捜索する。同じく文達を探していた国木田と谷崎を人質にした上で、福沢・乱歩と対面するが、その場で乱歩を気絶させ、福沢との決闘の中で自身の目的を当てさせようとする。彼を斬り倒した後、国連から『大指令』の封印解除方法を聞き出し遂に『大指令』を発動させた。しかし隙を窺っていた福沢に不意を突かれて『大指令』を奪われ、更に彼の「完璧な斬撃」を受けて倒れる。ポオによる二人の過去の小説世界の中で福沢に真の目的を話した後、自身を斬って「英雄」となるよう懇願した。福沢が思い切れないことを予想して燁子に刺すことを頼んでおり、彼女に刺されて倒れるが、ブラムに成り代わったドストエフスキーにより「三極の特異点」に利用される。
先の大戦時、福沢に戦場に同行するよう懇願・説得するが断られ、このことが福沢との決定的な断絶となっている様子。その後赴いた常闇島であまりに悲惨な光景を目の当たりにした他、国家に命じられて多くを殺し、兵士だけでなく民間人や女子供にも拷問を行うなど凄惨な体験を経て、“善なる国家”など戯言で、国家や秩序が存在するから戦争という地獄が生まれると考えるようになり、凡ての国家を消滅させようとしている。「天人」すなわち為政者に苦痛を持った死をもたらす為に《天人五衰》を組織した。楽しんで暴力を振るった事は一度もなく、テロも殺人も必要だから行ったまでと語っている。
鏡獅子（）
持った武器の威力を100倍にする異能。素の戦闘力も高い福地が使用することで、威力も絶大なものとなり、軍刀は切られても気づかないような威力にまで増大、ただの鉄棒でしかない欄干で船を牛酪のように切断、拾った小石が半人半虎の敦の掌を貫通する投石になる。しかも「他人の拳」などでさえ「100倍武器」にできる。その真の力は『神刀・雨御前』を使用する事で発揮される。

大倉燁子（）
声 - 小市眞琴
「猟犬」の副長。彼女の鋼鞭は悪魔すら泣いて平伏すという程、味方が畏れ、敵は更に畏れる血荊の女王。外見は髪を左側のサイドテールにした幼い少女だが、猟奇的な発言が多く条野が黙り込む程の殺気を放つこともある（条野曰く「副長を本気で怒らせたら我々全員死ぬ」）。だが、何故か福地にのみ態度や口調が大幅に軟化する。一人称は儂で口調は古めかしい。国の秩序を体現する為、社会の奴隷として最強の暴力を行使するという強固な信念と正義感を持ち、天空カジノでもシグマの甘言に騙されて自分達を殺そうとした一般人には決して反撃しなかった。肩車で機嫌が直ったりなど子供の様な姿を見せる一方で、探偵社の目撃証言が途切れたことから拠点と司令塔を手に入れた事を即座に察するなど頭も切れる。
モンゴメリを追って立原と天空カジノに乗り込む。立原曰く「副長が一番怖い時は、怒った時でも、拷問の時でもない。相手の言うことを素直に聞いた時である」らしく、シグマにカジノの閉鎖を断られた際も一度は笑顔で引き下がったものの、入り口を爆破して敦達の捜索に乗り出す。その過程でシグマと敵対し追い詰め、降伏を勧めたもののカジノを守る決意をした彼に掴まれたまま宙に投げ出されたため、やむなく捕縛を断念する。福地の指示に従い、空港で《大指令》の警護に参加している。鐵腸と共に墜落する輸送機から《大指令》を獲得した後、文とブラムを探す敦の前に現れ、そこで立原が残したメッセージを見て乱歩に会わせることを要求した。しかし実際には福地から全ての真相を聞いた上で福地側に立つことを決めており、敦を捕らえて福地の真の目的を聞かせる。敦が悩みながらも再び動き出すことを決めると黙って見送った。その後、福沢との一騎打ちの末敗れた福地を涙ながらに刺し、引導を渡せなかった福沢を激しく叱責した。しかしそこにやって来たブラムがドストエフスキーに変化するのを目の前で目撃し、神剣と福地による「三極の特異点」に直面する。
魂の喘ぎ（）
自身を含む触れた相手の年齢を操作する異能。「触れる」だけで勝利が確定するので、近接戦闘においては無敵。拷問の際は相手を幼児化、あるいは老化させた状態で行っている。

条野採菊（）
声 - 梶裕貴
「猟犬」の一人で超五感により万物を把握する無明の王。標的の秘密を「聴く」尋問の達人。右耳に耳飾りを付けている。盲目で両目は閉じているが他の感覚が人間離れして優れており、他人の心拍を聞きその心理状態まで察することが出来る。常に丁寧な口調で物腰は穏やかだが、「他人をいたぶる他に楽しみを知らない」と語るように、相手の痛い所を的確に突いて心理的に追い詰めることに長けており、態と相手を嬲り焦りを楽しむ悪癖がある。元は犯罪組織の幹部で、6年前に聴覚と異能を見込んだ福地に勧誘されて「猟犬」に加入した。14巻で客に紛れて競馬場で太宰を逮捕した。個性的な隊員のツッコミ役になることも多く、特にマイペースな鐵腸に対しては一番嫌い、今すぐ死んでほしいとまで言っている。但し、「うずまき」に来店し、マスターにモンゴメリ達の行き先を聞き出そうとした際は、マスターを後僅かの所まで追い詰めるも、鐵腸に足を刺されて窘められ彼に先にマスターの口を割らせることになってしまった。
捕らえられた国木田に対して、「猟犬」に加入するよう揺さぶりをかける。立原が再捜査を申し出た時、彼の「嘘」の心音から福地の陰謀に気付き、《大指令》が到着する空港に居合わせた文が探偵社の知人と見抜くと、彼女を脅すふりをしてメモを渡して尾行させた。正体を明かした福地に、己の信条を部隊に委ねない「逸れ犬」と称され、その嗜虐的な性格を見込まれて「天人五衰」になるよう勧誘されるが、民を救う愉悦を覚えたことを理由に拒否する。異能を活かして逃走を図るが、芥川の空間断絶や福地の炎の刀によって失敗し、芥川に噛みつかれてしまう。しかし、文が一部始終を見ていたことに気づいていたため福地を嘲笑した。
千金の涙（）
己を細胞大の微粒子の群れに変化させて操る能力。粒子化した状態では銃や刃での攻撃はほぼ無意味であり、僅かな隙間や空調導管を通り抜けての移動が可能になる。しかし炎などによって一定以上の粒子を破壊されると人間に戻れなくなるという弱点もある。

末広鐵腸（）
声 - 阿座上洋平
「猟犬」の一人。純粋な戦闘だけでは部隊最強。肉体と精神に鋼を宿す武人。“隕石切り”と呼ばれる。長めの黒髪と左眼の下にある桜の入れ墨が特徴の青年。直進する為に木を切り倒しながら進む等思考が単純な面がある他、味覚も独特で、条野には「今すぐ死んでほしい」と言われてしまっている。ただし、鐵腸自身は条野のことを冷徹ながらも弱気を護る勇者であると評価している。8時間も蟻を観察し続ける、会議中でも筋トレをするなど非常にマイペースで、卵酒に蛙の卵を使うなど常識にも欠ける。良くも悪くも純粋なため、敵である賢治が条野の捜索に協力すると言った際には信じかけている（賢治は何も知らなかったため本心だったが）。
異能を使った剣術はかなりの強さを誇り、条野と共に探偵社を異能を使って追い詰め、マフィアのヘリコプターにも伸ばした刀身を使って乗り移り追撃を加えようとするが、国木田の奥の手であった手榴弾の攻撃を受ける。しかしその後無傷で与謝野の前に現れており、何らかの手段で生還した模様。戦闘力は強大だが高潔な性格で正義感も強く、条野と共に「うずまき」に来店した時は、探偵社に味方したモンゴメリや彼女と探偵社を庇おうとするマスターの想いを酌み取り、相手の精神を追い詰める条野の足を刺した。そしてマスターにモンゴメリの無罪と探偵社を正統な裁判で処罰する事を約束して、結果的に条野より先に口を割らせることに成功した。
立原からマフィアでの吸血種の大量発生の報告を受けると、探偵社による新たなテロと考え、空港での《大指令》警護にも参加する。条野が空港で文を脅迫するときも窘めている。墜落する輸送機を異能で切断し《大指令》を福地に届けた後、「探偵社に拐かされた」とされる条野を探して賢治と交戦になる。一旦は追い詰めるものの、敦を拷問するという通信を聞いて箍が外れた賢治に圧倒され死を覚悟する。その後冷静さを取り戻し「一緒に探しましょう」といいながら差し出しされた賢治の手を取るが、立ち上がれず二人とも倒れてしまう。
雪中梅（）
詳細は不明。しかし、刀の刀身を伸縮・屈曲自在にするなど戦闘系の異能と推測される。

立原道造
14年前に自殺した、与謝野を可愛がっていた兵士の弟で、抜けた坂口安吾の代わりにポートマフィアに潜入していた。階級は上級軍曹。「猟犬」に復帰した後は条野に「ツッコみ役」を押し付けられた。「猟犬」にいる時は、鼻の絆創膏を取っている。
詳細は#立原道造を参照。

### その他
夏目漱石（）
声 - 大塚芳忠
神出鬼没でどんな調査機関にも尻尾を掴ませず、それでいて政府と黒社会の両方に通じ横浜を巡るあらゆる陰謀と作戦の近傍にいるとも言われている人物。杖を携え山高帽を被り、薄く口ひげを生やしている初老の男。「昼を軍警と特務課が、夜をポートマフィアが、そして夕刻を探偵社が取り仕切り町の均衡を保つ」三刻構想なる構想を実現した後、隠居した。
ドストエフスキーの謀略により探偵社とマフィアが全面抗争に入ってしまったことを知り、決闘中の福沢と鷗外の前に姿を現し、2人を叱咤する。
福沢からは種田と共に「先生」と呼ばれるほどに大人物で、彼の「異能開業許可証」の取得に際して特務課に口利きをした。彼の旧拠点である「晩香堂」には夏目直筆の教訓が掛けられている。
小説を書いており、その小説を渡すことで、暗殺者時代の織田作に殺しをやめさせた。
吾輩は猫である（わがはいはねこである）
太宰曰く「万物を見抜く最強の異能」。詳細は不明だが、死闘中の福沢と鴎外の前に現れた時には春野のペットである「ミィちゃん」と酷似する猫の姿から元の姿に変身している。
能力名はキャラクターと同名の文豪、夏目漱石の小説作品から。

幸田文（）
声 - 寿美菜子
関西弁で喋る10歳の少女。空手を習っており正義感が強い。亡母のような「完璧な女性」であることを求める父親(声 - 山本格)とは折り合いが悪いが、「正義の味方」の象徴として憧れている。
桂正作の爆弾事件で殺されそうになったが、国木田と与謝野により救助される。
《大指令》受け渡し阻止及びブラム・ストーカー殺害作戦実行の時、たまたま空港におり、彼女を探偵社の知人と見抜いた条野に脅迫と見せかけて「私の後を尾行しろ」という手紙を渡される。
そして天人五衰事件の黒幕と真実、黒幕による条野の殺害を目撃、写真を撮影したがストロボで福地に感づかれてしまう。しかし咄嗟にブラム・ストーカーの棺桶に入ったことと、福地が相手は乱歩と考えすぎ行動に迷ったことで間一髪逃れた。
その後ブラムから事件の真相を聞くと、棺桶から連れ出して空港内を逃げ回る。吸血種化した警備員に囲まれたところを賢治に救われ、洗濯業者のトラックに隠れて脱出を図ろうとしていたが、芥川に見付かってしまう。管制塔に放置され《大指令》の発動を聞いても諦めず、室内の机を聖剣に結び付けて落とし更に自身も飛び降りることで、ブラムの聖剣を抜くことに成功。吸血種を操る権能を取り戻したブラムに救われ、福沢と福地の元に駆け付けると倒れた福地を見て喜ぶが、直後にブラムがドストエフスキーに変化するのを眼前で目撃する。

桂正作（）
声 - 森田成一
二年前に違法爆薬を精製し、校舎を爆破しようとして、国木田に逮捕された人物。
逮捕された時国木田に言われたことを取り消すために、探偵社に通行人に爆弾入り旅行鞄を渡して街中で起爆する無差別爆弾魔として情報屋を通じて噂を流した。
文と列車の線路に爆弾をつけ、文の爆弾の起爆釦と列車の停止信号の周波数を同じものにし、どちらかしか助けられない状況をつくり国木田を精神的に痛めつけようとしたが、国木田が音響弾によって呼んだ与謝野の異能力によって失敗した。
その後、探偵社の話を聞く目的でドストエフスキーに拉致されて、国木田の理想は「本物」だ、と話した。
名前は国木田独歩の小説『非凡なる凡人』の登場人物からか。

ブキャナン
声 - 鶴岡聡
マナセット・セキュリティの会長。『神の目』をシステム操作して部下のエクルバーグに殺人の罪を着せようとし、そのことに気付いたフィッツジェラルドに口止め料を渡すが、そのやり取りの録音を法廷で暴露された。
名前の由来は『華麗なるギャツビー』の登場人物であるトム・ブキャナンからか。

佐々城信子（）
声 - 小林沙苗
東京の大學で教鞭を執っている20歳ぐらいの女性。故人。太宰の入社試験である、《蒼の使徒》事件の首謀者。
国木田が解決した、「蒼色旗のテロリスト」事件の首謀者《蒼王》（声 - 細谷佳正）の恋人であり、彼が死ぬ遠因となった探偵社を恨んでおり、《蒼の使徒》を名乗り依頼という形で、探偵社に攻撃を仕掛ける。初めは策略通りに探偵社の名声を落とすことに成功するが、国木田と太宰の活躍により失敗、六蔵と撃ち合い死亡した。
他人の悪意を利用し、自らの手を汚すことなく犯罪者に自発的に犯罪を起こさせ、探偵社への復讐と犯罪者の断罪を同時に行う、という計画を立てられるほど頭が良い。
国木田に大きな影響を与えた人物で彼がQの異能に掛かった時に見た幻覚は彼女のものだった。
名前の由来はキャラクターと同名の国木田独歩の最初の妻・佐々城信子本人からか。

田口六蔵（）
声 - 石川界人
国木田が情報屋として雇っている14歳の電網潜士（ハッカー）。
父は刑事だが、「蒼色旗のテロリスト」事件で《蒼王》の自爆に巻き込まれ死亡しており、その原因を作った探偵社に電網攻撃を仕掛けるも、逆探知により居場所が見つかり、国木田に証拠を軍警に提出しない代わりに（父を死なせてしまったことへの国木田の贖罪の意味も含めて）情報屋として働くことになった。
太宰のメールを覗き見て《蒼の使徒》である佐々城が現れることを知りそこで彼女と撃ち合い死亡した。
名前の由来は国木田独歩の小説『春の鳥』の登場人物からか。

アンドレ・ジイド
声 - 三木眞一郎 / 演 - 林野健志
享年32歳・身長185センチメートル・体重79キログラム・座右の銘：祖国のために死ぬことこそ誇り。十四年前の大戦の敗残兵の一団「ミミック」の司令官（コマンダント）である男性。故人。
十四年前の大戦では、祖国を守るため、また自分の育った土地で生きる人々のため、そして彼らのために死ぬために戦う英雄だった。
しかし、味方本部の「敵の要衝を潰して和平後の敵の交通網を奪う」という不義の計略に利用され、和平後の敵の砦を攻撃させられ戦争犯罪人となった。裏切り者を討伐するために派遣された味方の兵の包囲網を敵の偽物（ミミック）となり突破した後、軍人として死ぬために戦場を求め続けた。そして安吾を通じて横浜に流れ着き、そこで織田作と出会い、彼との戦闘で死亡した。
狭き門（）
織田作と同じ数秒先の未来を観測する異能。
能力名はキャラクターと同名の文豪、アンドレ・ジイドの小説作品から。

村上時雄
声 - 下野紘
舞台俳優。主役として臨んだ演劇中に、自身を殺害する偽装殺人を仕掛けたが乱歩に見破られた。
名前の由来は江戸川乱歩の小説『怪人四十面相』の登場人物からか。

斗南端蔵
声 - 松本保典
司法次官。秘密会議のメンバーで、武装探偵社の壊滅を目論む。
名前の由来は中島敦の小説『斗南先生』の登場人物と、中島敦の兄の端、同じく伯父の開蔵からか。
H・G・ウェルズ
首に大きな映写機をかけている長い金髪の女性。各国諜報機関を長年煙に巻いてきた凄腕のテロリスト。泉鏡花・尾崎紅葉同様、実在の人物は男性だが、本作では女性として登場。
偽装皮膚を用いた男装姿で行動しているため諜報機関からは「未来を知る男」という渾名がつけられている。しかし実際は自分の近くで偶然起きた事件や事故に異能を使って危機を回避しているだけ、と本人は主張している。
かつてはイギリスで異能を用いた兵器の開発を行っていた科学者だった。そのためか、特異点や自身の異能力の説明では専門用語が混ざりがちになり敦を困惑させた。
タイムマシン
映写機を媒介として局所的に時間を操る異能。使えるのは1つの人・物に対し1回まで。
この能力を応用して人の記憶を過去の同一人物に送ったり、一瞬しか保持することができないエネルギーを長時間存在できるようにコントロールしたりすることが出来る。
能力名はキャラクターと同名の文豪、H・G・ウェルズの小説作品から。

ジュール・ガブリエル・ヴェルヌ
「七人の裏切り者」と呼ばれた十四年前に起きた大戦を終わらせた集団の1人。司書の様に物静かな青年。七人の裏切り者の拠点として大型洋上浮動都市「スタンダード島」を作り、二度と戦争を起こさせないために各国で秘密裏に意思疏通や交渉が出来る場所として島を維持していた。
ウェルズと共闘して島内に持ち込まれた異能兵器を排除した際、死んでしまった彼女の異能を得て、その能力を用いて「14年前の大戦を始めから無かったことにする」ことを画策・実行する。しかし繰り返し使っている中で特異点が発生、暴走したことで自身の別人格であり異能が具現化した存在「ガブ」に存在をすり替えられて死亡した。
しかし意識はガブの中に残っており、スタンダード島の地面に飲み込まれた敦の前に現れ、どのようにしてこの事態が起きたのかを話した後解決を託した。
神秘の島（）
自らが領土とした島で死んだ人間の異能を特異点以外の制限無しに全て使うことが出来る異能。
能力名はキャラクターと同名の文豪、ジュール・ヴェルヌの小説作品から。

ユゴー
ゲーテ
シェイクスピア
大戦で、欧州の国家によって戦場に投入された"超越者"と呼ばれる異能力者。

メアリー・ウォルストンクラフト
『文豪ストレイドッグス STORM BRINGER』に登場。少女のような外見の欧州の異能技師。欧州刑事警察機構の所属である人型自立高度計算機「アダム・フランケンシュタイン」を作り出した人物である。物語冒頭ではアダムに、中也の護衛を命令した。ヴェルレエヌの死亡後、調査団の技術顧問班の一人として来日する。
能力：不明

澁澤龍彦（）
声 - 中井和哉 / 演 - 村田充
通称「コレクター」。長い白髪が特徴。龍頭抗争の首謀者で太宰・中原との交戦後行方をくらましていたが、各国で報告されている「異能力者連続自殺事件」の容疑者として浮上する。
今まで自分の予想を超えた者はいないと言い放つなど性格は厭世的で傲岸不遜。
ドラコニア・ルーム
異能力者から異能力を奪い、異能に元の持ち主を襲わせる霧を発生させる。この霧が発生している時、巻き込まれた一般人の存在は一時的に消滅し、霧が無くなった後、元の位置に戻る。自身の異能力に殺された異能力者の異能力は結晶化して澁澤の元に集まる。
能力名はキャラクターと同名の作家、澁澤龍彦の銘々である「ドラゴニア」から。

綾辻行人（）
声 - 佐々木啓夫（新刊ラジオ）
武装探偵社とは別の探偵社「綾辻探偵事務所」を開いている探偵。ハンチング帽を被り、遮光眼鏡を掛けた青年。27歳。誕生日：12月23日。身長179センチメートル・体重62キログラム。血液型：O型。好きな物は読書・球体関節人形・麻雀。嫌いな物は納豆・反知性主義。
自身の異能力から「殺人探偵」という呼び名を持ち、政府から本来ならマシンガンを装備した警備部隊に囲まれた鉄格子の中で監視される「特一級危険異能者」の指定を受けているが、自身の能力を政府のために使うことと引き換えに措置が緩和されている。
性格はドSで超然とした態度で他人を煙に巻くことが多い。人形集めが趣味。
京極とは宿敵で、3ヶ月前自身の異能で死に追い込んだが、その前に京極が仕込んだ《技師》に関する事件で、京極が仕込んだ『人を悪にさせる井戸』などの京極が妖怪になる装置の存在が発覚した上、他の井戸の情報を得るために京極の形をした「憑き物」と付き合っていくこととなった。
辻村の母から危険異能力者として命を狙われていたが、囹圄島の事件で生存を保証する代わりに彼女の死を偽装した。
Another
綾辻が殺人事件を解決し、その証拠を提示することで、犯人に必ず因果を超えた死を与える異能。
綾辻の主観ではなく客観的に、絶対的真実に基づいて、真に犯人と云える対象にのみ発動するため、冤罪や濡れ衣の可能性は排除される。
能力名はキャラクターと同名の作家、綾辻行人の著書から。

京極夏彦（）
声 - 浅科准平（新刊ラジオ）
「妖術師」の異名を持つ異能力者。ぼろぼろの和服をまとった老人。自身の異能を用いて他の人間に数百件もの事件を起こさせてきた。超越した異能を持ちながら政府の言いなりとなっている綾辻にちょっかいをかけることが趣味。妖怪が大好き。
飛鳥井などの使い魔と呼ばれる自身に感化された人間が多く存在し、「人を悪にさせる井戸」の管理などをさせている。
非常に頭が良く、綾辻に殺害されることも想定の上で自身が妖怪となるため、人を悪に落とすという意味で自由にさせるという噂を流し、あちこちに自身が仕込んだ装置を準備していた。
憑き物落とし（）
「憑き物」を与えることで対象者の精神を悪い方へ変容させる。綾辻曰く「精神操作系の異能」。
能力名はキャラクターと同名の作家、京極夏彦の著作百鬼夜行シリーズの登場人物・中禅寺秋彦の職業から。

ダン・ブラウン
2013年にダン・ブラウンの著作「インフェルノ」と文豪ストレイドッグスとのコラボで登場。
インフェルノ
33分後の現生を反映した地獄（インフェルノ）の情景を記した三行韻詩を出現させ、解読すれば未来を予測できる。 ただし、 韻詩はブラウン本人が歴史や宗教学の知識をもとに解読しなければ読めない。
能力名はキャラクターと同名の作家、ダン・ブラウンの著書から。

N
演 - 久保田悠来

## 用語

### 異能力
常識では考えられない現象を起こす特殊な力。単に「異能」や「能力」とも呼ばれ、異能力を持つ者は「異能力者」や「異能者」「能力者」と呼ばれる。
国木田曰く「それをどのようにして行うか合理的に説明することはできぬ。ただそのようにしてあると云う他ない。（独歩吟客についていえば）何故手帳のページなのか、何故物理法則を無視して姿を変じるのか。理論的な説明をつけられるものは無い。」と語られている。大抵の場合異能に目覚めた何らかの契機がある。
異能力の効果は戦闘系から非戦闘系、異能生命体と呼ばれる生物を操る物まである。その中でも治癒能力や絶対的真実に基づいて発動する能力は極めて希少で、精神操作系と現実改変系の異能は異端とされ、精神操作系は最も忌み嫌われる。また異能力者の中には、自らの能力をコントロールできずに自滅したり、太宰ら「武装探偵社」のメンバーと関わりを持つ前の敦のように、自分が異能力者であること（若しくは、自身が持つ異能力の詳細）を知らないまま生活している者も少なからず存在する。
詳細は不明だが、血の繋がっている者に異能を譲渡する方法がある。しかし譲渡が不十分、または譲渡前に発動条件を新たに設定すると譲渡された側の人間は以前の所有者のように異能を操ることができない。
異能によって大量の情報が流入した時、脳が整理の為に一時的に意識を落とす事があり、唐突に気絶して倒れる事がある。
特異点
「『必ず先制攻撃する異能』を持った二人が戦う」や「『必ず相手を騙す』異能者と『必ず真実を見抜く』異能者が会話する」のような、複数の異能力が互いに干渉した結果、全く別の結果が引き起こされる現象。
同じ未来予知能力を持つ織田作とジイドが戦った際に、未来が重なって見えると言う現象と互いが互いの言葉を先取りし続け時間が無限に伸ばされたような感覚を感じるという現象が起きた。
同じまたは反対の異能でなくとも特異点は発生し、「局所的に時間を操る」能力と「熱球殻を発生させる呪符を描く」能力を組み合わせた異能兵器"殻"（シェル）はエネルギーの"ゆらぎ"を利用しヨコハマを消滅させるほどの特異点を発生させた。

### 組織・勢力
武装探偵社（ぶそうたんていしゃ）
軍や警察に頼れないような危険な依頼を専門にする探偵集団で、昼と夜の世界を取り仕切る薄暮の武装集団。その知名度は孤児院住まいだった敦が知っているほど。
社長の福沢諭吉をトップとし、調査員・事務員などで構成されており、調査員の多くが異能者である。調査員には代々裏審査である、「入社試験」が課せられており、これを経ないことには本当の社員とは認められない。
十数年前、福沢と乱歩が「天使事件」と呼ばれた事件を解決したことで出会い、 後に乱歩の超推理を生かすために、異能開業許可証を取得し設立された。
現在は「本」を用いた天人五衰の策略により「探偵社の皮を被ったテロ組織で、今までの実績も全て自分達が起こしたことを自分達で解決しているようにみせていた」という偽情報を全国に流され、逮捕された太宰・福沢以外の主要人物は指名手配を受けている。さらに「世界中すべての警察および捜査機関は、探偵社を陥れた真犯人がいる証拠を入手しても本気で検討しない」改変により、警察との協力は困難となっている。
ポートマフィア
ポート・マフィアとも。
ヨコハマの港を縄張りにするマフィア。傘下の団体企業は数十を超え、町の至る場所に根を張るとされる。
首領（ボス）の森鷗外をトップとし、幹部・構成員・専属情報員などで構成されている。幹部はそれぞれ幹部派閥を持っているが、専属情報員はどの派閥にも所属していない上に、織田作のように最下級構成員だが幹部派閥に属していない者もいる（ただし、そのような者に回ってくる仕事は、愚にもつかない無賃仕事ばかりである)。構成員の多くは隠密主義であるが、稀に梶井のように名の知れたものもいる。
三つの掟があり、首領の命令には絶対に従うこと。組織を裏切らないこと。受けた攻撃は必ずそれ以上にして返すこと。この順番はそのまま重要度の順番でもある。
黒蜥蜴（くろとかげ）
ポートマフィアの武闘派組織の中でも凶暴な実働部隊。百人長や十人長といった地位が存在し、（4年前には）百人長には20人ほどの部下がいる。
特殊部隊並みの戦闘術を持ち、しかも恐ろしく残酷だと言われる。探偵社の襲撃には失敗しているが、ポートマフィアの荷を横流しする組織を壊滅させたり、芥川の救出の際には凄まじい活躍を見せた。

内務省異能特務課（ないむしょういのうとくむか）
国内の異能者を統括し管理する非公然組織。長官は種田山頭火。
フィッツジェラルド曰く「表向きはないことになっている秘密組織」のため特務課単体での買収は不可能。しかしその上位機関たる内務省そのものを買うことによって手中に収めることができる。
その仕事は主に、国内の異能者の統括と異能犯罪の取り締まり。しかしながら、後者については少数精鋭の組織であり能力者組織と衝突すると特務課にも被害が出るため、監視するだけに留めている。そのため犬猿の仲である司法省の司法機関局の一部からは《ウォッチャー》と揶揄されている。しかし、メルヴィルやドストエフスキーの逮捕など既に崩壊した組織や、綾辻の処分など相手が単独である場合は特務課自身が動くことができる。
猟犬（りょうけん）
国内にある軍警最強の特殊部隊。隊長は福地桜痴。
国内の全部隊から最高の人材を集め結成された五人組。正式名称は「特殊制圧作戦群・甲分隊」。他の軍警職員の中では、伝説の一つとなっている。日本国内における異能者犯罪、特に、凶悪な異能犯罪者を捕らえる事に特出した部隊。
その仕事は主に、法では裁けない異能力犯罪を犯した異能犯罪者を暗殺または、捕らえること。猟犬一人一人が、異能力を所持しており、それぞれが並外れた体力・能力を持っている。人倫に悖りし、凶悪犯を捕まえる。任務に失敗すれば、「懲罰」が科せられるが、結成以降、一度も失敗したことがない。全身に異能技師による生体手術が施され、常人の数十倍以上の超身体能力を持っている。ただし、人外の手術故、一月毎の維持手術を一度でも怠れば全身が腐って死ぬ。
組合（ギルド）
北米の能力者集団。「三文小説の悪玉」と評されるほどの圧倒的過ぎる勢力であるがゆえにかえって存在自身を疑われ、都市伝説の類とも言われている組織。団長はフランシス・スコット・キー・フィッツジェラルド→ジョン・スタインベック。
団長をトップとし、職人（フェロークラフト）や従弟（アプレンティス）などと呼ばれる構成員で構成されている。団員全員が政財界や軍の要職を努めている。
外交筋から圧力を掛けることで構成員に外交官同様の権限を与え、法執行機関である警察はおろか異能特務課ですら手出しができない。
トウェイン曰く「良くも悪くもフィッツジェラルドの牽引力だけで持ってた組織」だったため、フィッツジェラルドが生死不明になった際は混乱状態に陥り、末端では略奪まで発生。そのうえ混乱に乗したドストエフスキーによって資金の4割を簒奪されてしまい壊滅状態に陥る。
新生組合（しんせいギルド）
復活したフィッツジェラルドによって設立された組織。横浜市内にある警備会社「マナセット・セキュリティ」を本拠地としている。
天人五衰（てんにんのごすい）
首領は「神威」こと福地桜痴。他に道化師ゴーゴリと魔人ドストエフスキー、天空カジノ総支配人シグマ<本名不詳>、ブラム・ストーカーの五人で構成される。その最終目的は不明だが、その過程の目標として国家の消滅を掲げている。
「本」の1頁を所有しており、最終目標である国家の消滅のために計画を4段階に分け、まず「共喰い」で探偵社に梓弓章を与える事で政府に近づけ、第2段階で「表頁」を使って探偵社を嵌め、第3段階でテロを起こし、最後は「裏頁」で計画を実現させようとしている。第3段階は密造した硬貨爆弾を天空カジノを介して世界中に流通させ無差別テロを起こすというもので、貨幣によって人を殺すことで国家信用の根幹を崩し人類史上最悪の経済恐慌を引き起こし、それにより神威が世界の軍隊の指揮官という地位（人類軍）を得て、〈大指令（ワンオーダー）〉で世界の軍隊を操ること。この途中でブラム・ストーカーと福地の異能で国家の半分を支配する必要がある。
死の家の鼠（しのいえのねずみ）
地下組織の盗賊団。頭目はフョードル・ドストエフスキー。
天空カジノ（てんくうカジノ）
大戦後に建設された高空浮遊施設。シグマが運営している。質量バランサーによる自転遠心力と浮遊瓦斯のおかげで、見た目より遥かに少ない燃料で高度維持が可能とされているが、何らかの異能で浮遊補助をしていると推測されている。国際法上いかなる国家の警察権も適用されない、いわば独立国となっている。
13年前に戦勝国による秘密会議で設立が決まったとされていたが、実際は「頁」への書き込みによって13年分の歴史と共にわずか8日前に出現したばかりである。硬貨爆弾へ起爆信号を出す次なるテロの拠点としてと、シグマに異能を使わせる「代金」としての2つが建造の目的。
七號機関（ななごうきかん）
犯罪の隠蔽と洗浄を専門とした犯罪組織。政府が創った闇の組織であり、政治犯罪の揉み消し、違法な作戦、醜聞隠しなどを行なっている。規模・構成員・指揮系統のすべてが不明で、噂では公安か内調の下部組織ではないかと云われるものの実態は不明。特務課の安吾でも4重の仲介を経てようやく代理人に逢えるというほどに謎が多い。「政府の秘密を集めて隠す」という立場上、その気になれば好きなだけ政府を脅せる危険な組織である。
超越者
詳細は不明だが、14年前の大戦で、欧州の国家が戦場に投入した異能者の内、特に強力な異能を持つ者達だと推測される。ユーゴー、ゲーテ、シェイクスピアの3人が明かされている。
七人の裏切り者
14年前、それぞれの理由から大戦を何としても終わらせるために集まった七人の異能者達のこと。
自らの持つ異能力を用いて各国首脳や軍の最高責任者、軍需産業の重役などを誘拐しては本拠地であるスタンダード島で彼らを説得・脅迫・洗脳し終戦に合意させ、大戦を終結させた。
大戦終結後は散会し、14年後である現在では亡くなったり消息不明となったりしたメンバーもいる。現時点ではヴェルヌだけ明かされている。

### その他の用語
ヨコハマ
本作の舞台となる架空の都市。「横浜」とも表記される。
モダンなビル群とノスタルジックな建物の混在する港湾都市だが、先の大戦終結より連合軍系列の各国軍閥が流入し、治外法権を振りかざして自治区を築き上げたため、戦時中とは比較にならないほど無法地帯となった。
そのため、この町の殺し屋は他の都市とは危険度の桁が違うと言われている。様々な闇組織や海外非合法資本が存在し、中でもポートマフィアが町の政治・経済のあらゆる場所に根を張るとされる。それゆえに、「魔都」と揶揄されることも多い。
町のどこかに「本」が封印されており、それを狙って「組合」などの海外の能力者組織が侵攻を始めている。
異能開業許可証（いのうかいぎょうきょかしょう）
異能特務課が発行する許可証。能力者集団が異能を扱う仕事を合法的に行う場合に必要となる。現在所持しているのは、武装探偵社とポートマフィアのみ。
「本」（ほん）
ヨコハマのどこかに封印されているという、現実を改変して書いたことが真実となる白紙の文学書。探すには敦が必要となる。ただ、書いた内容が「物語的な因果整合性」を保っていなければならないという制約があり、それ故に文章量が長くなる遠大な陰謀は簡単には実現させられない。
フィッツジェラルドは娘の死を無かったことにするため、ドストエフスキーは異能力のない世界を創るためにこれを探している。また、「天人五衰」はその1頁を所有しており、国家の消滅という目的のために使用している。
『神の目』（アイズオブゴッド）
警備会社マナセット・セキュリティが所有する人物識別システム。エクルバーグ博士がほぼ独力で開発した。
統合学習ルーチンにより不鮮明な画像からでもＩＤを特定可能で、人物識別システムが映像の外にいる対象すら精度97％で割り出せる。
特許収入は20万ドル以上。
指向性共振銃（しこうせいきょうしんじゅう）
対異能者用に造られた銃。銃弾の効かない異能者対策で、回避も防御もできない音の弾丸を放つ。音波が脳を直接揺さぶり、照射1秒で意識が、10秒で命が消える。
RDG1800
硬貨に偽装した高性能爆弾。内蔵された爆薬は少量だが強力で、爆発時に破片が飛び散り人体に重い損傷を与える。《天人五衰》の世界テロ計画の中核をなす凶悪兵器として製造された。
神刀・雨御前（しんとう・あめのごぜん）
禍々しさと神々しさを兼ね備えた、ぞっとするほど美しい青い刀。1500年前に異能を持つ刀鍛冶が鍛冶したとされ、『時空剣』の綽名を持ち、時空を省略して離れた地点に刃を届かせる権能『時空渡り』を宿す。高貴だが奇妙な剣で、渡る距離は精々十数センチメートルと実戦用ではなく、専ら神事に用いられてきた儀仗剣であったが、福地の異能で性能が100倍になった事で、十数mの空間と十数秒の時間を渡る事が可能となった。これにより未来の敗北の瞬間に「過去」を斬る事で敗北を「無かった事」に出来るため、あらゆる強敵との死闘に勝利する事ができていた。
大指令（ワンオーダー）
時計塔の従騎士が管理していると思われる、対戦が生んだ3大厄災兵器の1つ。見た目は無線機と似ているが、表面に三つ目や人間の口のようなものがある。司令官が使い部下が思い通りに動く精神支配の異能兵器だが、軍事クーデターに使われる可能性に気づいた開発国が封印、作った異能技師も自殺に見せかけて殺された。福地桜痴の手に渡ると人類軍に適用されることに気づいた探偵社は乱歩の指示の下《大指令》受け渡し阻止及びブラム・ストーカー殺害作戦の実行を試みる。
龍頭抗争
6年前に起きた黒社会での抗争事件。ある異能者の死で所有者不明となった裏金五千億円を巡り、ポートマフィアを含む関東一円の組織が血で血を洗う大規模抗争を繰り広げた。太宰、織田作、安吾が出会い、織田作が養っていた子供たちが孤児になった事件でもある。
劇場アニメでは澁澤龍彦が事件の首謀者であり、88日間でヨコハマの裏社会史上最多の死傷者を生んだとされる。

## 書誌情報

### 単行本
- 朝霧カフカ（原作） / 春河35（作画）『文豪ストレイドッグス』KADOKAWA〈角川コミックス・エース〉、既刊26巻（2025年2月4日現在）
  1. 2013年4月2日発売[書籍 2]、ISBN 978-4-04-120673-7
  2. 2013年8月1日発売[書籍 3]、ISBN 978-4-04-120835-9
  3. 2013年12月4日発売[書籍 4]、ISBN 978-4-04-120952-3
  4. 2014年4月4日発売[書籍 5]、ISBN 978-4-04-121093-2
  5. 2014年8月4日発売[書籍 6]、ISBN 978-4-04-101539-1
  6. 2014年12月4日発売[書籍 7]、ISBN 978-4-04-101540-7
  7. 2015年5月2日発売[書籍 8]、ISBN 978-4-04-102915-2
  8. 2015年9月4日発売[書籍 9]、ISBN 978-4-04-102916-9
  9. 2015年12月29日発売[書籍 10]、ISBN 978-4-04-102917-6
    - オリジナルラバーストラップ付き限定版[書籍 11]、ISBN 978-4-04-103333-3

  10. 2016年6月4日発売[書籍 12]、ISBN 978-4-04-104283-0
  11. 2016年10月4日発売[書籍 13]、ISBN 978-4-04-104286-1
  12. 2017年4月4日発売[書籍 14]、ISBN 978-4-04-104287-8
  13. 2017年8月4日発売[書籍 15]、ISBN 978-4-04-105041-5
    - オリジナルアニメＢＤ付き限定版限定版[書籍 16]、ISBN 978-4-04-105042-2

  14. 2017年12月4日発売[書籍 17]、ISBN 978-4-04-106394-1
  15. 2018年6月4日発売[書籍 18]、ISBN 978-4-04-106935-6
  16. 2018年12月4日発売[書籍 19]、ISBN 978-4-04-106936-3
  17. 2019年5月1日発売[書籍 20]、ISBN 978-4-04-108133-4
  18. 2019年12月28日発売[書籍 21]、ISBN 978-4-04-108134-1
  19. 2020年7月3日発売[書籍 22]、ISBN 978-4-04-109470-9
  20. 2020年12月4日発売[書籍 23]、ISBN 978-4-04-109471-6
  21. 2021年8月3日発売[書籍 24]、ISBN 978-4-04-111355-4
  22. 2022年3月4日発売[書籍 25]、ISBN 978-4-04-112192-4
  23. 2022年12月28日発売[書籍 26]、ISBN 978-4-04-112864-0
  24. 2023年9月4日発売[書籍 27]、ISBN 978-4-04-113910-3
  25. 2024年6月4日発売[書籍 28]、ISBN 978-4-04-115002-3
  26. 2025年2月4日発売[書籍 1]、ISBN 978-4-04-115937-8
- 朝霧カフカ（原作） / 春河35（キャラクター原案） / かないねこ（作画）『文豪ストレイドッグス わん！』KADOKAWA〈角川コミックス・エース〉、既刊13巻（2025年2月4日現在）
  1. 2016年10月4日発売[書籍 29]、ISBN 978-4-04-104806-1
  2. 2017年4月4日発売[書籍 30]、ISBN 978-4-04-105542-7
  3. 2017年9月4日発売[書籍 31]、ISBN 978-4-04-106090-2
  4. 2018年6月4日発売[書籍 32]、ISBN 978-4-04-106939-4
  5. 2019年5月1日発売[書籍 33]、ISBN 978-4-04-108127-3
  6. 2019年12月28日発売[書籍 34]、ISBN 978-4-04-108128-0
  7. 2020年12月28日発売[書籍 35]、ISBN 978-4-04-110928-1
  8. 2021年1月28日発売[書籍 36]、ISBN 978-4-04-110927-4
  9. 2022年3月4日発売[書籍 37]、ISBN 978-4-04-110927-4
  10. 2022年12月28日発売[書籍 38]、ISBN 978-4-04-112861-9
  11. 2023年9月4日発売[書籍 39]、ISBN 978-4-04-113904-2
  12. 2024年6月4日発売[書籍 40]、ISBN 978-4-04-114996-6
  13. 2025年2月4日発売[書籍 41]、ISBN 978-4-04-115795-4

- 朝霧カフカ（原作） / 春河35（キャラクター原案） / ヤングエース編集部（編）『文豪ストレイドッグス 公式アンソロジー』KADOKAWA〈角川コミックス・エース〉、既刊5巻（2023年2月3日現在）
  - 「〜麗〜」 2016年11月4日発売[書籍 42]、ISBN 978-4-04-104862-7
  - 「〜華〜」 2017年5月2日発売[書籍 43]、ISBN 978-4-04-105541-0
  - 「〜凛〜」 2018年3月10日発売[書籍 44]、ISBN 978-4-04-106708-6
  - 「〜暁〜」 2019年4月4日発売[書籍 45]、ISBN 978-4-04-108129-7
  - 「〜奏〜」 2023年2月3日発売[書籍 46]、ISBN 978-4-04-113167-1

- 文豪ストレイドッグスDA製作委員会（原作） / 銃爺（作画）『文豪ストレイドッグスDEAD APPLE』KADOKAWA〈角川コミックス・エース〉、全4巻
  1. 2018年3月10日発売[書籍 47]、ISBN 978-4-04-106554-9
  2. 2019年5月2日発売[書籍 48]、ISBN 978-4-04-107290-5
  3. 2021年3月4日発売[書籍 49]、ISBN 978-4-04-107291-2
  4. 2023年8月4日発売[書籍 50]、ISBN 978-4-04-112383-6

- 朝霧カフカ（原作） / 春河35（キャラクター原案） / 泳与（作画）『文豪ストレイドッグス外伝 綾辻行人VS.京極夏彦』KADOKAWA〈角川コミックス・エース〉、既刊2巻（2022年3月4日現在）
  1. 2018年12月4日発売[書籍 51]、ISBN 978-4-04-106940-0
  2. 2022年3月4日発売[書籍 52]、ISBN 978-4-04-112270-9

- 朝霧カフカ（原作） / 春河35（キャラクター原案） / 星河シワス（作画）『文豪ストレイドッグスBEAST』KADOKAWA〈角川コミックス・エース〉、全4巻
  1. 2020年7月3日発売[書籍 53]、ISBN 978-4-04-109448-8
  2. 2020年12月4日発売[書籍 54]、ISBN 978-4-04-109449-5
  3. 2021年8月3日発売[書籍 55]、ISBN 978-4-04-111382-0
  4. 2022年2月26日発売[書籍 56]、ISBN 978-4-04-112027-9

- 朝霧カフカ（原作） / 春河35（キャラクター原案） / 星河シワス（作画）『文豪ストレイドッグス 太宰、中也、十五歳』KADOKAWA〈角川コミックス・エース〉、全4巻
  1. 2023年2月3日発売[書籍 57]、ISBN 978-4-04-112027-9
  2. 2023年8月4日発売[書籍 58]、ISBN 978-4-04-113918-9
  3. 2024年3月4日発売[書籍 59]、ISBN 978-4-04-114545-6
  4. 2024年10月4日発売[書籍 60]、ISBN 978-4-04-115595-0

### 小説
- 朝霧カフカ（著） / 春河35（絵）『文豪ストレイドッグス』KADOKAWA〈角川ビーンズ文庫〉、既刊8巻（2023年12月28日現在）
  1. 「太宰治の入社試験」2014年4月1日初版発行（同日発売[書籍 61]）、ISBN 978-4-04-101312-0
  2. 「太宰治と黒の時代」2014年8月1日初版発行（同日発売[書籍 62]）、ISBN 978-4-04-101713-5
  3. 「探偵社設立秘話」2015年5月1日初版発行（同日発売[書籍 63]）、ISBN 978-4-04-102332-7
  4. 「55Minutes」2016年10月1日初版発行（同日発売[書籍 64]）、ISBN 978-4-04-104049-2
  5. 「BEAST」[注釈 14]2019年4月1日初版発行（同日発売[書籍 65]）、ISBN 978-4-04-107570-8
  6. 「太宰、中也、十五歳」[注釈 14]2019年8月1日初版発行（同日発売[書籍 66]）、ISBN 978-4-04-107879-2
  7. 「STORM BRINGER」2021年2月27日発売[書籍 67]、ISBN 978-4-04-108517-2
  8. 「太宰を拾った日」[注釈 14]2023年12月28日発売[書籍 68]）、ISBN 978-4-04-114491-6

- 朝霧カフカ（著） / 春河35（絵）『文豪ストレイドッグス外伝 綾辻行人VS.京極夏彦』KADOKAWA、2016年1月30日発売[書籍 69]、ISBN 978-4-04-103730-0
  - KADOKAWA〈角川文庫〉、2019年1月24日発売[書籍 70]、ISBN 978-4-04-106908-0
- 岩畑ヒロ（著） / 文豪ストレイドッグスDA製作委員会（作） / 銃爺（絵） 『文豪ストレイドッグス DEAD APPLE』 KADOKAWA〈角川ビーンズ文庫〉、2018年3月10日初版発行（同日発売[書籍 71]）、ISBN 978-4-04-106535-8
- 香坂茉里（著） / 文豪ストレイドッグス製作委員会（作） / oda（絵）『アニメ 文豪ストレイドッグス 小説版』KADOKAWA〈角川つばさ文庫〉、2019年3月15日発売[書籍 72]、ISBN 978-4-04-631882-4

### 画集
- 『文豪ストレイドッグス 楽描手帖』2016年11月4日発売[書籍 73]、ISBN 978-4-04-104860-3

### TVアニメ関連書籍
- 『文豪ストレイドッグス 公式ガイドブック 開化録』2016年9月17日発売[書籍 74]、ISBN 978-4-04-104870-2
- 『文豪ストレイドッグス 公式ガイドブック 深化録』2017年4月4日発売[書籍 75]、ISBN 978-4-04-105298-3
- 『文豪ストレイドッグス 公式ガイドブック 煙霧録』2018年4月3日発売[書籍 76]、ISBN 978-4-04-106695-9
- 『文豪ストレイドッグス 公式国語便覧』2016年12月21日発売[書籍 77]、ISBN 978-4-04-601772-7

### 舞台関連書籍
- 『舞台 文豪ストレイドッグス SCENARIO AND INTERVIEW BOOK』2019年6月1日初版発行（同日発売[書籍 78]）、ISBN 978-4-04-108269-0
- 『舞台 文豪ストレイドッグス 黒の時代 SCENARIO AND INTERVIEW BOOK』2019年7月1日初版発行（同日発売[書籍 79]）、ISBN 978-4-04-108270-6

## コラボレーション

### 作家キャラクター化
『ヤングエース』2013年9月号に、本作品の特別企画として小説家綾辻行人をキャラクター化したイラストが掲載された。能力は相手を偶然不運な死に陥れるというもので、能力名は綾辻の作品に因んだ「Another」。
単行本3巻発売時には京極夏彦がキャラクター化され、POPなどとなり全国の書店に提出されている。能力は相手に憑物を落とし、落ちた憑物に応じて精神を病ませるもので、能力名は京極の作品シリーズの『百鬼夜行シリーズ』の登場人物・中禅寺秋彦の職業に因んだ「憑物落とし」。キャラクター化された綾辻と対決する漫画も公開された。
コラボレーション企画第3弾として、ダン・ブラウンがキャラクター化された。能力は無意識に詠まれる三行韻詩の解読により、33分後の未来を予測可能となる「インフェルノ」。

### ゲーム
乙女パズルゲーム『ラヴヘブン』と2014年にコラボレーションイベントの開催が発表され、2014年9月10日メンテナンス終了後 - 2014年10月22日 メンテナンス入り前の期間中に『文豪ストレイドッグス』のキャラクターが『ラヴヘブン』に登場する。コラボレーションイベントをクリアすると、イベント限定キャラクター「中島敦」「宮沢賢治」が入手でき、「太宰治」「国木田独歩」「江戸川乱歩」がコラボ限定召喚キャラクターとして登場する。
2016年4月には『ラヴヘブン』とテレビアニメ版『文豪ストレイドッグス』のコラボレーションイベントが開催。2016年6月27日から7月21日にかけては『ラヴヘブン』とテレビアニメ版『文豪ストレイドッグス』のコラボレーション第2弾が開催。
2016年10月に【18】(エイティーン)キミト ツナガル パズルと｢文豪ストレイドッグス｣とのコラボが決定した。
2017年1月に「夢色キャスト」とのコラボがニコニコ生放送にて発表された。

### 企画展
このほか10カ所以上の文学館で、関連した企画展が開催されている（神奈川近代文学館、与謝野晶子記念館、谷崎潤一郎記念館、さいたま文学館、高知県立文学館、新宿区立漱石山房記念館など）。

### ブックカバー
2016年3月より角川文庫とテレビアニメ版『文豪ストレイドッグス』のコラボレーションで、作中に登場するキャラクターが、そのモデルとなった文豪が書いた小説のカバーに登場し、2019年4月中旬までに16作がラインナップ。『文豪ストレイドッグス外伝 綾辻行人VS.京極夏彦』コミカライズを担当した泳与によるコラボカバーの江戸川乱歩作品２作も2019年2月・3月に登場。

## テレビアニメ

### 本編
2015年8月にアニメ化が発表され、TOKYO MXほかにて第1シーズンが2016年4月から6月まで、第2シーズンが同年10月から12月まで放送された。第2シーズンからは放送局にWOWOWプライムが追加され、それに先駆け9月には第12話までを一挙に放送。第14話以降は「アニメプレミア」枠で他局よりも約1週間先行放送された。また、第2シーズンの第13話から第16話までは小説『太宰治と黒の時代』を映像化した「黒の時代」編が放送された。第3シーズンは2018年7月21日に行われた劇場アニメの凱旋上映会内にて制作が発表され、2019年4月から6月まで放送された。劇場版の入場者特典である小説「太宰、中也、十五歳」を映像化した「十五歳」編からの放送となる。2021年11月開催のイベントでは第4シーズンの製作が発表され、2023年1月から3月まで放送された。第5シーズンは2023年3月に制作が発表され、同年7月から9月まで放送された。
関連メディアとして、後述の劇場版のほか、2017年8月に、原作単行本13巻限定版付属のOVAとして、第25話「独り歩む」が映像化された。

#### 制作
アニメ化の企画は、原作第1巻が発売された辺りから動き始めた。本作品のプロデューサーを務める倉兼千晶の隣の席の社員に、『ヤングエース』の担当者から「文豪ストレイドッグス」が持ち込まれたことから企画が始まった。当時男性向けライトノベルなどのアニメ化を担当していた倉兼が、『文豪ストレイドッグス』のような作品も担当してみたいと言い続けていたことで担当することとなった。制作会社については、「異能力バトルならボンズ！」ということからボンズに打診された。

#### スタッフ
|                               | 第1シーズン                     | 第2シーズン                     | 第3シーズン                          | 第4シーズン                     | 第5シーズン                     |
| ----------------------------- | ------------------------------- | ------------------------------- | ------------------------------------ | ------------------------------- | ------------------------------- |
| 原作                          | 朝霧カフカ・春河35              | 朝霧カフカ・春河35              | 朝霧カフカ・春河35                   | 朝霧カフカ・春河35              | 朝霧カフカ・春河35              |
| 監督                          | 五十嵐卓哉                      | 五十嵐卓哉                      | 五十嵐卓哉                           | 五十嵐卓哉                      | 五十嵐卓哉                      |
| シリーズ構成・脚本            | 榎戸洋司                        | 榎戸洋司                        | 榎戸洋司                             | 榎戸洋司                        | 榎戸洋司                        |
| キャラクターデザイン          | 新井伸浩                        | 新井伸浩                        | 新井伸浩                             | 新井伸浩                        | 新井伸浩                        |
| メカニックデザイン            | 片貝文洋                        | 片貝文洋                        | 片貝文洋                             | 片貝文洋                        |                                 |
| プロップデザイン              | ヒラタリョウ                    | ヒラタリョウ                    | ヒラタリョウ                         | 片貝文洋                        | 片貝文洋                        |
| 総作画監督                    | 新井伸浩                        | 新井伸浩                        | 新井伸浩                             | 新井伸浩                        | 新井伸浩                        |
| 総作画監督                    | 菅野宏紀                        | 菅野宏紀                        | 菅野宏紀                             | -                               | -                               |
| 美術監督                      | 近藤由美子                      | 近藤由美子                      | 近藤由美子                           | 近藤由美子                      | 近藤由美子                      |
| 色彩設計                      | 後藤ゆかり                      | 後藤ゆかり                      | 後藤ゆかり                           | 後藤ゆかり                      | 後藤ゆかり                      |
| 撮影監督                      | 神林剛                          | 神林剛                          | 神林剛                               | 神林剛                          | 神林剛                          |
| 3DCGディレクター 3DCG監督     | 太田光希                        | 太田光希                        | 安東容太                             | 安東容太                        | 安東容太                        |
| 3DCGディレクター 3DCG監督     | 太田光希                        | 太田光希                        | -                                    | 小栗裕樹                        | 小栗裕樹                        |
| 編集                          | 西山茂                          | 西山茂                          | 西山茂                               | 西山茂                          | 西山茂                          |
| 音響監督                      | 若林和弘                        | 若林和弘                        | 若林和弘                             | 若林和弘                        | 若林和弘                        |
| 音楽                          | 岩崎琢                          | 岩崎琢                          | 岩崎琢                               | 岩崎琢                          | 岩崎琢                          |
| 音楽制作                      | ランティス                      | ランティス                      | ランティス                           | ランティス                      | ランティス                      |
| 音響制作                      | グロービジョン                  | グロービジョン                  | グロービジョン                       | グロービジョン                  | グロービジョン                  |
| 音楽プロデューサー            | 吉江輝成                        | 吉江輝成                        | 吉江輝成                             | 吉江輝成                        | 吉江輝成                        |
| 音楽プロデューサー            | -                               | -                               | -                                    | 重松暖                          | 重松暖                          |
| プロデューサー                | 倉兼千晶                        | 倉兼千晶                        | 倉兼千晶                             | 倉兼千晶                        | 倉兼千晶                        |
| プロデューサー                | 田村淳一郎                      | 田村淳一郎                      | 田村淳一郎                           | 鈴木麻里                        | 鈴木麻里                        |
| アニメーション プロデューサー | 鈴木麻里                        | 鈴木麻里                        | 鈴木麻里                             | -                               | -                               |
| ライン プロデューサー         | -                               | -                               | -                                    | 竹本順仁                        | 竹本順仁                        |
| アニメーション制作            | ボンズ                          | ボンズ                          | ボンズ                               | ボンズ                          | ボンズ                          |
| 製作                          | 文豪ストレイドッグス 製作委員会 | 文豪ストレイドッグス 製作委員会 | 2019 文豪ストレイドッグス 製作委員会 | 文豪ストレイドッグス 製作委員会 | 文豪ストレイドッグス 製作委員会 |

#### 主題歌
「TRASH CANDY」
第1シーズンオープニングテーマ。作詞は谷山紀章、作曲・編曲は飯塚昌明、歌はGRANRODEO。
「Reason Living」
第2シーズンオープニングテーマ。作詞は松井洋平、作曲・編曲は太田雅友、歌はSCREEN mode。
「セツナの愛」
第3シーズンオープニングテーマ。作詞は谷山紀章、作曲・編曲は飯塚昌明、歌はGRANRODEO。
「TRUE STORY」
第4シーズンオープニングテーマ。歌はSCREEN mode。
「鉄の檻」
第5シーズンオープニングテーマ。作詞は谷山紀章、作曲・編曲は飯塚昌明、歌はGRANRODEO。
「名前を呼ぶよ」
第1シーズンおよび第2シーズン最終回エンディングテーマ。作詞・作曲はPON、編曲・歌はラックライフ。
「風が吹く街」
第2シーズンエンディングテーマ。作詞・作曲はPON、編曲・歌はラックライフ。
「Lily」
第3シーズンエンディングテーマ。作詞・作曲はPON、編曲は本間昭光、ラックライフ、歌はラックライフ。
「しるし」
第4シーズンエンディングテーマ。作詞・作曲はPON、編曲・歌はラックライフ。
「軌跡」
第5シーズンエンディングテーマ。作詞・作曲はPON、編曲・歌はラックライフ。
「WRIGHT LEFT」
第37話挿入歌。作詞は松井洋平、作曲・編曲は太田雅友、歌はSCREEN mode。

#### 各話リスト
| 話数             | サブタイトル                                                   | 絵コンテ            | 演出                                | 作画監督 | 初放送日       |             |             |             |             |             |             |             |             |             |             |             |             |             |             |             |             |             |             |             |
| 第1シーズン      | 第1シーズン                                                    | 第1シーズン         | 第1シーズン                         | 第1シーズン | 第1シーズン    | 第1シーズン | 第1シーズン | 第1シーズン | 第1シーズン | 第1シーズン | 第1シーズン | 第1シーズン | 第1シーズン | 第1シーズン | 第1シーズン | 第1シーズン | 第1シーズン | 第1シーズン | 第1シーズン | 第1シーズン | 第1シーズン | 第1シーズン | 第1シーズン | 第1シーズン |
| ---------------- | -------------------------------------------------------------- | ------------------- | ----------------------------------- | --- | -------------- | ----------- | ----------- | ----------- | ----------- | ----------- | ----------- | ----------- | ----------- | ----------- | ----------- | ----------- | ----------- | ----------- | ----------- | ----------- | ----------- | ----------- | ----------- | ----------- |
| 第一話           | 人生万事塞翁が虎                                               | 五十嵐卓哉          | 五十嵐卓哉                          | 菅野宏紀 | 2016年 4月7日  |             |             |             |             |             |             |             |             |             |             |             |             |             |             |             |             |             |             |             |
| 第二話           | 或る爆弾                                                       | 五十嵐卓哉          | 佐藤育郎                            | 徳岡紘平 | 4月14日        |             |             |             |             |             |             |             |             |             |             |             |             |             |             |             |             |             |             |             |
| 第三話           | ヨコハマ ギャングスタア パラダヰス                             | 吉田泰三            | 米田和弘                            | 西島翔平 塚本知代美 | 4月21日        |             |             |             |             |             |             |             |             |             |             |             |             |             |             |             |             |             |             |             |
| 第四話           | 運命論者の悲み                                                 | 福田道生            | 山岸大悟                            | 石野聡 | 4月28日        |             |             |             |             |             |             |             |             |             |             |             |             |             |             |             |             |             |             |             |
| 第五話           | Murder on D Street                                             | 池添隆博            | 池下博紀                            | 下條祐未 | 5月5日         |             |             |             |             |             |             |             |             |             |             |             |             |             |             |             |             |             |             |             |
| 第六話           | 蒼の使徒                                                       | 五十嵐卓哉          | 浅井義之                            | 服部聰志 | 5月12日        |             |             |             |             |             |             |             |             |             |             |             |             |             |             |             |             |             |             |             |
| 第七話           | 理想という病を愛す                                             | 五十嵐卓哉          | 佐藤育郎                            | 徳岡紘平 | 5月19日        |             |             |             |             |             |             |             |             |             |             |             |             |             |             |             |             |             |             |             |
| 第八話           | 人を殺して死ねよとて                                           | 池添隆博            | 米田和弘                            | 西島翔平 菅野宏紀 塚本知代美                                                                                               | 5月26日        |             |             |             |             |             |             |             |             |             |             |             |             |             |             |             |             |             |             |             |
| 第九話           | うつくしき人は寂として石像の如く                               | 吉田泰三            | 池下博紀                            | 下條祐未 | 6月2日         |             |             |             |             |             |             |             |             |             |             |             |             |             |             |             |             |             |             |             |
| 第十話           | 羅生門と虎                                                     | 池添隆博            | 山岸大悟                            | 石野聡 | 6月9日         |             |             |             |             |             |             |             |             |             |             |             |             |             |             |             |             |             |             |             |
| 第十一話         | 其の一 彼女には向かない職業其の二 有頂天探偵社                 | 吉田泰三            | 森川さやか                          | 菅野宏紀 | 6月16日        |             |             |             |             |             |             |             |             |             |             |             |             |             |             |             |             |             |             |             |
| 第十二話         | たえまなく過去へ押し戻されながら                               | 池添隆博            | 佐藤育郎                            | 徳岡紘平 | 6月23日        |             |             |             |             |             |             |             |             |             |             |             |             |             |             |             |             |             |             |             |
| 「黒の時代」編   |                                                                |                     |                                     | |                |             |             |             |             |             |             |             |             |             |             |             |             |             |             |             |             |             |             |             |
| 第十三話         | 黒の時代                                                       | 五十嵐卓哉          | 浅井義之                            | 服部聰志 | 10月6日        |             |             |             |             |             |             |             |             |             |             |             |             |             |             |             |             |             |             |             |
| 第十四話         | 戻れない場所                                                   | 五十嵐卓哉          | 池下博紀                            | 下條祐未 | 10月7日        |             |             |             |             |             |             |             |             |             |             |             |             |             |             |             |             |             |             |             |
| 第十五話         | いつか海の見える部屋で                                         | 五十嵐卓哉          | 佐藤育郎                            | 菅野宏紀 | 10月14日       |             |             |             |             |             |             |             |             |             |             |             |             |             |             |             |             |             |             |             |
| 第十六話         | 文豪ストレイドッグ                                             | 五十嵐卓哉          | 浅井義之                            | 服部聡志 徳岡紘平 | 10月21日       |             |             |             |             |             |             |             |             |             |             |             |             |             |             |             |             |             |             |             |
| 第2シーズン      |                                                                |                     |                                     | |                |             |             |             |             |             |             |             |             |             |             |             |             |             |             |             |             |             |             |             |
| 第十七話         | 三社鼎立                                                       | 山本秀世            | 森川さやか                          | 伊藤嘉之 出雲誉明 | 10月28日       |             |             |             |             |             |             |             |             |             |             |             |             |             |             |             |             |             |             |             |
| 第十八話         | The strategy of conflict                                       | 吉田泰三            | 矢野孝典                            | 菅野宏紀 服部聡志 荻野美希                                                                                                 | 11月4日        |             |             |             |             |             |             |             |             |             |             |             |             |             |             |             |             |             |             |             |
| 第十九話         | ウィル・オブ・タイクーン                                       | 浅井義之            | 佐藤育郎                            | 徳岡紘平 | 11月11日       |             |             |             |             |             |             |             |             |             |             |             |             |             |             |             |             |             |             |             |
| 第二十話         | 頭は間違うことがあっても                                       | 内海紘子            | 森川さやか                          | 服部聡志 荻野美希 宗崎暢芳                                                                                                 | 11月18日       |             |             |             |             |             |             |             |             |             |             |             |             |             |             |             |             |             |             |             |
| 第二十一話       | 双つの黒                                                       | 吉田泰三            | 矢野孝典                            | 菅野宏紀 飯山菜保子 鈴木勇                                                                                                 | 11月25日       |             |             |             |             |             |             |             |             |             |             |             |             |             |             |             |             |             |             |             |
| 第二十二話       | 其の一『ポオと乱歩』其の二『天（あま）の海をゆく白鯨のありて』 | 福田道生            | 安齋剛文                            | 長谷部敦志 出雲誉明 宗崎暢芳 齊藤恵 ひのたかふみ                                                                           | 12月2日        |             |             |             |             |             |             |             |             |             |             |             |             |             |             |             |             |             |             |             |
| 第二十三話       | 羅生門と虎と最後の大君                                         | 福田道生            | 佐藤育郎                            | 徳岡紘平 荻野美希 服部聡志                                                                                                 | 12月9日        |             |             |             |             |             |             |             |             |             |             |             |             |             |             |             |             |             |             |             |
| 第二十四話       | 若し今日この荷物を降ろして善いのなら                           | 五十嵐卓哉          | 五十嵐卓哉                          | 菅野宏紀 飯山菜保子 宗崎暢芳 出雲誉明 鈴木勇 徳岡紘平 新井伸浩                                                             | 12月16日       |             |             |             |             |             |             |             |             |             |             |             |             |             |             |             |             |             |             |             |
| 第二十五話 (OVA) | 独り歩む                                                       | 内海紘子            | 佐藤育郎                            | 徳岡紘平 服部聰志 | -              |             |             |             |             |             |             |             |             |             |             |             |             |             |             |             |             |             |             |             |
| 「十五歳」編     |                                                                |                     |                                     | |                |             |             |             |             |             |             |             |             |             |             |             |             |             |             |             |             |             |             |             |
| 第二十六話       | 太宰、中也、十五歳                                             | 五十嵐卓哉          | 佐藤育郎                            | 徳岡紘平 服部聰志 | 2019年 4月12日 |             |             |             |             |             |             |             |             |             |             |             |             |             |             |             |             |             |             |             |
| 第二十七話       | 荒神は今                                                       | 五十嵐卓哉          | 蓮井隆弘                            | 萩野美希 細川修平 | 4月19日        |             |             |             |             |             |             |             |             |             |             |             |             |             |             |             |             |             |             |             |
| 第二十八話       | ダイヤはダイヤでしか                                           | 五十嵐卓哉          | 佐藤育郎                            | 徳岡紘平 服部聰志 菅野宏紀                                                                                                 | 4月26日        |             |             |             |             |             |             |             |             |             |             |             |             |             |             |             |             |             |             |             |
| 第3シーズン      |                                                                |                     |                                     | |                |             |             |             |             |             |             |             |             |             |             |             |             |             |             |             |             |             |             |             |
| 第二十九話       | 咎与うるは神の業                                               | 福田道生            | 千葉大輔                            | 荻野美希 細川修平 | 5月3日         |             |             |             |             |             |             |             |             |             |             |             |             |             |             |             |             |             |             |             |
| 第三十話         | Slap the Stick ＆ Addict                                       | 蓮井隆弘            | 蓮井隆弘                            | 荒木弥緒 アミサキリョウコ 小田真弓 武佐友紀子                                                                              | 5月10日        |             |             |             |             |             |             |             |             |             |             |             |             |             |             |             |             |             |             |             |
| 第三十一話       | 其の一『ヘルリス！』其の二『父の肖像』                         | 浅井義之            | 浅井義之                            | 徳岡紘平 服部聰志 菅野宏紀                                                                                                 | 5月17日        |             |             |             |             |             |             |             |             |             |             |             |             |             |             |             |             |             |             |             |
| 第三十二話       | フィッツジェラルド・ライジング                                 | 福田道生            | 佐藤育郎                            | 細川修平 荻野美希 武佐友紀子 荒木弥緒                                                                                      | 5月24日        |             |             |             |             |             |             |             |             |             |             |             |             |             |             |             |             |             |             |             |
| 第三十三話       | 仮面ノ暗殺者                                                   | 浅井義之            | 千葉大輔                            | 阿部愛由美 | 5月31日        |             |             |             |             |             |             |             |             |             |             |             |             |             |             |             |             |             |             |             |
| 第三十四話       | 共喰い（其の一）                                               | 吉田泰三            | 矢野孝典                            | 徳岡紘平 飯山菜保子 荻野美希 細川修平 荒木弥緒                                                                             | 6月7日         |             |             |             |             |             |             |             |             |             |             |             |             |             |             |             |             |             |             |             |
| 第三十五話       | 共喰い（其の二）                                               | 蓮井隆弘            | 蓮井隆弘                            | 阿部愛由美 菅野宏紀 古賀美裕紀 徳岡紘平 高野恵子 小田真弓 服部聰志                                                         | 6月14日        |             |             |             |             |             |             |             |             |             |             |             |             |             |             |             |             |             |             |             |
| 第三十六話       | 共喰い（其の三）                                               | 浅井義之            | 佐藤育郎                            | 阿部愛由美 荒木弥緒 飯山菜保子 荻野美希 細川修平 武佐友紀子                                                                | 6月21日        |             |             |             |             |             |             |             |             |             |             |             |             |             |             |             |             |             |             |             |
| 第三十七話       | 回向（ECHO）                                                   | 五十嵐卓哉          | 五十嵐卓哉                          | 徳岡紘平 服部聰志 荻野美希 細川修平 荒木弥緒 飯山菜保子 古賀美裕紀 阿部愛由美 菅野宏紀 新井伸浩                            | 6月28日        |             |             |             |             |             |             |             |             |             |             |             |             |             |             |             |             |             |             |             |
| 第4シーズン      |                                                                |                     |                                     | |                |             |             |             |             |             |             |             |             |             |             |             |             |             |             |             |             |             |             |             |
| 第三十八話       | 孤剣士と名探偵                                                 | 五十嵐卓哉          | 山本貴之                            | 荒木弥緒 徳岡紘平 | 2023年 1月4日  |             |             |             |             |             |             |             |             |             |             |             |             |             |             |             |             |             |             |             |
| 第三十九話       | 晝は夢、夜ぞ現                                                 | 五十嵐卓哉          | 大橋明代                            | 菅野宏紀 細川修平 | 1月11日        |             |             |             |             |             |             |             |             |             |             |             |             |             |             |             |             |             |             |             |
| 第四十話         | 探偵社設立秘話                                                 | 五十嵐卓哉          | 森川さやか                          | 荒木弥緒 徳岡紘平 細川修平 小田真弓                                                                                        | 1月18日        |             |             |             |             |             |             |             |             |             |             |             |             |             |             |             |             |             |             |             |
| 第四十一話       | 完璧な殺人と殺人者（其の一）                                   | 浅井義之            | 髙田昌豊                            | 服部聰志 下條祐未 菅野宏紀                                                                                                 | 1月25日        |             |             |             |             |             |             |             |             |             |             |             |             |             |             |             |             |             |             |             |
| 第四十二話       | 完璧な殺人と殺人者（其の二）                                   | 吉田泰三            | 矢野孝典                            | 飯山菜保子 網サキ涼子 細川修平                                                                                             | 2月1日         |             |             |             |             |             |             |             |             |             |             |             |             |             |             |             |             |             |             |             |
| 第四十三話       | 悲劇なる日曜日                                                 | 浅井義之            | 山本貴之                            | 荒木弥緒 徳岡紘平 | 2月8日         |             |             |             |             |             |             |             |             |             |             |             |             |             |             |             |             |             |             |             |
| 第四十四話       | DOGS HUNT DOGS                                                 | 浅井義之            | 森公太                              | 阿部愛由美 菅野宏紀 | 2月15日        |             |             |             |             |             |             |             |             |             |             |             |             |             |             |             |             |             |             |             |
| 第四十五話       | 君も罪の子、我も罪の子                                         | 原博                | 大橋明代                            | 服部聰志 細川修平 | 2月22日        |             |             |             |             |             |             |             |             |             |             |             |             |             |             |             |             |             |             |             |
| 第四十六話       | 蝶を夢む                                                       | タムラコータロー    | 森川さやか                          | 飯山菜保子 下條祐未 菅野宏紀 阿部愛由美 服部聰志                                                                           | 3月1日         |             |             |             |             |             |             |             |             |             |             |             |             |             |             |             |             |             |             |             |
| 第四十七話       | 翅無き身の悲しきかな                                           | 吉田泰三            | 矢野孝典                            | 細川修平 荻野美希 網サキ涼子 荒木弥緒                                                                                      | 3月8日         |             |             |             |             |             |             |             |             |             |             |             |             |             |             |             |             |             |             |             |
| 第四十八話       | 脱獄記                                                         | タムラコータロー    | 髙田昌豊                            | 伊藤嘉之 徳岡紘平 永野裕大                                                                                                 | 3月15日        |             |             |             |             |             |             |             |             |             |             |             |             |             |             |             |             |             |             |             |
| 第四十九話       | 文豪ハウンドドッグス                                           | 堀元宣              | 山本貴之                            | 阿部愛由美 服部聰志 菅野宏紀 細川修平                                                                                      | 3月22日        |             |             |             |             |             |             |             |             |             |             |             |             |             |             |             |             |             |             |             |
| 第五十話         | SKYFALL                                                        | タムラコータロー    | 矢野孝典 蓮井隆弘                   | 荒木弥緒 下條祐未 飯山菜保子 細川修平                                                                                      | 3月29日        |             |             |             |             |             |             |             |             |             |             |             |             |             |             |             |             |             |             |             |
| 第5シーズン      |                                                                |                     |                                     | |                |             |             |             |             |             |             |             |             |             |             |             |             |             |             |             |             |             |             |             |
| 第五十一話       | 最強の男                                                       | 吉田泰三            | 伊藤慎之助                          | 伊藤嘉之 阿部愛由美 永野裕大                                                                                               | 7月12日        |             |             |             |             |             |             |             |             |             |             |             |             |             |             |             |             |             |             |             |
| 第五十二話       | 凡テノ答ヘ                                                     | 五十嵐卓哉 髙田昌豊 | 大橋明代                            | 飯山菜保子 菅野宏紀 下條祐未                                                                                               | 7月19日        |             |             |             |             |             |             |             |             |             |             |             |             |             |             |             |             |             |             |             |
| 第五十三話       | HERO VS. CRIMINAL                                              | 伊藤慎之助          | 伊藤慎之助                          | 荒木弥緒 阿部愛由美 伊藤嘉之                                                                                               | 7月26日        |             |             |             |             |             |             |             |             |             |             |             |             |             |             |             |             |             |             |             |
| 第五十四話       | HERO WAR, GANG WAR.                                            | 蓮井隆弘            | 永富浩司                            | 久保奈都美 工藤糸織 諸葛子敬 周昊 中尾彩香 宇佐美翔平 藤川良子                                                             | 8月2日         |             |             |             |             |             |             |             |             |             |             |             |             |             |             |             |             |             |             |             |
| 第五十五話       | 空ノ港ニテ（其の一）                                           | 吉田泰三            | 山本貴之                            | 飯山菜保子 阿部愛由美 菅野宏紀 永野裕大                                                                                    | 8月9日         |             |             |             |             |             |             |             |             |             |             |             |             |             |             |             |             |             |             |             |
| 第五十六話       | 空ノ港ニテ（其の二）                                           | 鴨居知世            | 矢野孝典                            | 荒木弥緒 長谷部敦志 伊藤嘉之                                                                                               | 8月16日        |             |             |             |             |             |             |             |             |             |             |             |             |             |             |             |             |             |             |             |
| 第五十七話       | 空ノ港ニテ（其の三）                                           | 博多正寿            | 伊藤慎之助                          | 阿部愛由美 菅野宏紀 下條祐未 村井孝司 小平佳幸 小森高博                                                                    | 8月23日        |             |             |             |             |             |             |             |             |             |             |             |             |             |             |             |             |             |             |             |
| 第五十八話       | 人外魔境（其の一）                                             | 森公太              | 森公太                              | 伊藤嘉之 飯山菜保子 永野裕大 網サキ涼子 加藤美穂 長谷部敦志 川上暢彦 山口杏奈                                              | 8月30日        |             |             |             |             |             |             |             |             |             |             |             |             |             |             |             |             |             |             |             |
| 第五十九話       | 人外魔境（其の二）                                             | 大橋明代            | 山本貴之                            | 伊藤嘉之 永野裕大 阿部愛由美 荒木弥緒 菅野宏紀 飯山菜保子 長谷部敦志 小森高博                                              | 9月6日         |             |             |             |             |             |             |             |             |             |             |             |             |             |             |             |             |             |             |             |
| 第六十話         | 人外魔境（其の三）                                             | 鴨居知世            | 矢野孝典 鴨居知世                   | 菅野宏紀 阿部愛由美 長谷部敦志 川上暢彦 荒木弥緒 森島範子 下條祐未 永野裕大 小森高博 徳岡紘平 新井伸浩 飯山菜保子 吉田功介 | 9月13日        |             |             |             |             |             |             |             |             |             |             |             |             |             |             |             |             |             |             |             |
| 第六十一話       | 黄昏のさようなら                                               | 浅井義之 五十嵐卓哉 | 山本貴之 永富浩司 伊藤慎之助 森公太 | 荒木弥緒 飯山菜保子 永野裕大 網サキ涼子 菅野宏紀 下條祐未 阿部愛由美 徳岡紘平 新井伸浩                                     | 9月20日        |             |             |             |             |             |             |             |             |             |             |             |             |             |             |             |             |             |             |             |

#### 放送局
| 放送期間               | 放送時間                     | 放送局       | 対象地域 | 備考                 |
| ---------------------- | ---------------------------- | ------------ | -------- | -------------------- |
| 2016年4月7日 - 6月23日 | 木曜 1:05 - 1:35（水曜深夜） | TOKYO MX     | 東京都   |                      |
|                        | 木曜 1:30 - 2:00（水曜深夜） | サンテレビ   | 兵庫県   |                      |
|                        | 木曜 2:35 - 3:05（水曜深夜） | TVQ九州放送  | 福岡県   |                      |
| 2016年4月8日 - 6月24日 | 金曜 1:00 - 1:30（木曜深夜） | 千葉テレビ   | 千葉県   |                      |
|                        |                              | テレビ神奈川 | 神奈川県 |                      |
|                        | 金曜 1:05 - 1:35（木曜深夜） | テレビ埼玉   | 埼玉県   |                      |
|                        | 金曜 1:45 - 2:15（木曜深夜） | 岐阜放送     | 岐阜県   |                      |
|                        | 金曜 2:20 - 2:50（木曜深夜） | 三重テレビ   | 三重県   |                      |
|                        | 金曜 23:30 - 土曜 0:00       | BS11         | 日本全域 | BS放送 /『ANIME+』枠 |

| 配信開始日    | 配信時間           | 配信サイト |
| ------------- | ------------------ | --- |
| 2016年4月9日  | 土曜 12:00 更新    | dアニメストア |
| 2016年4月15日 | 金曜 23:00 - 23:30 | ニコニコ生放送 |
|               | 金曜 23:30 更新    | ニコニコチャンネル |
| 2016年4月16日 | 土曜 12:00 更新    | 楽天SHOWTIME |
|               | 更新時間不明       | GYAO!ストア DMM.com バンダイチャンネル U-NEXT ひかりTV J:COMオンデマンド ビデオパス ビデオマーケット HAPPY!動画 ムービーフルPlus |
| 2016年4月20日 |                    | PlayStation Store |

| 放送期間                               | 放送時間                                        | 放送局        | 対象地域 | 備考                                                                   |
| -------------------------------------- | ----------------------------------------------- | ------------- | -------- | ---------------------------------------------------------------------- |
| 2016年10月6日 2016年10月7日 - 12月16日 | 木曜 1:05 - 1:35（水曜深夜） 金曜 22:30 - 23:00 | WOWOWプライム | 日本全域 | 製作参加/BS/CS放送 / 第13話は無料放送 第14話以降は『アニメプレミア』枠 |
| 2016年10月6日 - 12月22日               | 木曜 1:05 - 1:35（水曜深夜）                    | TOKYO MX      | 東京都   |                                                                        |
|                                        | 木曜 1:30 - 2:00（水曜深夜）                    | サンテレビ    | 兵庫県   |                                                                        |
|                                        | 木曜 2:35 - 3:05（水曜深夜）                    | TVQ九州放送   | 福岡県   |                                                                        |
| 2016年10月7日 - 12月23日               | 金曜 1:00 - 1:30（木曜深夜）                    | 千葉テレビ    | 千葉県   |                                                                        |
|                                        |                                                 | テレビ神奈川  | 神奈川県 |                                                                        |
|                                        | 金曜 1:05 - 1:35（木曜深夜）                    | テレビ埼玉    | 埼玉県   |                                                                        |
|                                        | 金曜 1:45 - 2:15（木曜深夜）                    | 岐阜放送      | 岐阜県   |                                                                        |
|                                        | 金曜 2:20 - 2:50（木曜深夜）                    | 三重テレビ    | 三重県   |                                                                        |
| 2016年10月8日 - 12月24日               | 土曜 3:00 - 3:30（金曜深夜）                    | BS11          | 日本全域 | BS放送 / 『ANIME+』枠                                                  |

| 配信開始日     | 配信時間        | 配信サイト |
| -------------- | --------------- | --- |
| 2016年10月8日  | 土曜 12:00 更新 | dアニメストア |
| 2016年10月15日 | 更新時間不明    | GYAO!ストア ニコニコ生放送 ニコニコチャンネル 楽天ショウタイム AbemaTV DMM.com バンダイチャンネル hulu U-NEXT アニメ放題 J:COMオンデマンド ビデオパス Amazonビデオ フジテレビオンデマンド WOWOWオンデマンド ビデオマーケット HAPPY!動画 ムービーフルPlus |
| 2016年10月19日 |                 | PlayStation Video |

| 放送期間                | 放送時間                     | 放送局        | 対象地域 | 備考                             |
| ----------------------- | ---------------------------- | ------------- | -------- | -------------------------------- |
| 2019年4月12日 - 6月28日 | 金曜 22:30 - 23:00           | TOKYO MX      | 東京都   |                                  |
|                         | 金曜 23:00 - 23:30           | BS11          | 日本全域 | BS放送 / 『ANIME+』枠            |
| 2019年4月13日 - 6月29日 | 土曜 0:00 - 0:30（金曜深夜） | サンテレビ    | 兵庫県   |                                  |
|                         | 土曜 0:30 - 1:00（金曜深夜） | KBS京都       | 京都府   |                                  |
|                         | 土曜 3:05 - 3:35（金曜深夜） | テレビ愛知    | 愛知県   |                                  |
| 2019年4月18日 - 7月4日  | 木曜 0:30 - 1:00（水曜深夜） | WOWOWプライム | 日本全域 | BS/CS放送 / 『アニメプライム』枠 |
| 2019年4月19日 - 7月5日  | 金曜 1:00 - 1:30（木曜深夜） | テレビ神奈川  | 神奈川県 |                                  |

| 配信開始日    | 配信時間        | 配信サイト |
| ------------- | --------------- | --- |
| 2019年4月12日 | 金曜 22:00 更新 | dアニメストア |
| 2019年4月17日 | 更新時間不明    | WOWOWメンバーズオンデマンド |
| 2019年4月19日 |                 | ニコニコ動画 AbemaTV GYAO! バンダイチャンネル hulu ひかりTV U-NEXT アニメ放題 J:COMオンデマンド ビデオパス Amazon Prime Video Netflix フジテレビオンデマンド DMM.com ビデオマーケット ムービーフルPlus HAPPY!動画 Rakuten TV |

| 放送期間               | 放送時間                     | 放送局        | 対象地域 | 備考                             |
| ---------------------- | ---------------------------- | ------------- | -------- | -------------------------------- |
| 2023年1月4日 - 3月29日 | 水曜 23:00 - 23:30           | TOKYO MX      | 東京都   |                                  |
| 2023年1月5日 - 3月30日 | 木曜 1:00 - 1:30（水曜深夜） | KBS京都       | 京都府   |                                  |
|                        |                              | サンテレビ    | 兵庫県   |                                  |
|                        | 木曜 1:30 - 2:00（水曜深夜） | テレビ愛知    | 愛知県   |                                  |
|                        | 木曜 23:00 - 23:30           | BS11          | 日本全域 | BS放送 / 『ANIME+』枠            |
| 2023年1月12日 - 4月6日 | 木曜 0:30 - 1:00（水曜深夜） | WOWOWプライム | 日本全域 | BS/CS放送 / 『アニメプライム』枠 |

| 配信開始日    | 配信時間                | 配信サイト | 備考         |
| ------------- | ----------------------- | --- | ------------ |
| 2023年1月4日  | 水曜 23:00 更新         | dアニメストア |              |
| 2023年1月11日 | 水曜 23:00 以降順次更新 | ニコニコ生放送 ニコニコチャンネル ひかりTV GYAO! FOD バンダイチャンネル Hulu TELASA J:COMオンデマンド メガパック milplus 見放題パックプライム アニメ放題 Amazon Prime Video ABEMA WOWOWオンデマンド DMM TV Disney+ Netflix U-NEXT | 見放題配信   |
|               |                         | Rakuten TV music.jp ビデオマーケット HAPPY!動画 クランクイン!ビデオ ムービーフルPlus | 都度課金配信 |

| 放送期間                | 放送時間                     | 放送局        | 対象地域 | 備考                             |
| ----------------------- | ---------------------------- | ------------- | -------- | -------------------------------- |
| 2023年7月12日 - 9月20日 | 水曜 23:00 - 23:30           | TOKYO MX      | 東京都   |                                  |
| 2023年7月13日 - 9月21日 | 木曜 0:00 - 0:30（水曜深夜） | サンテレビ    | 兵庫県   |                                  |
|                         | 木曜 1:30 - 2:00（水曜深夜） | テレビ愛知    | 愛知県   |                                  |
|                         | 木曜 23:00 - 23:30           | BS11          | 日本全域 | BS放送 / 『ANIME+』枠            |
| 2023年7月14日 - 9月22日 | 金曜 0:00 - 0:30（木曜深夜） | KBS京都       | 京都府   |                                  |
| 2023年7月20日 - 9月28日 | 木曜 0:00 - 0:30（水曜深夜） | WOWOWプライム | 日本全域 | BS/CS放送 / 『アニメプライム』枠 |

| 配信開始日    | 配信時間                | 配信サイト | 備考         |
| ------------- | ----------------------- | --- | ------------ |
| 2023年7月12日 | 水曜 23:00 更新         | dアニメストア |              |
| 2023年7月19日 | 水曜 23:00 以降順次更新 | ABEMA ニコニコ生放送 ニコニコチャンネル Lemino FOD バンダイチャンネル Hulu TELASA J:COMオンデマンド メガパック milplus U-NEXT アニメ放題 Amazon Prime Video WOWOWオンデマンド DMM TV Disney+ Netflix | 見放題配信   |
|               |                         | music.jp ビデオマーケット HAPPY!動画 クランクイン!ビデオ ムービーフルPlus | 都度課金配信 |

#### CD
| タイトル                                                              | 発売日         | 規格品番   |
| --------------------------------------------------------------------- | -------------- | ---------- |
| TVアニメ『文豪ストレイドッグス』オリジナルドラマCD やや非凡なる日々   | 2015年11月7日  | KACC-5198  |
| TVアニメ『文豪ストレイドッグス』オリジナルサウンドトラック01          | 2016年6月29日  | LACA-15574 |
| TVアニメ『文豪ストレイドッグス』キャラクターソングミニアルバム 其ノ壱 | 2016年8月17日  | LACA-15581 |
| TVアニメ『文豪ストレイドッグス』キャラクターソングミニアルバム 其ノ弐 | 2016年9月14日  | LACA-15582 |
| TVアニメ『文豪ストレイドッグス』キャラクターソングミニアルバム 其ノ参 | 2016年10月5日  | LACA-15583 |
| TVアニメ『文豪ストレイドッグス』オリジナルサウンドトラック02          | 2016年12月28日 | LACA-15619 |
| TVアニメ『文豪ストレイドッグス』オリジナルサウンドトラック03          | 2019年7月31日  | LACA-15784 |

#### BD / DVD
| 巻  | 発売日         | 収録話          | 規格品番  | 規格品番   |
| 巻  | 発売日         | 収録話          | BD限定版  | DVD限定版  |
| --- | -------------- | --------------- | --------- | ---------- |
| 1   | 2016年6月24日  | 第1話 - 第2話   | KAXA-7361 | KABA-10461 |
| 2   | 2016年7月29日  | 第3話 - 第4話   | KAXA-7362 | KABA-10462 |
| 3   | 2016年8月26日  | 第5話 - 第6話   | KAXA-7363 | KABA-10463 |
| 4   | 2016年9月30日  | 第7話 - 第8話   | KAXA-7364 | KABA-10464 |
| 5   | 2016年10月28日 | 第9話 - 第10話  | KAXA-7365 | KABA-10465 |
| 6   | 2016年11月25日 | 第11話 - 第12話 | KAXA-7366 | KABA-10466 |
| 7   | 2016年12月23日 | 第13話 - 第14話 | KAXA-7367 | KABA-10467 |
| 8   | 2017年1月27日  | 第15話 - 第16話 | KAXA-7368 | KABA-10468 |
| 9   | 2017年2月24日  | 第17話 - 第18話 | KAXA-7369 | KABA-10469 |
| 10  | 2017年3月24日  | 第19話 - 第20話 | KAXA-7370 | KABA-10470 |
| 11  | 2017年4月28日  | 第21話 - 第22話 | KAXA-7371 | KABA-10471 |
| 12  | 2017年5月26日  | 第23話 - 第24話 | KAXA-7372 | KABA-10472 |
| 13  | 2019年6月21日  | 第26話 - 第28話 | KAXA-7693 | KABA-10663 |
| 14  | 2019年7月24日  | 第29話 - 第31話 | KAXA-7694 | KABA-10664 |
| 15  | 2019年8月21日  | 第32話 - 第34話 | KAXA-7695 | KABA-10665 |
| 16  | 2019年9月25日  | 第35話 - 第37話 | KAXA-7696 | KABA-10666 |
| 17  | 2023年3月24日  | 第38話 - 第40話 | KAXA-8501 | KABA-11291 |
| 18  | 2023年4月26日  | 第41話 - 第43話 | KAXA-8502 | KABA-11292 |
| 19  | 2023年5月24日  | 第44話 - 第46話 | KAXA-8503 | KABA-11293 |
| 20  | 2023年6月28日  | 第47話 - 第50話 | KAXA-8504 | KABA-11294 |
| 21  | 2023年9月27日  | 第51話 - 第53話 | KAXA-8631 | KABA-11401 |
| 22  | 2023年10月25日 | 第54話 - 第56話 | KAXA-8632 | KABA-11402 |
| 23  | 2023年11月29日 | 第57話 - 第59話 | KAXA-8633 | KABA-11403 |
| 24  | 2023年12月22日 | 第60話 - 第61話 | KAXA-8634 | KABA-11404 |
| BOX |                |                 |           |            |
| 1   | 2021年10月27日 | 第1話 - 第12話  | KAXA-9838 | -          |
| 2   | 2021年10月27日 | 第13話 - 第25話 | KAXA-9839 | -          |
| 3   | 2025年3月26日  | 第26話 - 第37話 | KAXA-9845 | -          |

#### Webラジオ
『文豪ストレイラヂヲ』のタイトルで音泉より配信された。2016年2月14日にプレ放送、3月6日に第0.5回、4月7日から2017年1月12日まで隔週木曜日に配信。パーソナリティは上村祐翔（中島敦 役）が務める。
ゲスト
- 第01回：宮野真守（太宰治 役）、谷山紀章（中原中也 役） ※3月27日にAnimeJapan 2016で行われた公開録音イベント。
- 第02回：花倉洸幸（宮沢賢治 役）
- 第03回：細谷佳正（国木田独歩 役）、豊永利行（谷崎潤一郎 役）
- 第04回：嶋村侑（与謝野晶子 役）、小見川千明（谷崎ナオミ 役）
- 第05回：羽多野渉（梶井基次郎 役）
- 第06回：宮野真守
- 第07回：谷山紀章
- 第08回：花倉洸幸
- 第09回：豊永利行
- 第10回：諸星すみれ（泉鏡花 役）
- 第11回：小山力也（福沢諭吉 役）
- 第12回：瀬戸麻沙美（樋口一葉 役）
- 第13回：宮本充（森鷗外 役）
- 第14回：宮野真守
- 第15回：諏訪部順一（織田作之助 役）
- 第16回：小清水亜美（尾崎紅葉 役）
- 第17回：新垣樽助（ナサニエル・H 役）
- 第18回：河西健吾（ジョン・S 役）
- 第19回：櫻井孝宏（フランシス・F 役）
- 第20回：武内駿輔（ラヴクラフト 役）
- 第21回：小山力也

##### CD（ラジオ）
| タイトル                            | 発売日        | 規格品番    |
| ----------------------------------- | ------------- | ----------- |
| ラジオCD「文豪ストレイラヂヲ」Vol.1 | 2016年6月29日 | TBZR-0671/2 |
| ラジオCD「文豪ストレイラヂヲ」Vol.2 | 2016年9月28日 | TBZR-0717/8 |
| ラジオCD「文豪ストレイラヂヲ」Vol.3 | 2017年3月29日 | TBZR-0797/8 |

#### 受賞歴
- ニュータイプアニメアワード2017
  - キャラクターデザイン賞：キャラクターデザイン - 新井伸浩、漫画 - 春河35
  - 監督賞：五十嵐卓哉
  - スタジオ賞：ボンズ

#### 評価
2021年7月に行われ、300人が投票に参加した「宮野真守が演じた人気キャラクターランキング」では、『夜神月「DEATH NOTE」』や『刹那・F・セイエイ「機動戦士ガンダム00」』らを凌ぎ、太宰治が1位を獲得した。

### スピンオフ
『文豪ストレイドッグス わん！』のテレビアニメ化作品が2021年1月から3月までTOKYO MXほかにて放送された。

#### スタッフ（スピンオフ）
- 原作 - 朝霧カフカ[81]
- 漫画 - かないねこ[81]
- キャラクター原案 - 春河35[81]
- 監督 - 菊池聡延[81]
- シリーズ構成 - 筆安一幸[81]
- キャラクターデザイン・総作画監督 - 代見裕美[81]
- 色彩設計 - 佐々木梓[81]
- 撮影監督 - 小川克人[81]
- 美術監督 - 一色美緒[81]
- 編集 - 武宮むつみ[81]
- 音楽 - 岩崎琢[81]
- 音楽制作 - ランティス[81]
- 音響監督 - 若林和弘[81]
- プロデューサー - 倉兼千晶、石橋颯平、有水宗治郎、木村学、長谷川嘉範、隈元優介、佐藤圭介
- アニメーションプロデューサー - 鈴木麻里、大澤明彦
- アニメーション制作 - ボンズ、ノーマッド[81]
- 製作 - 文豪ストレイドッグス わん！製作委員会[81]

#### 主題歌（スピンオフ）
「名前を呼ぶよ」
中島敦（上村祐翔）によるエンディングテーマ。作詞・作曲はPON、編曲は脇眞富。本編第1シーズンEDのカバーとなる。
「TRASH CANDY」
GRANRODEOによる第6話挿入歌。作詞は谷山紀章、作曲・編曲は飯塚昌明。
「風が吹く街」
ラックライフの編曲・歌による第11話エンディングテーマ。作詞・作曲はPON。本編第2シーズンEDでもある。

#### 各話リスト（スピンオフ）
| 話数               | エピソード | 脚本       | 絵コンテ   | 演出       | 作画監督                            | 初放送日       |
| ------------------ | --- | ---------- | ---------- | ---------- | ----------------------------------- | -------------- |
| 第1わん！          | エピソード1(わん) 文豪ストレイドッグスREALエピソード2 ロッカーの中身はなんでしょな？エピソード3 噛み合わないやりとり | 筆安一幸   | 菊池聡延   | 菊池聡延   | 山本真嗣                            | 2021年 1月13日 |
| 第2わん！          | エピソード4 お花見に行こう！エピソード5 お風呂に行こう！                                                             | 筆安一幸   | 菊池聡延   | 菊池聡延   | 山本真嗣                            | 1月20日        |
| 第3わん！          | エピソード6 おつかい大作戦エピソード7 鏡花の拾いものエピソード8 乱歩さんのお利口な一日                               | 加藤還一   | 加藤涼     | 加藤涼     | 北原章雄 山本真嗣 新村杏子          | 1月27日        |
| 第4わん！          | エピソード9 芥川君のお遣いエピソード10 ころさずのまふぃあエピソード11 アイツとコンビ〜本気（マジ）編〜               | 加藤還一   | 加藤涼     | 加藤涼     | Han Younghoon                       | 2月3日         |
| 第5わん！          | エピソード12 太宰・中也14歳（中二病）エピソード13 とある横浜の一日エピソード14 少年と子犬                            | 岡田邦彦   | 佐々木達也 | 佐々木達也 | 三ツ木萌子 山本真嗣 小沼よしい      | 2月10日        |
| 第6わん！          | エピソード15 ヒヤハラ太宰さんエピソード16 百の思いを告げたならエピソード17 拡散希望！武装探偵社！                    | 加藤還一   | 菊池聡延   | 菊池聡延   | 代見裕美                            | 2月17日        |
| 第7わん！ (特別編) | エピソード18 文ストほいくえん！                                                                                      | 守護このみ | 佐々木達也 | 佐々木達也 | 山口菜                              | 2月24日        |
| 第8わん！          | エピソード19 がんばれ樋口さん！エピソード20 線路は続くよ どこまでもエピソード21 影武者むしゃむしゃ大作戦             | 守護このみ | 加藤涼     | 加藤涼     | 新村杏子 渡部由紀子 加野晃          | 3月3日         |
| 第9わん！          | エピソード22 与謝野医師のうっかり！忘れ物エピソード23 海老の尻尾のエトセトラエピソード24 僕を描く君を描く僕          | 加藤還一   | 加藤涼     | 中川聡     | 大豆一博                            | 3月10日        |
| 第10わん！         | エピソード25 白い虎とおでんをエピソード26 エレベーターパニックエピソード27 武装探偵社納涼をする                      | 守護このみ | 菊池聡延   | 佐々木達也 | 三ツ木萌子 山本真嗣 杉山直輝 山口菜 | 3月17日        |
| 第11わん！         | エピソード28 黒の時代編                                                                                              | 岡田邦彦   | 菊池聡延   | 菊池聡延   | 西村彩                              | 3月24日        |
| 第12わん！         | エピソード29 とりかえっこ劇場エピソード30 私の宝物エピソード31 中島敦、画策する                                      | 筆安一幸   | 菊池聡延   | 菊池聡延   | 代見裕美 山本真嗣                   | 3月31日        |

#### 放送局（スピンオフ）
| 放送期間                | 放送時間                     | 放送局   | 対象地域   | 備考                                                                         |
| ----------------------- | ---------------------------- | -------- | ---------- | ---------------------------------------------------------------------------- |
| 2021年1月13日 - 3月31日 | 水曜 0:30 - 0:45（火曜深夜） | TOKYO MX | 東京都     |                                                                              |
| 2021年1月14日 - 4月1日  | 木曜 0:00 - 0:15（水曜深夜） | BS11     | 日本全域   | BS放送 / 『ANIME+』枠                                                        |
| 2021年1月17日 - 4月2日  | 日曜 3:38 - 3:53（土曜深夜） | 毎日放送 | 近畿広域圏 | 『アニメシャワー』第4部前半 / 最終話のみ金曜 2:30 - 2:45（木曜深夜）にて放送 |
| 2021年1月21日 - 4月8日  | 木曜 0:30 - 0:45（水曜深夜） | WOWOW    | 日本全域   | 製作参加 / BS/CS放送 / 『アニメプレミア』枠                                  |

| 配信開始日    | 配信時間                   | 配信サイト |
| ------------- | -------------------------- | --- |
| 2021年1月13日 | 水曜 0:30（火曜深夜） 更新 | dアニメストア |
| 2021年1月18日 | 月曜 0:30（日曜深夜） 更新 | ABEMA niconico ひかりTV Netflix GYAO! フジテレビオンデマンド バンダイチャンネル Hulu Amazon Prime Video J:COMオンデマンド ビデオパス TELASA アニメ放題 U-NEXT Tver MBS動画イズム Rakuten TV DMM.com ビデオマーケット HAPPY!動画 クランクイン!ビデオ ムービーフルplus |
| 2021年1月21日 | 木曜 0:30（水曜深夜） 更新 | WOWOWオンデマンド |

#### CD（スピンオフ）
| タイトル                                                         | 発売日        | 規格品番   |
| ---------------------------------------------------------------- | ------------- | ---------- |
| TVアニメ『文豪ストレイドッグス わん!』オリジナルサウンドトラック | 2021年3月24日 | LACA-15869 |

#### BD / DVD（スピンオフ）
| 巻   | 発売日        | 収録話         | 規格品番  | 規格品番   |
| 巻   | 発売日        | 収録話         | BD        | DVD        |
| ---- | ------------- | -------------- | --------- | ---------- |
| 上巻 | 2021年3月24日 | 第1話 - 第6話  | KAXA-8071 | KABA-10971 |
| 下巻 | 2021年4月28日 | 第7話 - 第12話 | KAXA-8072 | KABA-10972 |

## 劇場アニメ
テレビアニメ第2シーズン終了後の2017年2月19日に開催されたファンイベント「迷ヰ 犬達ノ宴 其ノ弐」にて、完全新作の劇場アニメの制作が発表され、2018年3月3日に『文豪ストレイドッグス DEAD APPLE』（ぶんごうストレイドッグス デッドアップル）のタイトルで公開された。全国74館で上映された映画は、4DX含め170館以上に拡大公開され、興行収入5億5000万円をあげた。

### スタッフ（劇場）
- 原作・脚本協力 - 朝霧カフカ
- 漫画 - 春河35
- 監督 - 五十嵐卓哉
- 脚本 - 榎戸洋司
- キャラクターデザイン・総作画監督 - 新井伸浩
- エフェクト作画監督 - 橋本敬史
- メカニックデザイン - 片貝文洋
- プロップデザイン - 金田尚美
- サブキャラクターデザイン - 菅野宏紀
- 美術監督 - 近藤由美子
- 美術監督補佐 - 熊野はつみ
- 色彩設計 - 後藤ゆかり
- 撮影監督 - 神林剛
- 編集 - 西山茂
- 音響監督 - 若林和弘
- 音楽 - 岩崎琢
- 音響制作 - グロービジョン
- 音楽プロデューサー - 吉江輝成
- プロデューサー - 倉兼千晶、田村淳一郎
- アニメーションプロデューサー - 鈴木麻里
- アニメーション制作 - ボンズ
- 配給 - 角川ANIMATION
- 製作 - 文豪ストレイドッグス DA 製作委員会（KADOKAWA、ボンズ、ランティス、クロックワークス、角川メディアハウス、バンダイナムコライブクリエイティブ、ムービック、ソニー・ミュージックコミュニケーションズ、グロービジョン、WOWOW）

### 主題歌（劇場）
「Deadly Drive」
オープニングテーマ。作詞は谷山紀章、作曲は飯塚昌明、歌はGRANRODEO。
「僕ら」
エンディングテーマ。作詞・作曲はPON、歌はラックライフ。

#### CD（劇場）
| タイトル                                                          | 発売日       | 規格品番   |
| ----------------------------------------------------------------- | ------------ | ---------- |
| 映画『文豪ストレイドッグス DEAD APPLE』オリジナルサウンドトラック | 2018年3月3日 | LACA-15694 |

#### BD / DVD（劇場）
| 発売日        | 規格品番  | 規格品番   |
| 発売日        | BD        | DVD        |
| ------------- | --------- | ---------- |
| 2018年12月5日 | KAXA-7654 | KABA-10640 |

### 受賞歴（劇場）
- ニュータイプアニメアワード2017 - 2018
  - サウンド賞：岩崎琢
  - 監督賞：五十嵐卓哉
  - 作品賞（劇場上映部門）
  - 女性キャラクター賞：泉鏡花

## ゲーム

### モバイルゲーム
文豪ストレイドッグス 迷ヰ犬怪奇譚
2017年12月14日よりiPhone用とAndroid用に配信されているスマートフォンゲーム。制作はアンビション。アイテム課金制。文豪ストレイドックスの物語を追体験できる他、ゲームオリジナルシナリオもプレイできる。

2018年4月1日のエイプリルフールイベントでは、登場人物が全員幼稚園児とその先生に化した。ゲーム公式では、それを意図しない不具合とアナウンスしていた。エイプリルフールイベントは以降毎年行われている。(2024年現在)

その他にも、学園イベント，夏祭りイベント，仮装招宴(ハロウィン)イベント，降誕祭(クリスマス)イベントなどを開催している。

一部のキャラクターには、豪華声優陣録り下ろしのキャラクターボイスがついている。キャラクターボイス付きキャラクターは次の通り。SRキャラクター、中島敦，芥川龍之介。SSRキャラクター、中島敦，太宰治，国木田独歩，江戸川乱歩，谷崎潤一郎，宮沢賢治，与謝野晶子，芥川龍之介，泉鏡花，梶井基次郎，中原中也，樋口一葉，弘津柳浪，福沢諭吉，フランシス，森鷗外，ルーシー，坂口安吾，立原道造，EXキャラクター、フランシス，中島敦，芥川龍之介，中原中也，谷崎潤一郎(2024年10月28日現在)

一部のSSRキャラクターを、URに覚醒することができる。UR化できるキャラクターは、中島敦，与謝野晶子，太宰治，梶井基次郎，国木田独歩，宮沢賢治，江戸川乱歩，渋澤龍彦，谷崎潤一郎，芥川龍之介，中原中也，泉鏡花，福沢諭吉，樋口一葉，広津柳浪，織田作之助，坂口安吾，ルーシー，フランシス，森鷗外，尾崎紅葉，マーガレット，立原道造，ラヴクラフト，ジョン，ナサニエル，ポオ，夢野久作，ジイド(2024年10月28日現在)

英語版として『Bungo Stray Dogs: Tales of the Lost』が、アンビションとCrunchyroll Gamesと住友商事の共同パブリッシングによって、2018年11月17日より配信されている。

### 体感型ゲーム
文豪ストレイドッグス 謎解きゲーム 迷ヰ犬狂騒曲
2019年4月6日より5月26日にかけて横浜を舞台にしたクイズラリーで、周遊型のリアル謎解きゲーム。アニメイト横浜ビブレにて参加キットを販売。主催はKADOKAWA、運営は角川メディアハウス並びにムービック・プロモートサービス（ナゾメイト）。
参加者は武装探偵社の新人事務員という設定で、各チェックポイントを巡って謎を解き明かす。
一部の施設では、クイズラリー参加に入場料等が必要。また、期間中に休館日がある施設もあるので、知りたい利用者には問い合わせを推奨されている。
なお、以前には横浜を巡る謎解きのないスタンプラリーを実施していた。

## 実写作品

### 舞台
アニメのファンイベント「迷ヰ犬達ノ宴 其ノ弐」にて舞台化が発表された。通称「文ステ」。

#### 公演リスト
舞台「文豪ストレイドッグス」
第一弾公演。2017年12月22日から24日にKAAT神奈川芸術劇場ホールにて、2018年1月12日・13日に森ノ宮ピロティホールにて、2018年1月31日から2月4日にAiiA 2.5 Theater Tokyoにて、計17公演上演された。大千穐楽の2月4日にはライブビューイングが実施され、第二弾の制作が発表された。
舞台「文豪ストレイドッグス　黒の時代」
第二弾公演。2018年9月22日から10月8日にサンシャイン劇場にて、同年10月13日・14日に森ノ宮ピロティホールにて、計25公演上演された。大千穐楽の10月14日にはライブビューイングが実施され、第三弾の制作が発表された。
舞台「文豪ストレイドッグス　三社鼎立」
第三弾公演。全国五都市にて上演。2019年6月8日・9日に北上市文化交流センターさくらホールにて、同年6月14日から16日に久留米シティプラザザ・グランドホールにて、同年6月21日・22日に名古屋市公会堂大ホールにて、同年6月27日から30日に森ノ宮ピロティホールにて、同年7月3日から10日に日本青年館ホールにて、計28公演上演された。大千穐楽の7月10日には舞台「文豪ストレイドッグス」の実写映画化が発表がされた。
舞台「文豪ストレイドッグス 序」探偵社設立秘話・太宰治の入社試験
第四弾公演。二作品同時期上演。2020年9月11日から27日にあうるすぽっとにて各12公演、計24公演上演された。
舞台「文豪ストレイドッグス DEAD APPLE」
第五弾公演。当初は2021年4月16日から18日にCOOL JAPAN PARK OSAKA WWホールにて、同年4月23日から5月5日に日本青年館ホールにて、計21公演上演予定だったが、4月28日以降の公演が中止になったため、計12公演の上演となった。なお、5月5日の千秋楽公演は無観客配信で上演された。
舞台「文豪ストレイドッグス 太宰、中也、十五歳」
第六弾公演。2021年10月5日から12日によみうり大手町ホールにて、同年10月16日・17日にCOOL JAPAN PARK OSAKA WWホールにて、同年10月21日から24日にシアター1010にて、計21公演上演された。
舞台「文豪ストレイドッグス STORM BRINGER」
第七弾公演。2022年6月24日から27日に日本青年館ホールにて、同年7月2日・3日に東大阪市文化創造館 Dream House 大ホールにて計19公演上演された。
舞台「文豪ストレイドッグス 共喰い」
第八弾公演。舞台版の最終章となる。2023年6月9日から11日にCOOL JAPAN PARK OSAKA WWホールにて、同年6月22日から7月2日に日本青年館ホールにて計15公演上演された。

#### スタッフ（舞台）
- 原作：テレビアニメ「文豪ストレイドッグス」（第一〜三、六、八弾）、角川ビーンズ文庫「文豪ストレイドッグス 探偵社設立秘話」、角川ビーンズ文庫「文豪ストレイドッグス 太宰治の入社試験」（第四弾）、映画「文豪ストレイドッグス DEAD APPLE」（第五弾）、角川ビーンズ文庫「文豪ストレイドッグス STORM BRINGER」（第七弾）
- 演出：中屋敷法仁
- 作：御笠ノ忠次 （第一〜三弾）、中屋敷法仁（第四〜八弾）、内田裕基（第五弾）
- 協力：朝霧カフカ・春河35
- 制作：バンダイナムコライブクリエイティブ/ゴーチブラザーズ

#### BD / DVD（舞台）
| タイトル                                                        | 発売日         | 規格品番  | 規格品番   |
| タイトル                                                        | 発売日         | BD        | DVD        |
| --------------------------------------------------------------- | -------------- | --------- | ---------- |
| 舞台「文豪ストレイドッグス」                                    | 2018年6月27日  | KAXA-7614 | KABA-10614 |
| 舞台「文豪ストレイドッグス 黒の時代」                           | 2019年2月27日  | KAXA-7676 | KABA-10646 |
| 舞台「文豪ストレイドッグス 三社鼎立」                           | 2019年11月27日 | KAXA-7773 | KABA-10713 |
| 舞台「文豪ストレイドッグス 序」探偵社設立秘話・太宰治の入社試験 | 2021年2月24日  | KAXA-8000 | KABA-10930 |
| 舞台「文豪ストレイドッグス DEAD APPLE」                         | 2021年9月29日  | KAXA-8141 | KABA-11021 |
| 舞台「文豪ストレイドッグス 太宰、中也、十五歳」                 | 2022年3月30日  | KAXA-8221 | KABA-11101 |
| 舞台「文豪ストレイドッグス STORM BRINGER」                      | 2022年12月23日 | KAXA-8421 | KABA-11221 |
| 舞台「文豪ストレイドッグス 共喰い」                             | 2024年1月24日  | KAXA-8621 | KABA-11391 |

### 映画
『映画 文豪ストレイドッグス BEAST』（えいが ぶんごうストレイドッグス ビースト）のタイトルで、2022年1月7日に公開された。銀役の紺野彩夏、孤児院の院長役の南圭介以外のキャストは舞台版から続投する他、脚本は原作者の朝霧書き下ろしで「中島敦と芥川龍之介の所属組織が逆だったら」を描く“もしも”のストーリーとなる。

#### スタッフ（映画）
- 原作：角川ビーンズ文庫『文豪ストレイドッグス BEAST』
- 監督：坂本浩一
- 脚本：朝霧カフカ
- 音楽：岩崎琢
- 主題歌：GRANRODEO「時計回りのトルク」
- 挿入歌：SCREEN mode「Reason Living」、ラックライフ「名前を呼ぶよ」
- 企画：菊池剛、工藤大丈
- 製作：田中翔、鈴木孝明、櫻井優香、國枝信吾、伊藤達哉、南雅彦
- プロデューサー：倉兼千晶、山田駿平、丸田順悟
- アソシエイトプロデューサー：本田昌広
- ラインプロデューサー：大野貴裕
- 音楽プロデューサー：吉江輝成
- 音楽制作：ランティス
- 撮影：百瀬修司
- 照明：太田博
- 録音：益子宏明
- 美術：原田恭明
- 衣装デザイン：前岡直子
- 衣装：森田恵美子
- ヘアメイク：城本麻紀、古橋香奈子
- 編集：目見田健
- VFXプロデューサー：佐藤正晃、Alams
- VFXスーパーバイザー：Raiyan Laksamana
- スタントコーディネーター：髙橋伸稔
- 助監督：星秀樹
- 制作担当：内山亮
- キャスティング：北田由利子
- 宣伝プロデューサー：髙岡遼
- 配給：KADOKAWA
- 制作プロダクション：ダブル・フィールド
- 製作：「映画 文豪ストレイドッグス BEAST」製作委員会（KADOKAWA、バンダイナムコライブクリエイティブ、バンダイナムコアーツ、ムービック、ゴーチ・ブラザーズ、ボンズ）

#### CD（映画）
| タイトル                                                     | 発売日       | 規格品番   |
| ------------------------------------------------------------ | ------------ | ---------- |
| 映画『文豪ストレイドッグス BEAST』オリジナルサウンドトラック | 2022年1月7日 | LACA-15927 |

#### BD / DVD（映画）
| 発売日        | 規格品番  | 規格品番   |
| 発売日        | BD        | DVD        |
| ------------- | --------- | ---------- |
| 2022年7月27日 | KAXA-7654 | KABA-10640 |